# Spoliations napoléoniennes
Les spoliations napoléoniennes consistent en une série de soustractions d’actifs perpétrée à grande échelle sur une période de vingt ans, de 1797 à 1815, notamment d’œuvres culturelles, d'œuvres d’art, d’objets précieux constituant l’identité patrimoniale et spirituelle des territoires spoliés et qui a été le plus souvent organisée sous forme de traités pour des lieux spécifiques en fonction d’une histoire et d’une réalité locale particulière.
Le concept de spoliation peut s'étendre ici à ceux de pillages, saccages mais aussi aux démembrements, ou destructions d’œuvres d’art ou objets de valeur par les troupes napoléoniennes, de vols délibérés de la part de Napoléon en personne (en attestent par exemple les camés de Joséphine ou la collection d’environ 16 000 œuvres italiennes de Joseph Fesch consignées au musée Fesch à Ajaccio) ainsi que de l’achat par vente forcée d’œuvres majeures par la contrainte de différents traités entre la France et les États pontificaux ou par des montages financiers particuliers comme en donne un exemple Stendhal dans l'ouvrage Rome, Naples et Florence.
Nombre de recensements d’œuvres en vue de leur confiscation ont été réalisés par des fonctionnaires nommés par Napoléon lui-même au sein de la population locale, à l’instar de la commission du traité de Tolentino où les fonctionnaires ont été désignés au sein de la communauté hébraïque du ghetto d’Ancône.
Bien qu’elles peuvent plus amplement y figurer dans cet article, n’entrent pas de la même manière les spoliations opérées dans la péninsule Ibérique, aux Pays-Bas, en Europe centrale et encore moins celles d'Égypte pour la bonne raison que les spoliations et les pillages ne portaient pas sur des objets de culte encore en usage en 1797.
Ce qui révèle par là-même la violence intrinsèque de la constitution-même du musée du Louvre à son origine quand il s’est agi d’exposer sans distinction des œuvres passées de l’histoire de l’art et des œuvres encore en usage et encore vénérées du temps de leur exposition.
Après la période napoléonienne, les spoliations se complètent de la collection de Giampietro Campana en 1861 pour le compte du musée du Louvre et du musée du Petit Palais d'Avignon, se soldant également par un éparpillement des collections sous forme de présents à des États tiers, reventes à des collectionneurs privés français et étrangers.

## Pillages, célébrations et justifications idéologiques

### Pillages et destructions
Les pillages furent perpétrés à grande échelle de 1797 à 1815, et comprenaient non seulement des œuvres picturales ou sculpturales, mais également des éléments architecturaux, des biens archéologiques, des archives et des bibliothèques, des collections glyptiques, numismatiques, de sciences naturelles, minéralogiques et botaniques.
Parfois, des actes de destruction ont également eu lieu : destruction d’œuvres d’art (ex: le complexe sculptural en argent dit des apôtres d’Antonio Calcagni et Tiburzio Vergelli est fondu à Lorette, destruction de la statue de Grégoire VIII de Girolamo Lombardo à Ascoli Piceno ) ; d’églises (à l’instar du Duomo d'Alexandrie datant du XIIe siècle, mais aussi de monastères, d'ouvrages publics, de palais, très souvent motivés par la recherche d’or et d’argent.
Selon l'historien Paul Wescher, les pillages napoléoniens représenteraient « le plus grand déplacement d'œuvres d'art de l'histoire », qui a causé divers dommages collatéraux.
Selon l'article publié par l'historienne de l'art Dorothy Mackay Quynn intitulé "Les confiscations d'art des guerres napoléoniennes", l'Italie se trouve confrontée à des restitutions complexes, car légalisés par des traités, alors que les cessions de la Belgique et des Pays-Bas ont été effectuées comme butin ou prise de guerre.
Selon le catalogue Canova, catalogue incomplet au demeurant, sur les 506 tableaux recensés importés en France, 248 sont restés en France, 249 sont rentrés en Italie, 9 ont été classés comme introuvables.

### Célébrations

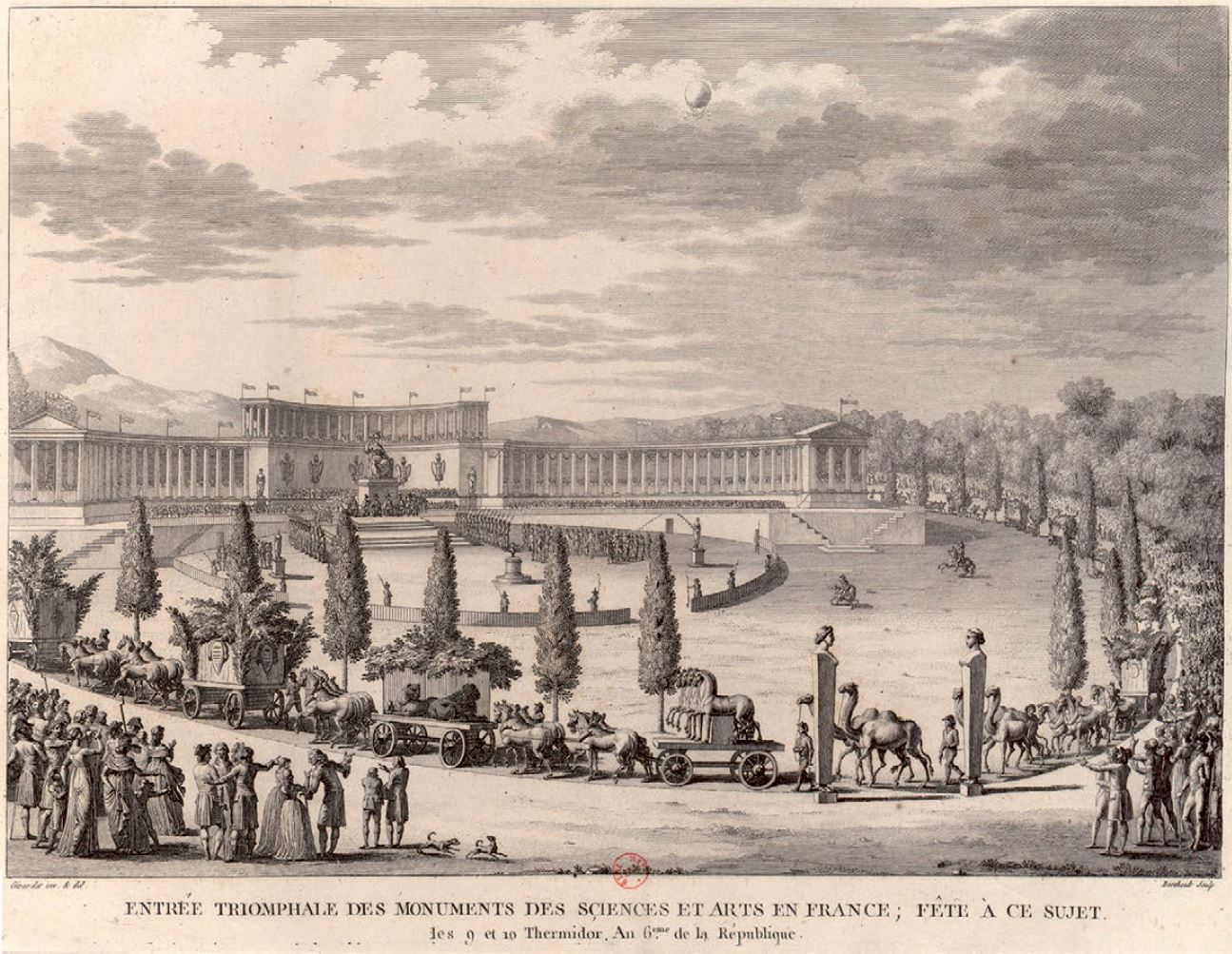
Entrée à Paris du convoi des œuvres d'art confisquées par Bonaparte et son armée (Auber 1802: vol. 3, pl. 136). 1802. — Collection complète des tableaux historiques de la Révolution française, tome 2. Pierre Didot l’aîné, Paris.

Au neuvième jour de Thermidor de l'an VI (27 juillet 1798), s'est déroulée la plus grande célébration d'une victoire militaire à Paris. L’événement est rappelé par une gravure de la Bibliothèque nationale de Paris reproduisant une peinture de Louis-Auguste Girardot. Elle montre l’arrivée au Champ de Mars, devant l'École Militaire de Paris du premier convoi de marchandises confisquées à la fin de la campagne d'Italie menée par le général Bonaparte.
Dans les estampes d'époque, nous voyons les chevaux de la basilique Saint-Marc à Venise sur un char tiré par six chevaux, précédés d’un autre char sur lequel est posée une cage de lions et suivis de quatre dromadaires. Devant un panneau, il déclare: « La Grèce les céda ; Rome les perdit. » L’Apollon du Belvédère, la Vénus de Médicis, le Discobole, le Laocoon et une soixantaine d’œuvres, dont neuf peinture de Raphaël, deux célèbres collections du Corrège, de minéraux et d’antiquaires, plusieurs animaux exotiques, mais aussi plusieurs manuscrits du Vatican datant du premier millénaire ap. J-C. Il fut rapporté que l'attention du public fut attirée par les animaux exotiques et par la statue et les reliques de la Madone de Lorette considérée à l’époque comme l'œuvre de saint Luc et capable de faire des miracles.

### Liste établie des œuvres traçables envoyées à Paris
| Lieu et date d'enlèvement        | Tableaux enlevés | Tableaux repris en 1815 | Tableaux restés en France | Tableaux perdus |
| -------------------------------- | ---------------- | ----------------------- | ------------------------- | --------------- |
| Milan. Mai 1796                  | 19               | 6                       | 11                        | 2               |
| Crémone. Juin 1796               | 6                | 2                       | 4                         |                 |
| Modène. Juin 1796                | 20               | 10                      | 10                        |                 |
| Parme. Juin 1796                 | 15               | 12                      | 3                         |                 |
| Bologne. Juillet 1796            | 31               | 15                      | 16                        |                 |
| Cento. Juillet 1796              | 12               | 6                       | 6                         |                 |
| Livourne. Juillet 1796           | 1                | 0                       | 1                         |                 |
| Modène. Octobre 1796             | 30               | 11                      | 19                        |                 |
| Lorette. Février 1797            | 4                | 1                       | 3                         |                 |
| Pérouse. Février 1797            | 30               | 10                      | 20                        |                 |
| Mantoue. Février 1797            | 4                | 0                       | 4                         |                 |
| Foligno. Février 1797            | 1                | 1                       | 0                         |                 |
| Pesaro. 1796                     | 7                | 3                       | 4                         |                 |
| Fano. 1797                       | 3                | 0                       | 3                         |                 |
| Rome. 1797                       | 13               | 12                      | 1                         |                 |
| Vérone. Mai 1797                 | 14               | 7                       | 7                         |                 |
| Venise. Septembre 1797           | 18               | 14                      | 4                         |                 |
| TOTAL 1796-1797                  | 227              | 110                     | 115                       | 2               |
| Rome. 1798                       | 14               | 0                       | 14                        |                 |
| Turin. 1799                      | 66               | 46                      | 20                        |                 |
| Florence. 1799                   | 63               | 56                      | 0                         | 7               |
| Turin. 1801                      | 3                | 0                       | 3                         |                 |
| Naples. 1802                     | 7                | 0                       | 7                         |                 |
| Rome (Saint-Louis-des-Français). | 26               | 0                       | 26                        |                 |
| Parme. 1803                      | 27               | 14                      | 13                        |                 |
| TOTAL 1798-1803                  | 206              | 116                     | 83                        | 7               |
| Savone. 1811                     | 6                | 3                       | 3                         |                 |
| Gênes. 1811                      | 9                | 6                       | 3                         |                 |
| Chiavari. 1811                   | 2                | 1                       | 1                         |                 |
| Levanto. 1811                    | 1                | 1                       | 0                         |                 |
| La Sapieza. 1811                 | 1                | 1                       | 0                         |                 |
| Pise. 1811                       | 9                | 1                       | 8                         |                 |
| Florence. 1811                   | 9                | 0                       | 9                         |                 |
| Parme. 1811                      | 5                | 2                       | 3                         |                 |
| Foligno. 1811                    | 1                | 1                       | 0                         |                 |
| Todi. 1811                       | 3                | 2                       | 1                         |                 |
| Pérouse. 1811                    | 10               | 5                       | 5                         |                 |
| Milan (Brera). 1812              | 5                | 0                       | 5                         |                 |
| Florence. 1813                   | 12               | 0                       | 12                        |                 |
| TOTAL 1811-1813                  | 73               | 23                      | 50                        |                 |
| TOTAL GÉNÉRAL                    | 506              | 249                     | 248                       | 18              |

### Les traces de justifications idéologiques
Les justifications idéologiques du pillage furent diverses, allant au-delà de la simple prise de guerre. D'une part, une pétition d'artistes français mentionnait que les œuvres étaient une inspiration pour le progrès des arts républicains. Certains croyaient que les œuvres étaient restées « emprisonnées trop longtemps... ces œuvres immortelles ne sont plus dans un pays étranger, mais introduites dans la patrie des Arts et du Génie, dans la patrie des libertés et de l'Égalité sacrée: la République française ». « Ou encore des statues que les Français ont empruntées à l'église romaine dégénérée pour orner le grand musée de Paris, afin de distinguer le plus noble des trophées, le triomphe de la Liberté sur les Tyrannies, de la Connaissance sur la Superstition ».
Face à ce qui était considéré à l’époque comme des butins de guerre, quelques-uns, comme Quatremère de Quincy, se souvinrent que, par chance, les plus grandes œuvres du génie humain ne pouvaient être effacées, comme le Colisée, la Farnesina, la chapelle Sixtine ou les salles du Vatican, et que si les Français voulaient vraiment redécouvrir le passé, au lieu de dépouiller Rome, ils devraient « se tourner vers les ruines de la Provence, enquêter sur les ruines d'Arles, d'Orange et restaurer le magnifique amphithéâtre de Nîmes ».

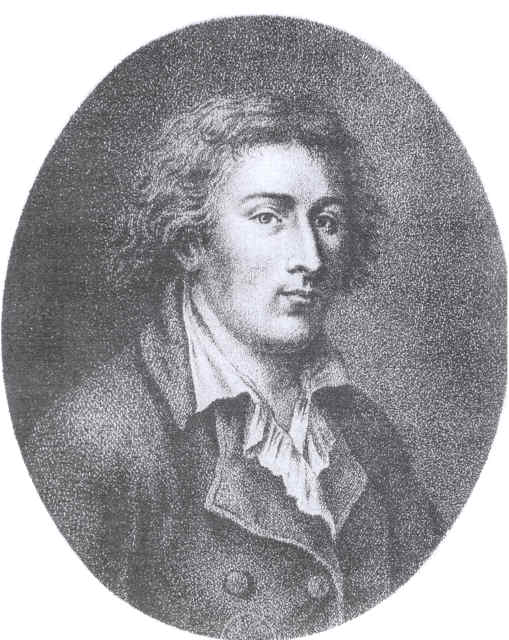
Antoine Quatremère de Quincy par F. Bonneville.

## Traités de la première Campagne d'Italie

### Traité de Campoformio

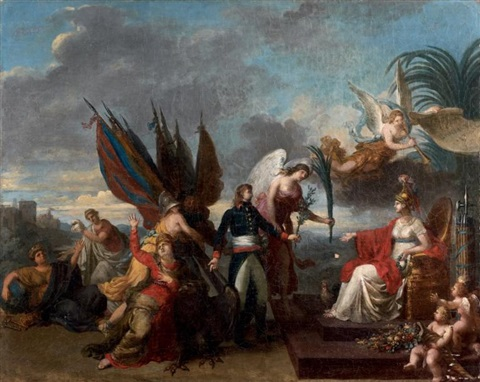
Le traité de Campo-Formio par Jean-Baptiste François Desoria.

La première campagne d'Italie avait apporté un très grand nombre d'objets de valeur de toutes sortes, depuis la signature des armistices avec les duchés de Modène et de Parme en mai 1796 jusqu'au traité de Campo-Formio avec la république de Venise en 1797.
Ledit traité de Campo-Formio met fin à la république de Venise millénaire que Napoléon donne à l’Autriche, avec des conséquences évidentes sur le patrimoine du reste de la péninsule italienne, mais l’on ne peut parler de spoliation de la part de l’Empire autrichien.
Milan fut d'abord privée des collections des Gonzague de Mantoue. Les ducs de Modène et de Parme avaient été tenus de remettre vingt tableaux de leurs collections privées et publiques, qui devinrent bientôt 40, puis 50 pour finir par en perdre le décompte.
En juin, le roi Ferdinand Ier et le pape Pie VI signèrent des armistices dans lesquels ils s'engageaient à remettre 500 anciens manuscrits du Vatican et une centaine de peintures et de bustes, en particulier les bustes de Marcus et de Giunius Brutus Capitolin.
Les manuscrits ont été choisis par un dénommé de la Porte du Theil, un érudit français qui connaissait bien les bibliothèques vaticanes et qui prit entre autres la Fons Regina, la bibliothèque de la reine Christina de Suède. Le pape fut obligé de payer les frais de transport des manuscrits et des travaux jusqu’à Paris.
Des pillages ont également eu lieu dans les bibliothèques du Vatican, la bibliothèque Estense de Modène, celles de Bologne, Monza, Pavie et Brera et enfin dans la bibliothèque Ambrosienne de Milan. A titre d'exemple, le Louvre conserve aujourd'hui plus de 3000 dessins du XVI° au XVIII° siècle rien que pour l'école de Bologne.
Remarque : À la suite de l’occupation de Venise par les troupes napoléoniennes, on note d'autres disparitions ultérieures, peut-être même de destruction d’œuvres d’art d’importance à l’instar du Jugement de saint Stéphane de Vittore Carpaccio. Imputables logiquement aux autrichiens alors au pouvoir, il semble que ce n'était pas dans les pratiques autrichiennes de se livrer à de telles exactions.

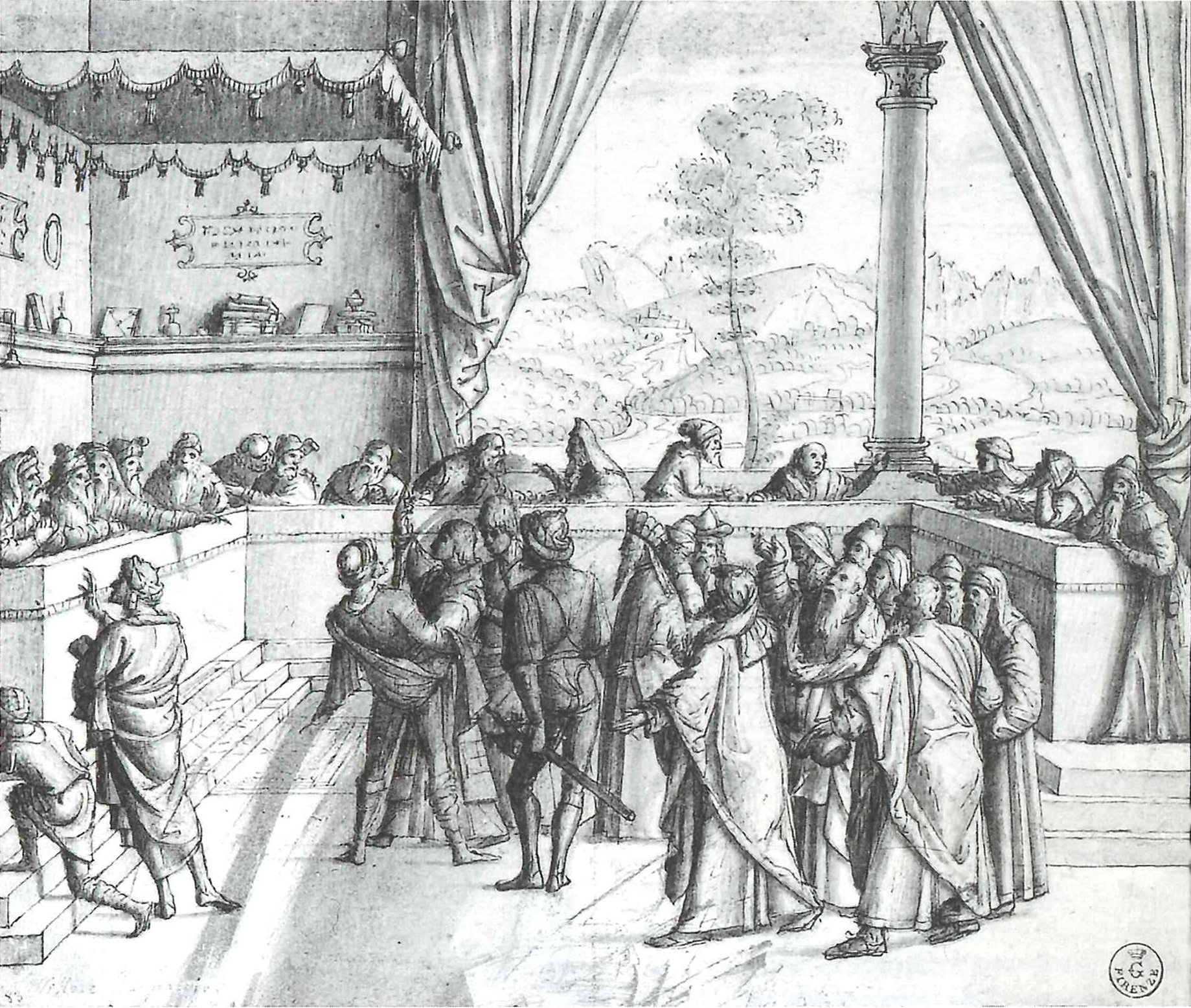
Dessin du Jugement de saint Stéphane, œuvre perdue en 1806.
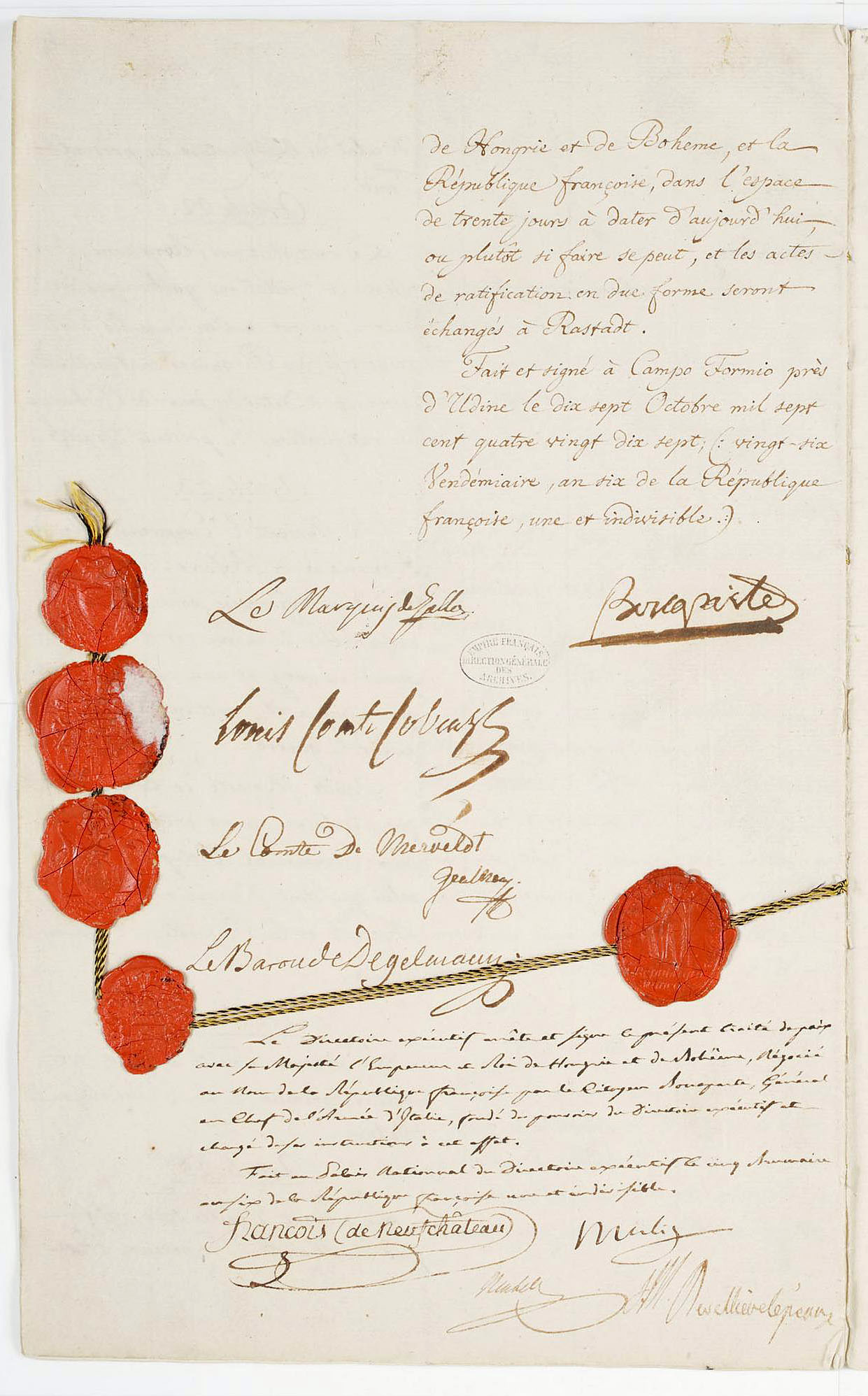
Dernière page du traité de Campoformio avec cachets et paraphe des signataires) - archives nationales, Paris.
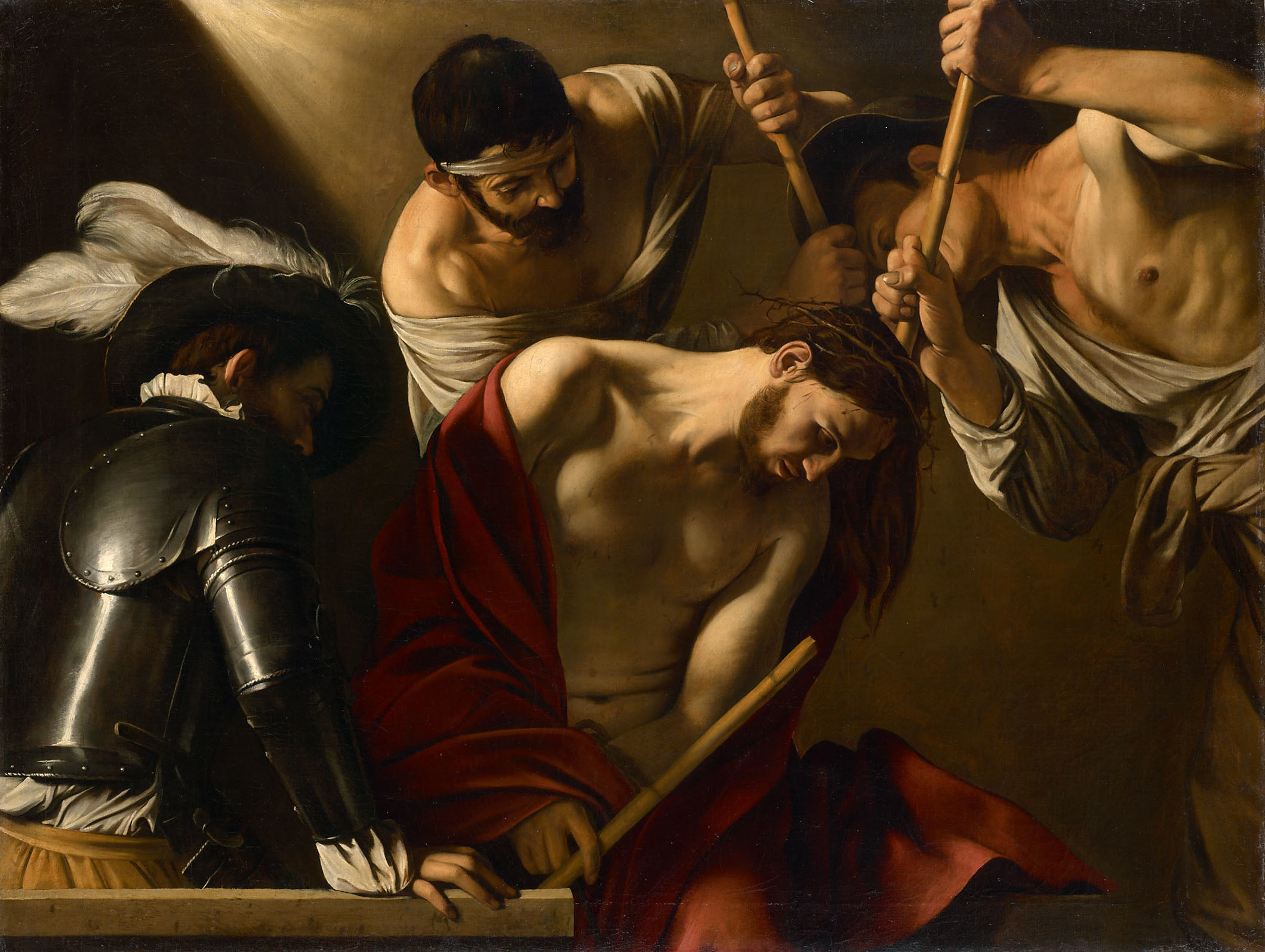
Le Couronnement d'épines de Caravaggio - commande de Vincenzo Giustiniani, le protecteur du Caravage ; il reste en possession de la famille Giustiniani jusqu'en 1809, désormais au Musée d'Histoire de l'art de Vienne.

### Traité de Tolentino

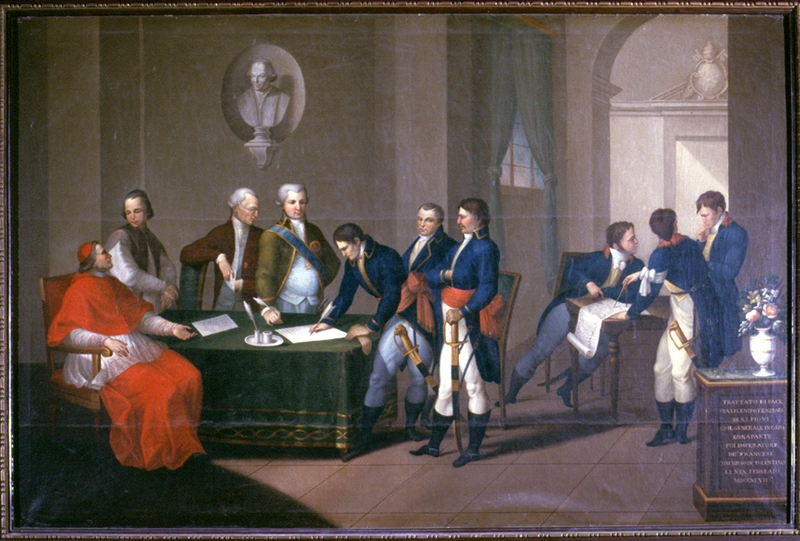
Signature du traité de Tolentino.

Par la suite, le traité de Tolentino a ajouté des œuvres des trésors de Ravenne, Rimini, Pérouse, Lorette et Pesaro.
Au Vatican, les salles du pape sont ouvertes et complètement saccagées, à la fois pour l'enrichissement des officiers napoléoniens et expressément pour Napoléon, tandis que les œuvres en or et en argent sont fondues.
La bibliothèque privée du pape Pie VI fut achetée par le fonctionnaire Daunou et, en 1809, la collection de marbre du prince Borghèse fut vendue à Napoléon sous la contrainte pour huit millions de francs. Le prince n'a même pas obtenu toutes les sommes promises, mais a été payé en terrains confisqués à l'Église et en droits d'exploitation minière dans le Latium, qu'il a ensuite dû restituer à ses propriétaires légitimes.

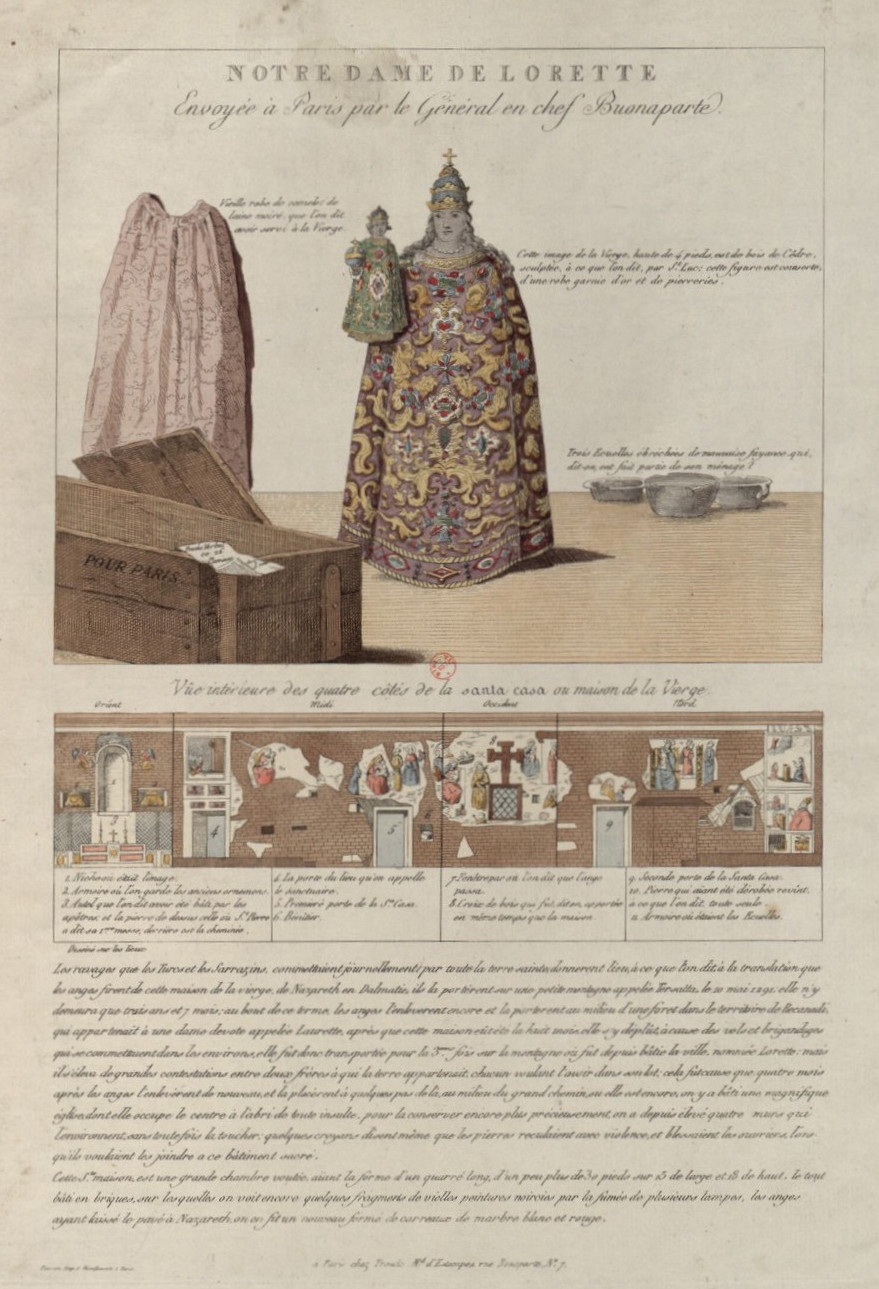
Confiscation du 25 pluviôse de l’an V de la statue de Notre-Dame de Lorette et des reliques de la Madone avant que le sanctuaire de la Sainte Maison de Lorette ne soit fermé sous scellé.

W. Buchanan notait en 1824 la manière dont Napoléon avait imposé une lourde taxation aux princes et à la noblesse romaine qui s'étaient opposés à son armée ; et comme il avait remarqué que ses demandes étaient payées par les propriétaires, il les renouvelait dans la mesure où ceux-ci possédaient encore des trésors : c’est ainsi que les familles Colonna, Borghese, Barberini, Chigi, Corsini, Falconieri, Spada et de nombreuses autres familles nobles de Rome ont été forcées de vendre leurs œuvres pour trouver les moyens de supporter le paiement des taxes
À Venise, les chevaux de bronze de Saint-Marc, traditionnellement attribués à Lysippe, sculpteur de bronze d'Alexandre le Grand, ont été envoyés à Paris. Les noces de Cana de Véronèse ont été coupées en deux et envoyées au Louvre. L'arsenal de Venise a été démantelé, les canons, les plus belles armures et les armes à feu ont été envoyés en France, d'autres ont été fondues.
Cependant, parfois, la méconnaissance de certains commissaires chargés des réquisitions fit que certains chefs-d’œuvre restèrent sur place, comme ce fut le cas pour la Conversation sacrée de Piero della Francesca, confisquée à Urbino, arrêtée dans son départ pour Paris à Milan en 1811 car jugée de peu d’importance et restée aujourd’hui encore à Milan, ou bien celle de La Donna Velata de Raphaël attribuée à Sustermans.
À Lorette, le trésor du plus grand pèlerinage des XVIe et XVIIe siècles d’Occident est pillé. 80 chariots de statues d’argent, pierres précieuses, diamants, or et d’offrandes de valeur faites au sanctuaire pendant trois siècles par les pèlerins et régents d’Europe sont acheminés vers Paris où ils seront fondus. Le complexe sculptural en argent dit des apôtres d’Antonio Calcagni et Tiburzio Vergelli est détruit et fondu, la sainte Maison de Lorette est fermée sous scellé, ce qui met un terme au pèlerinages marial le plus important de l’histoire de l'Occident, la statue et les reliques de la Madone volées par Napoléon en personne sont envoyées au Louvre, et le Trésor du sanctuaire consigné sous une boutique d’orfèvre du Faubourg Saint-Marcel à Paris. Charles Nicolas Cochin recense en 1758 au sein de la santa Casa la naissance de la Vierge d’Annibale Carracci aujourd’hui au Louvre, Une Vierge de Raphaël, probablement la Vierge de Lorette de Raphaël aujourd’hui au musée Condé de Chantilly, L’Annonciation de Barocci aujourd’hui au musée des Beaux-Arts de Nancy.
À Ascoli Piceno, la statue de Grégoire VIII de Girolamo Lombardo est détruite.

### Exemples de sculptures de l'Antiquité romaine cédées à la suite du traité de Tolentino

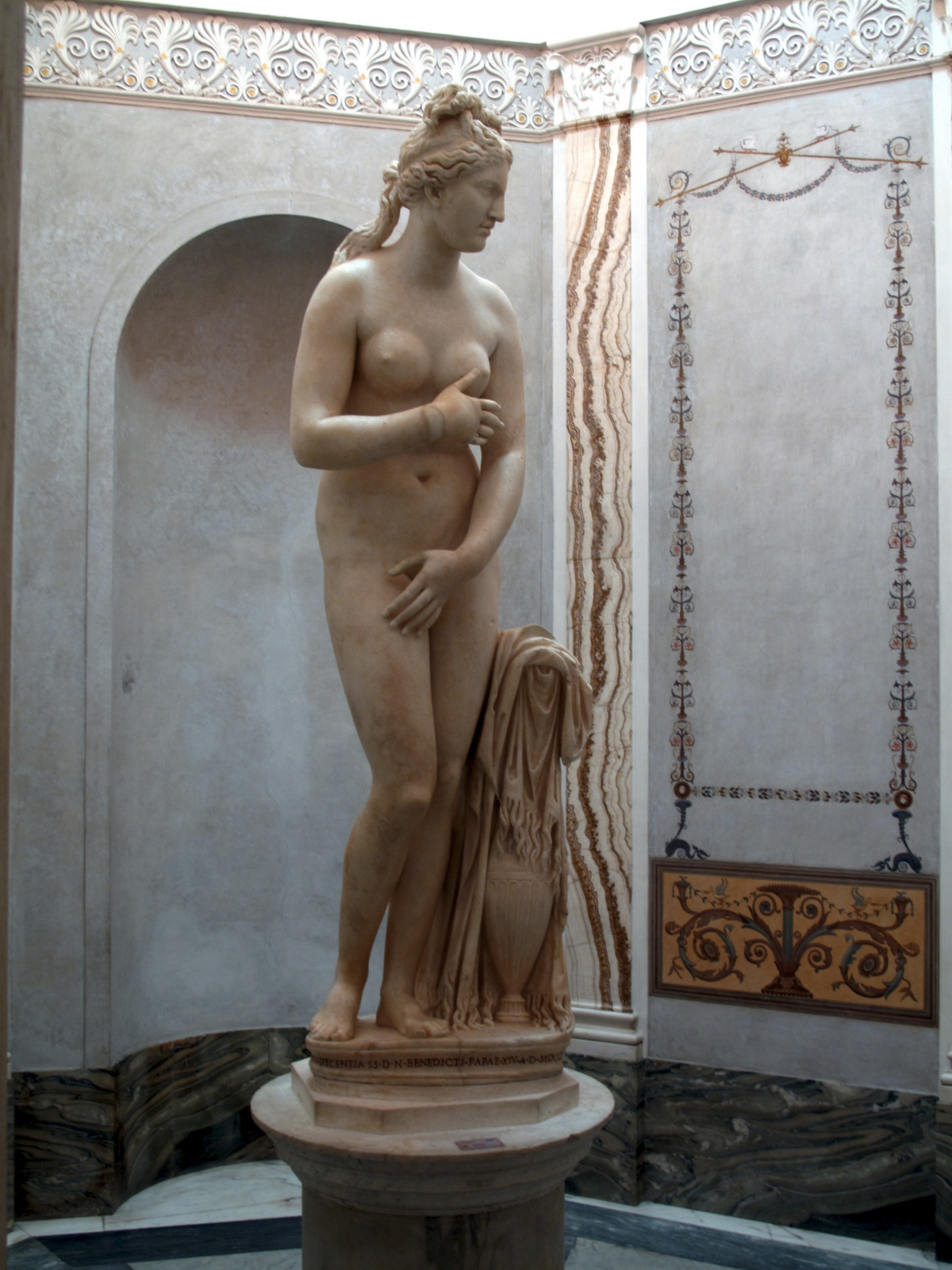
Vénus capitoline, restituée depuis aux États pontificaux.
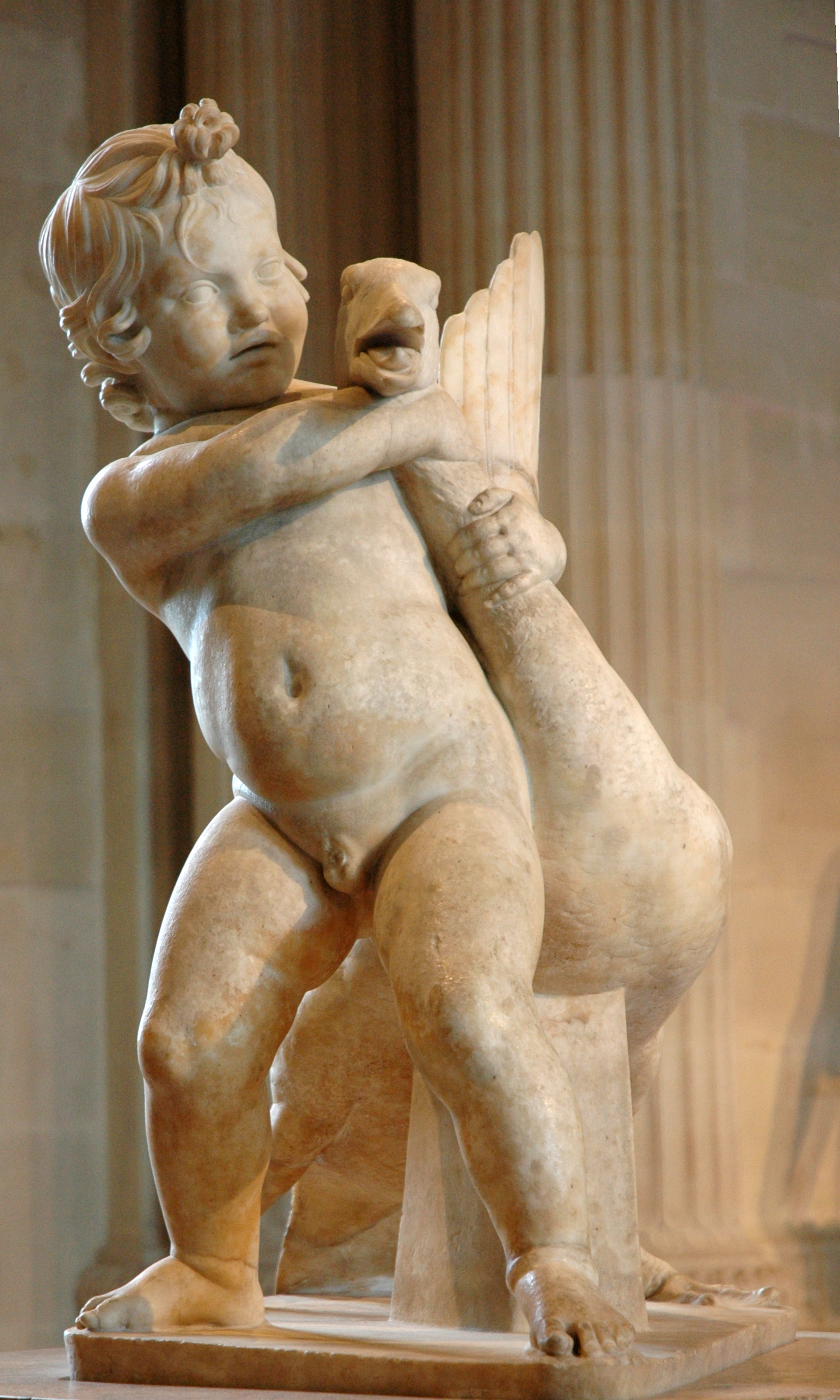
Enfant jouant avec une oie, musée du Louvre.
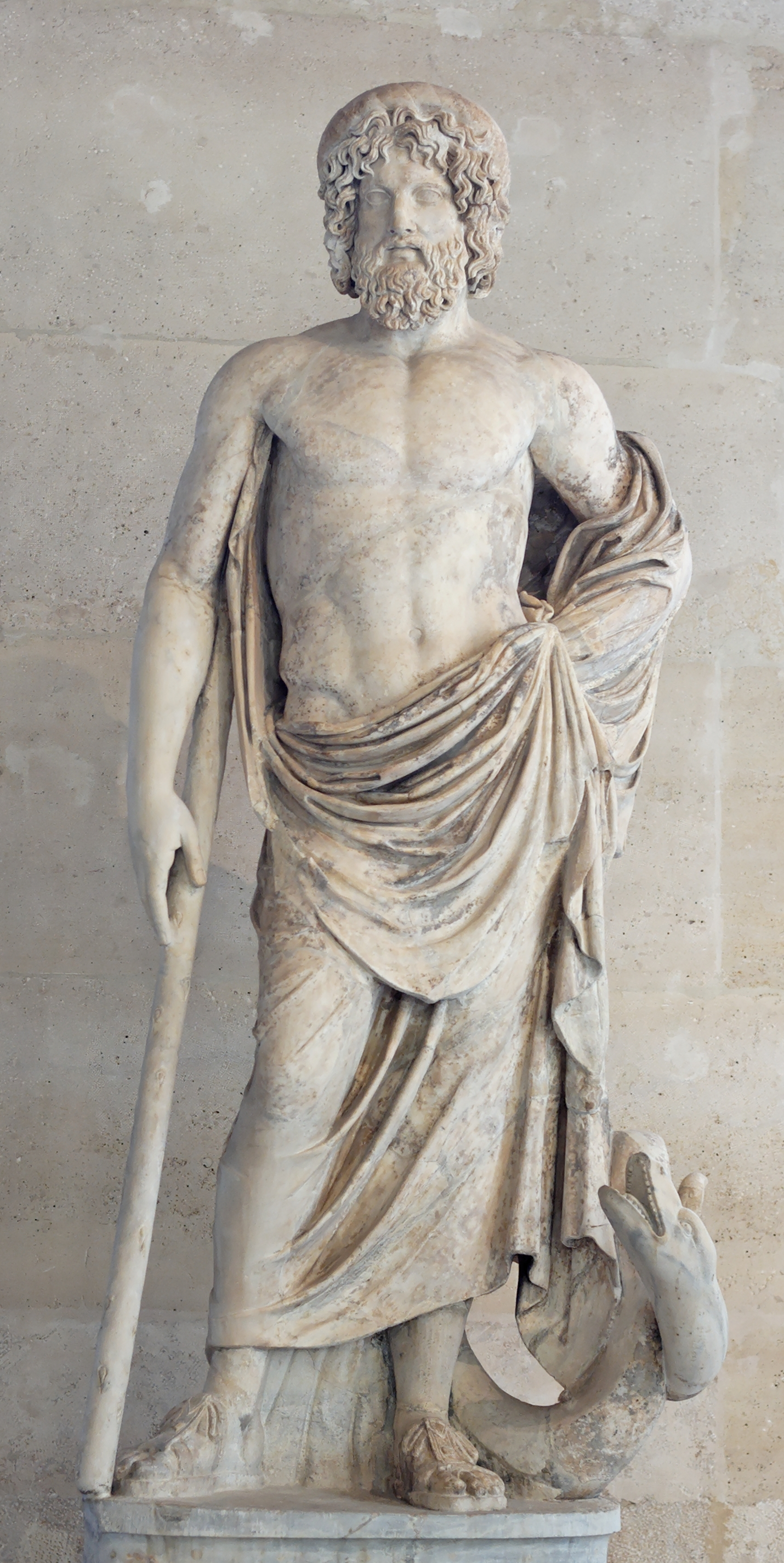
Asclépios de Timothéos, musée du Louvre.
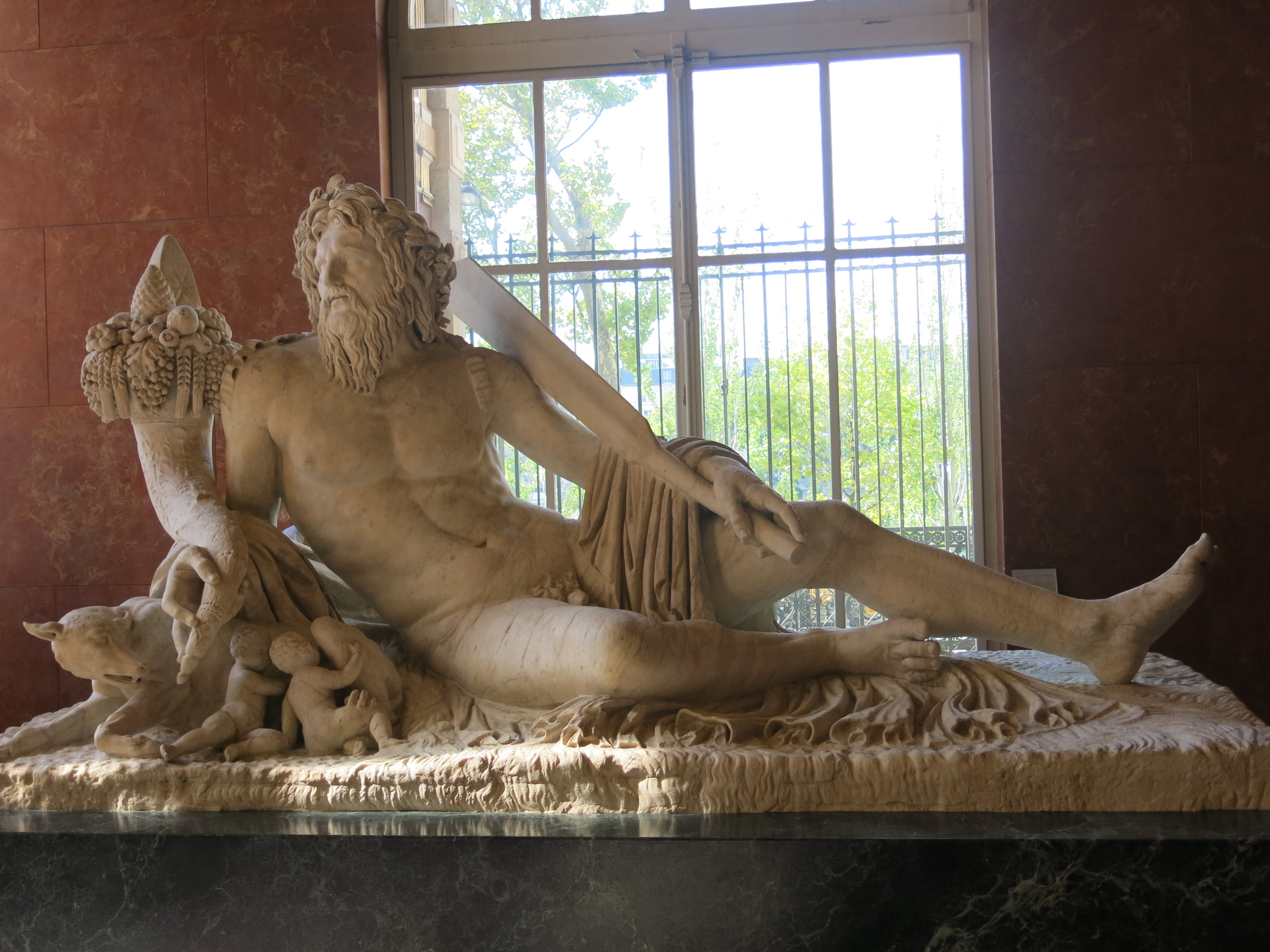
Sculpture du dieu Tibre avec Romulus et Remus, musée du Louvre.
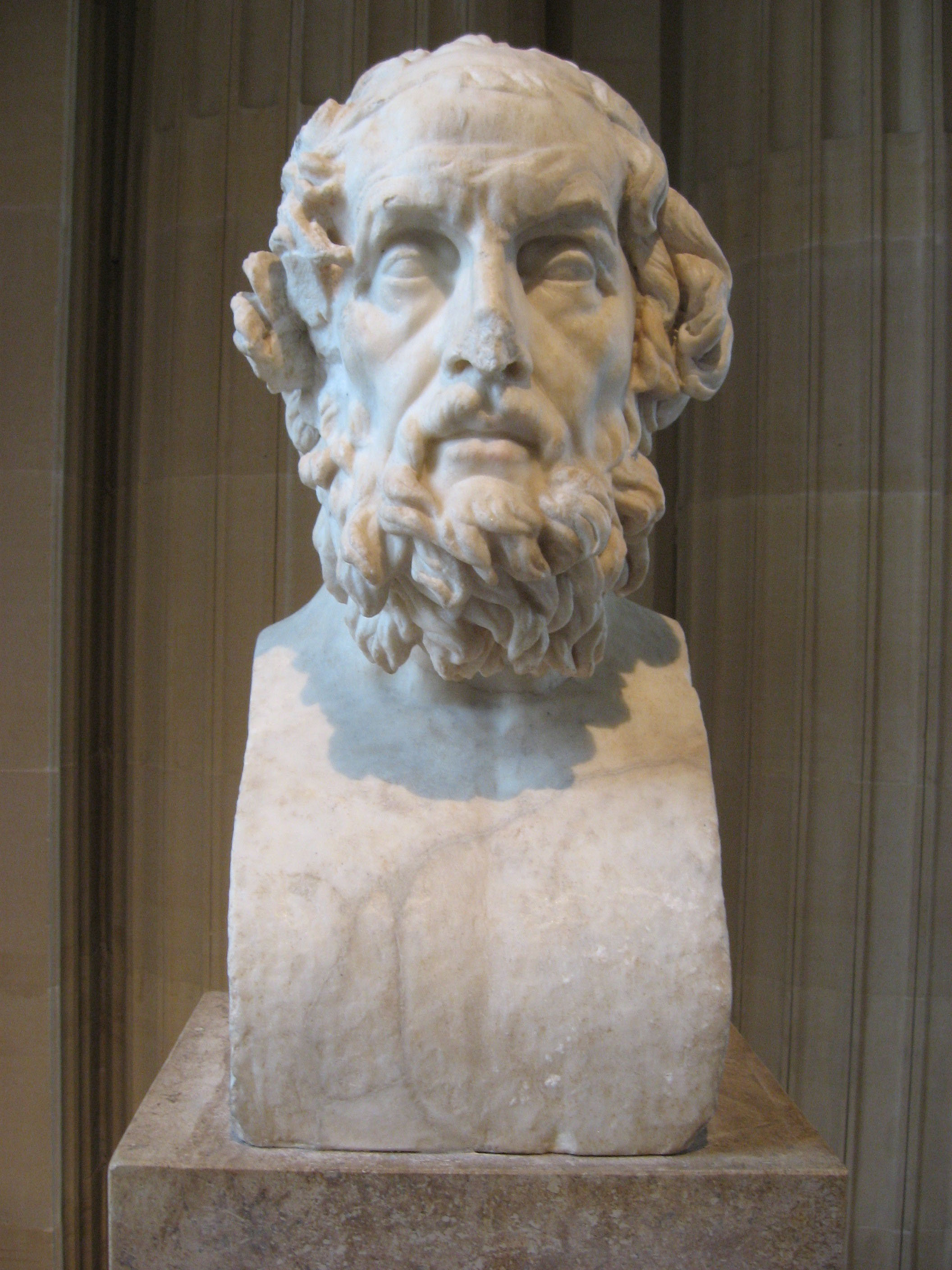
Buste d'Homère, Le Louvre.
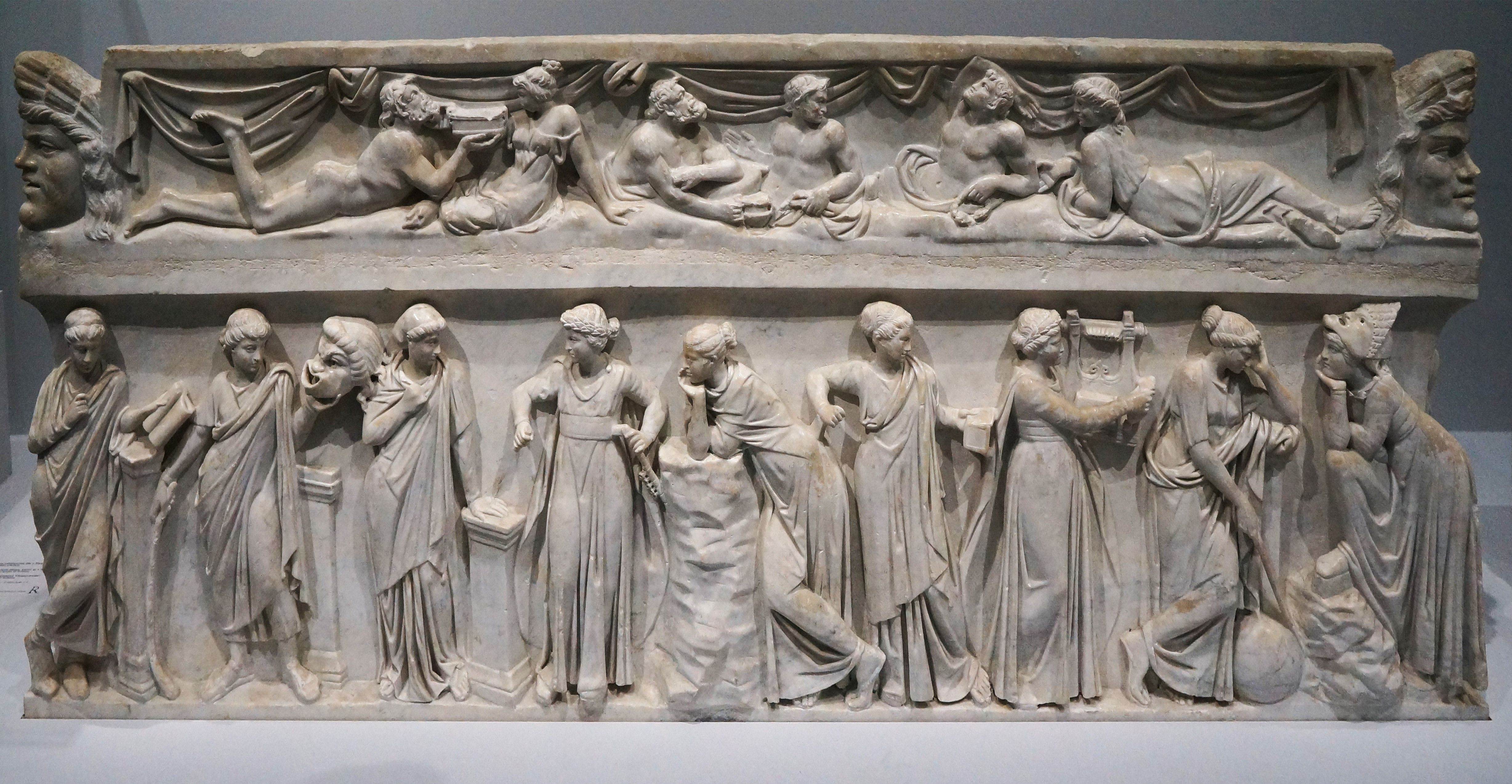
Muses sarcophagus, Louvre-Lens, Lens.
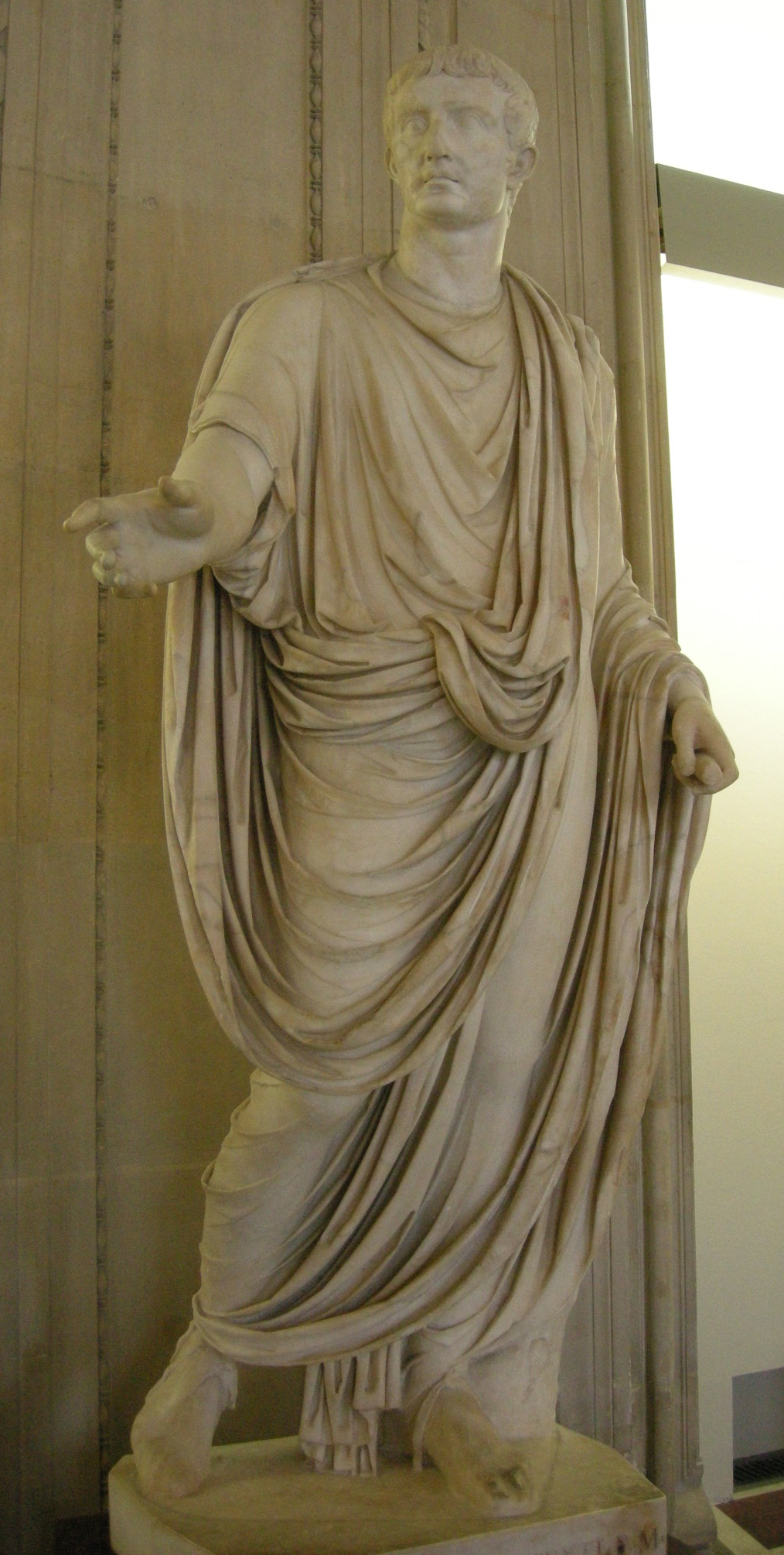
L’empereur Tibère des collections vaticanes, musée du Louvre.
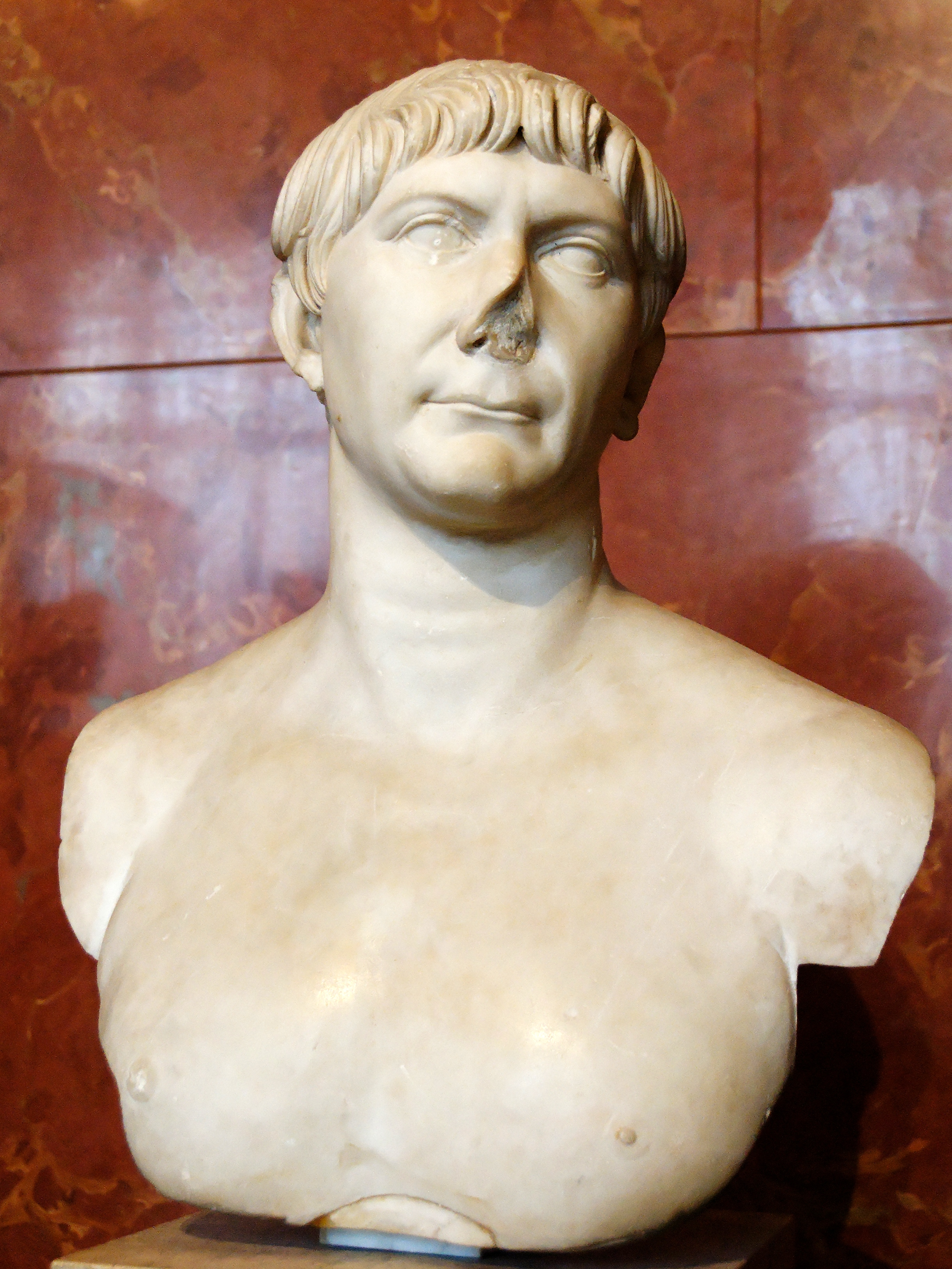
Buste de Trajan, musée du Louvre
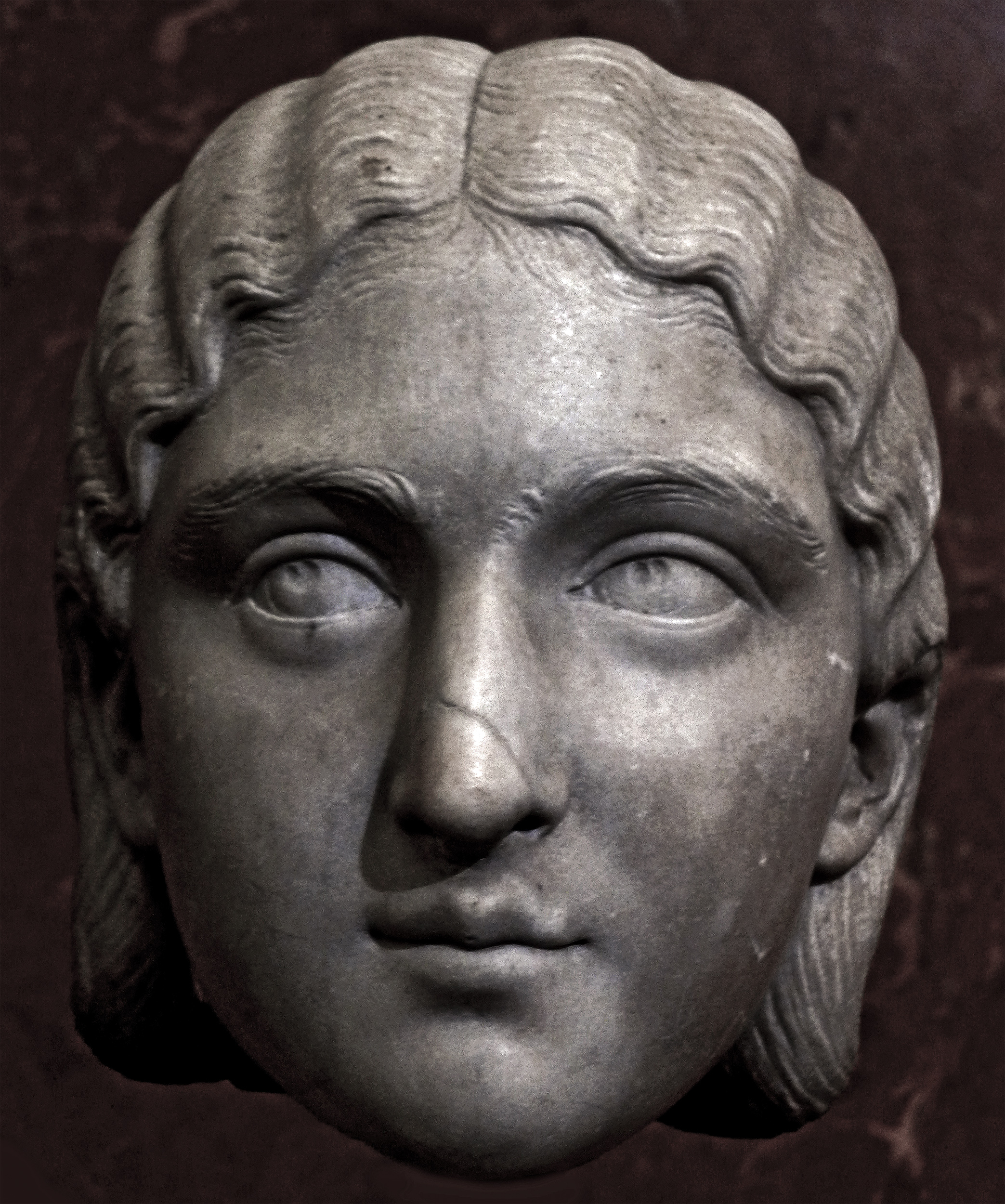
Buste de l'impératrice Sallustia Orbiana, femme d'Alexandre Sévère. Marbre, IIIe siècle, musée du Louvre.
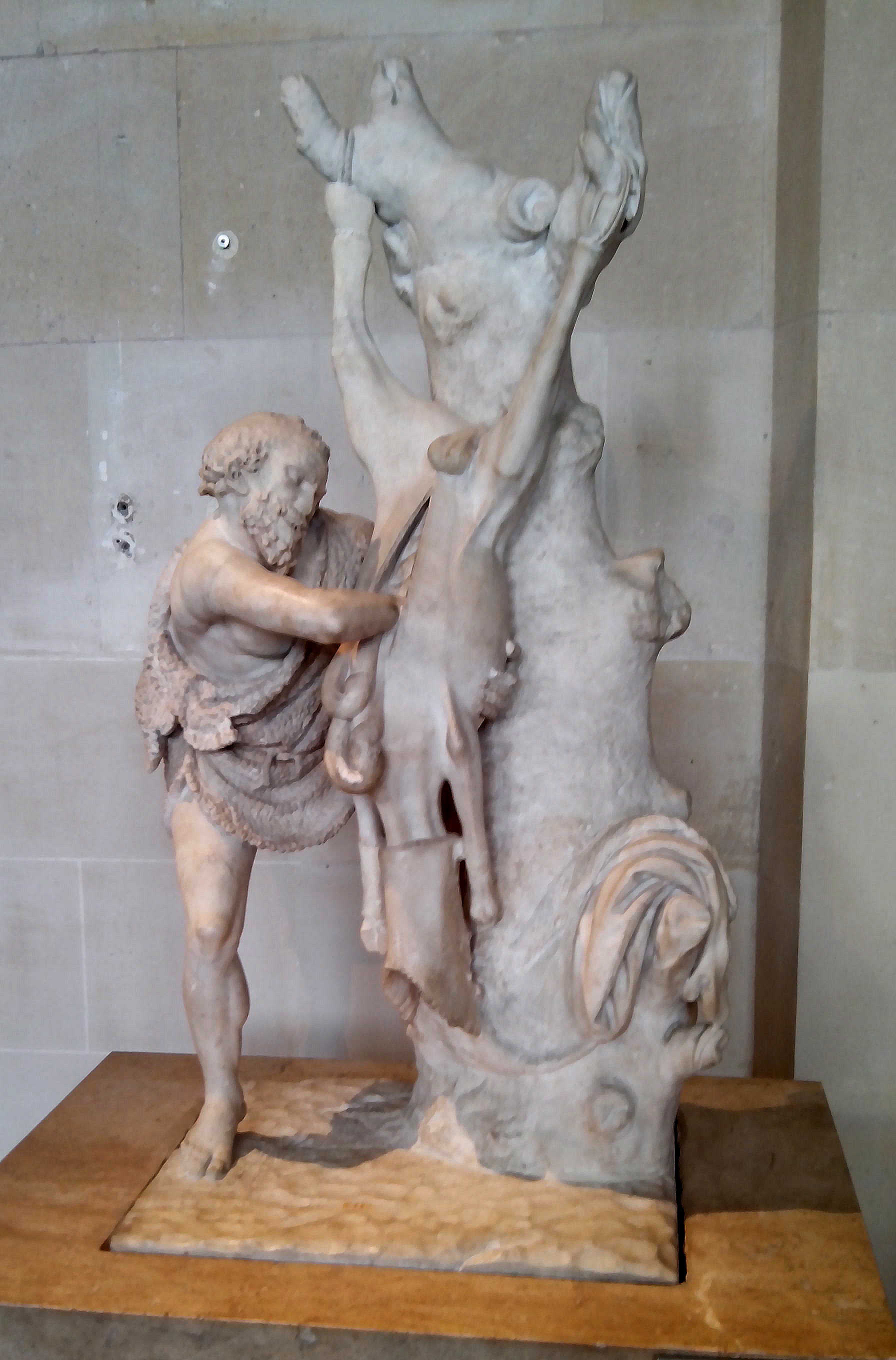
L'écorcheur rustique, marbre, œuvre romaine d'époque impériale (Ier et IIe siècles), copie restaurée d'un original hellénistique, musée du Louvre.
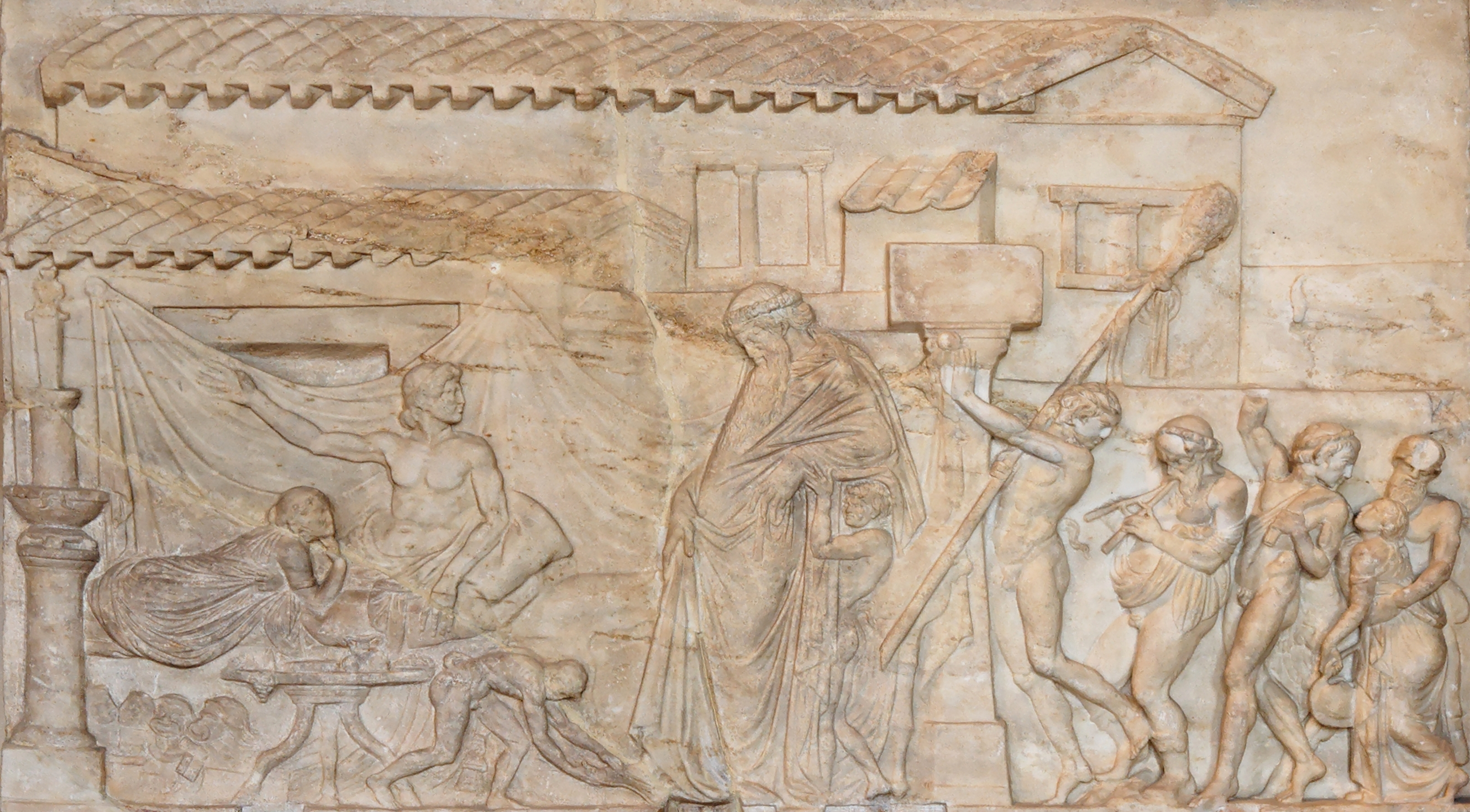
Poète dramatique recevant Dionysos ivre, escorté de ménades et de satyres, marbre découvert à Rome, musée du Louvre

- À titre d’exemple, l’on peut citer l’œuvre du peintre Carlo Crivelli qui, de 1468 à 1495, œuvra expressément dans la seule région des Marches pour les églises de Fermo, Ascoli Piceno, Massa Fermana, Montefiore dell’Aso, Camerino, Fabriano et de leurs environs : on recense aujourd’hui et à la suite de l’exécution du Traité une centaine d’œuvres éparpillées dans des musées allemands de Berlin et de Francfort, anglais de Londres, d'Oxford et Banbury), belge de Bruxelles, hongrois de Budapest, américains de Washington, New York, Boston, Detroit, Cleveland, El Paso, Chicago, San Diego, des Pays-Bas (Maastricht, Amsterdam) ou d'Italie (Bergame, Rome, Milan, Venise). Celles-ci ont été vendues le plus souvent au tout début du XIXe, puis revendues à plusieurs reprises. Finalement, ne subsistent plus dans la région des Marches qu’à peine une dizaine d’œuvres. Et hormis le polyptyque du Metropolitan Museum de New York et ceux conservés dans les Marches, tous les polyptyques de Crivelli ont été démembrés et exposés aujourd’hui de manière morcelée.

### Quelques exemples de biens spoliés à la suite du traité de Tolentino

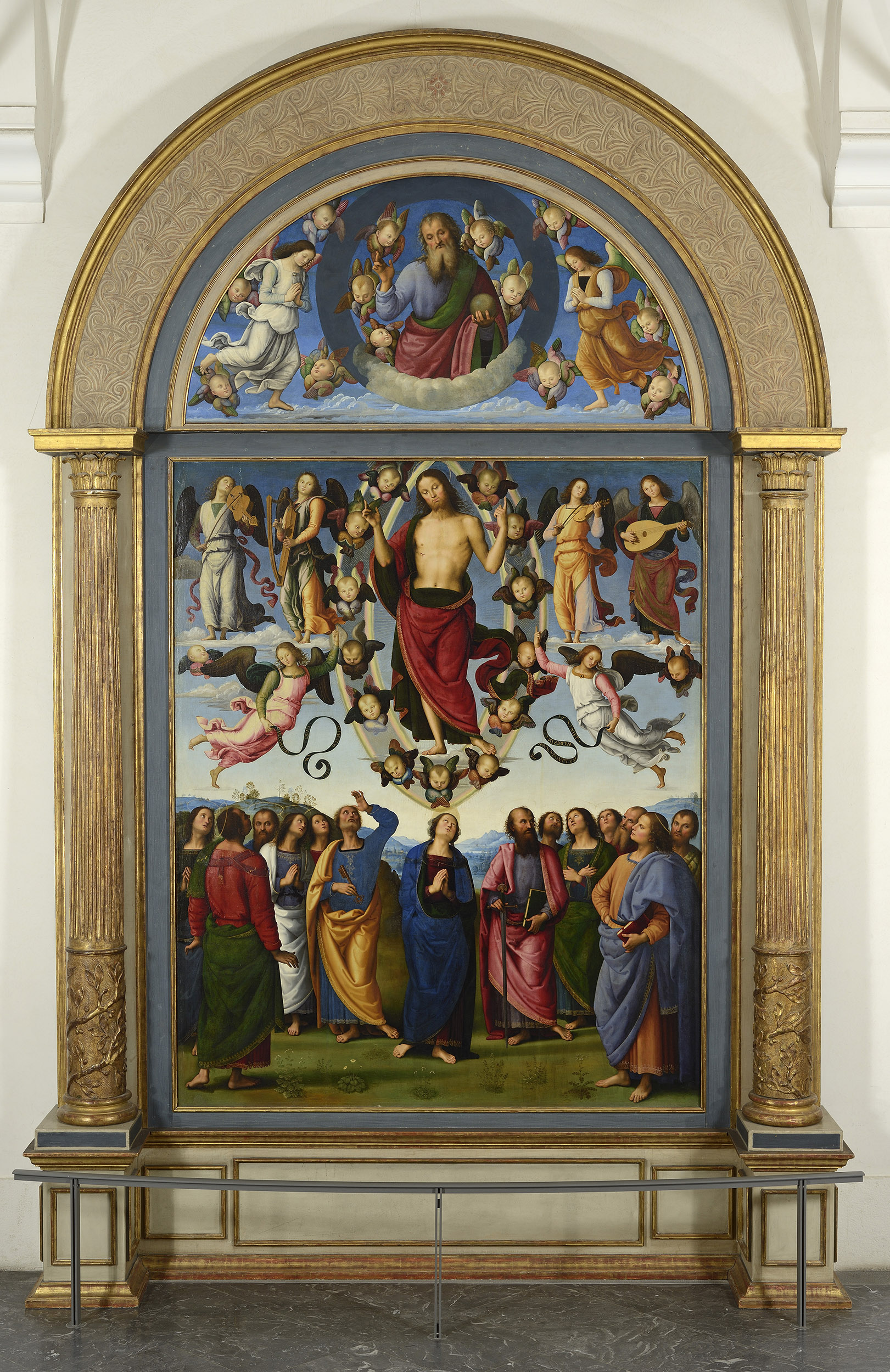
L’Ascension de Christ du Pérugin, 1496-1500, peinte pour l'église saint Pierre de Pérouse, au musée des Beaux-Arts de Lyon.
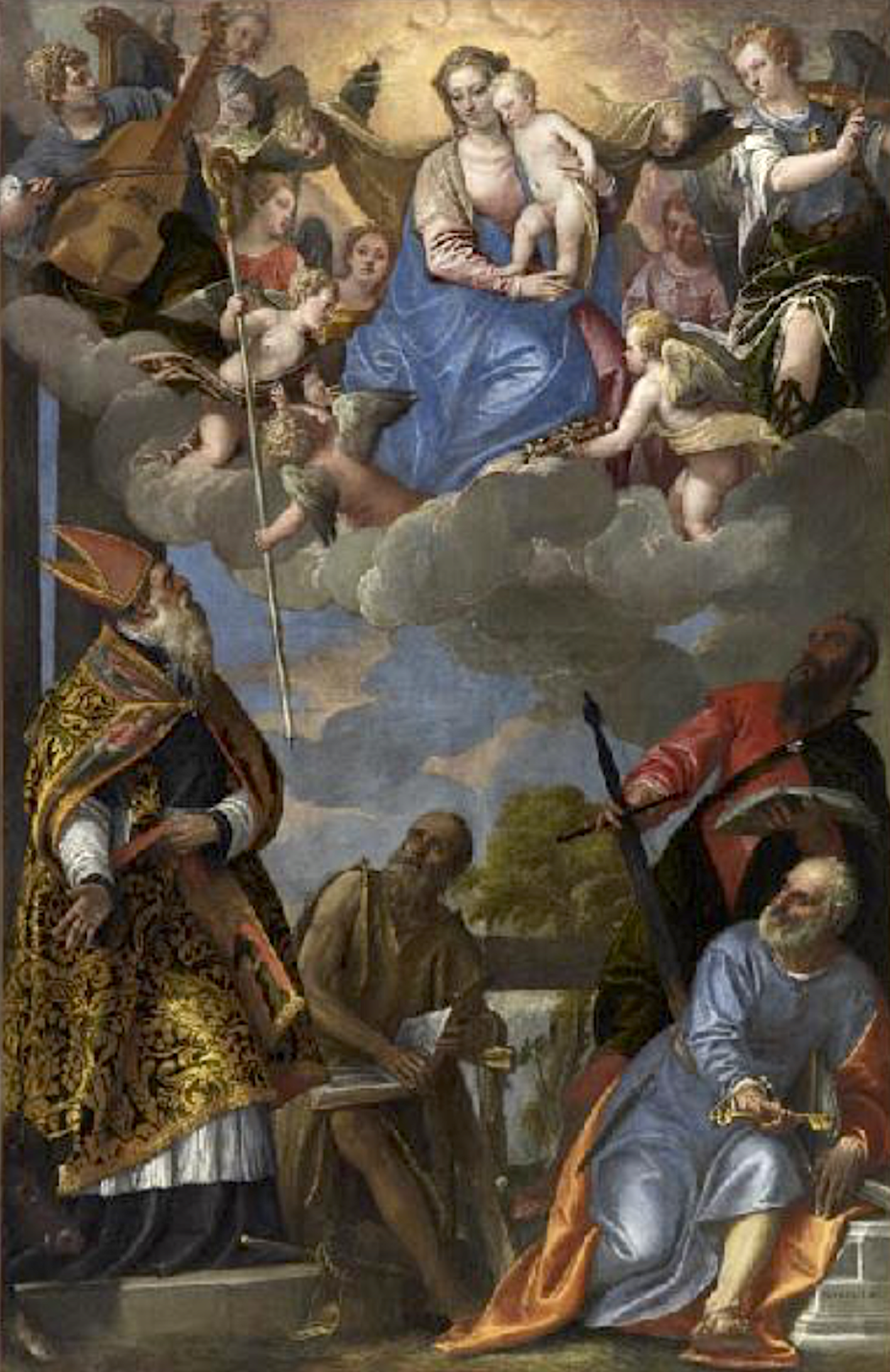
Apparition de la Vierge aux ss. Antoine, Paul et Pierre de Veronese pour l’oratoire saint Antoine de Pesaro (à l’inventaire de 1797).
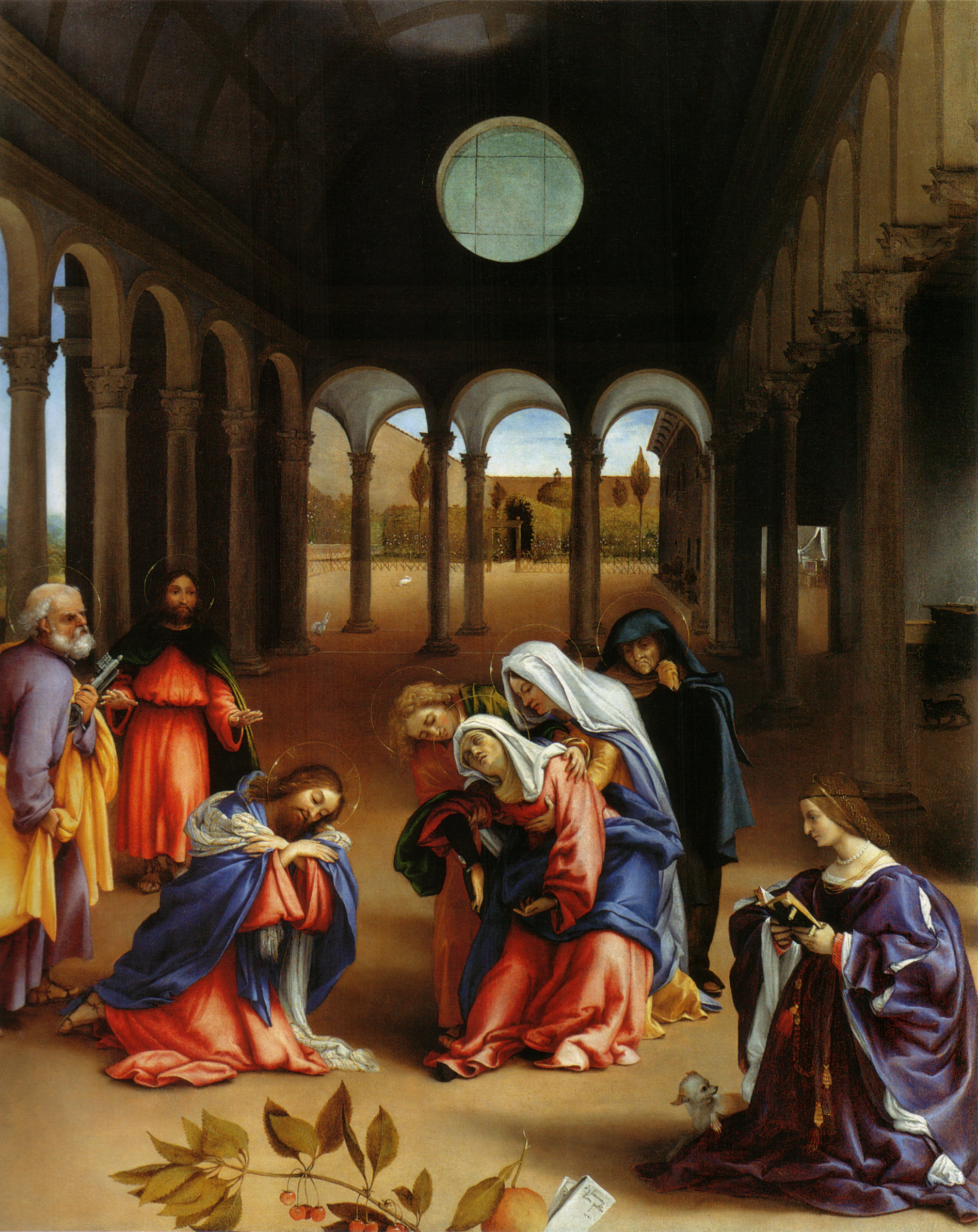
Jésus saluant Marie de Lorenzo Lotto, aujourd’hui à la GemäldeGalerie de Berlin.
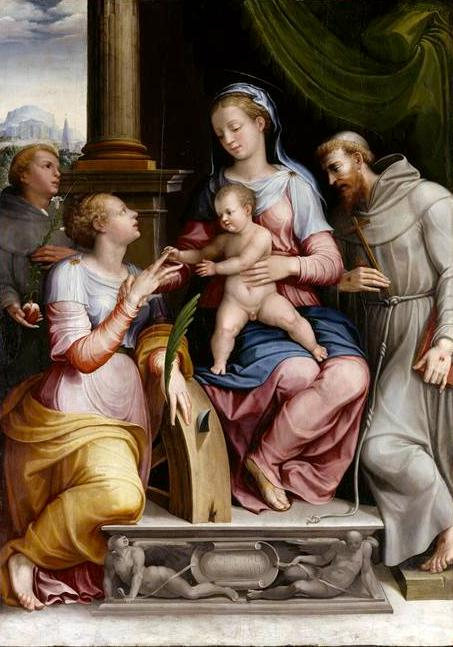
Mariage mystique de Sainte Catherine, Orazio Alfani. Aujourd’hui dans les collections du musée du Louvre.
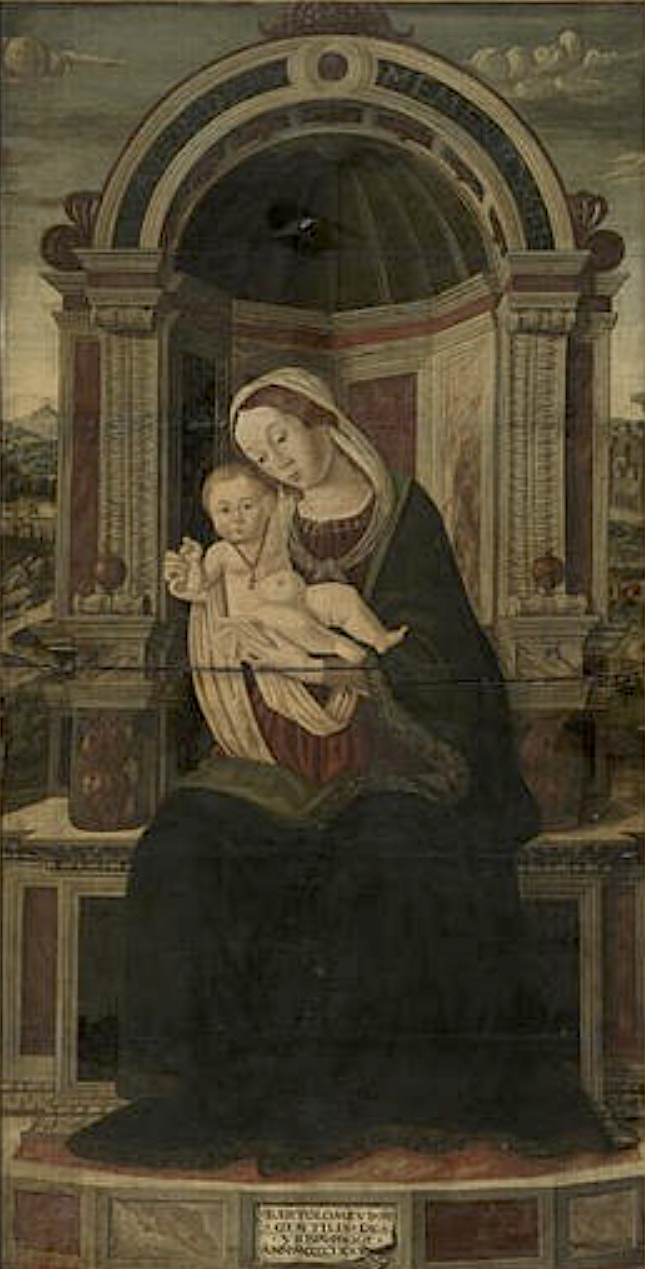
Vierge à l’Enfant de Bartolomeo da Urbino, palais des Beaux-Arts de Lille.
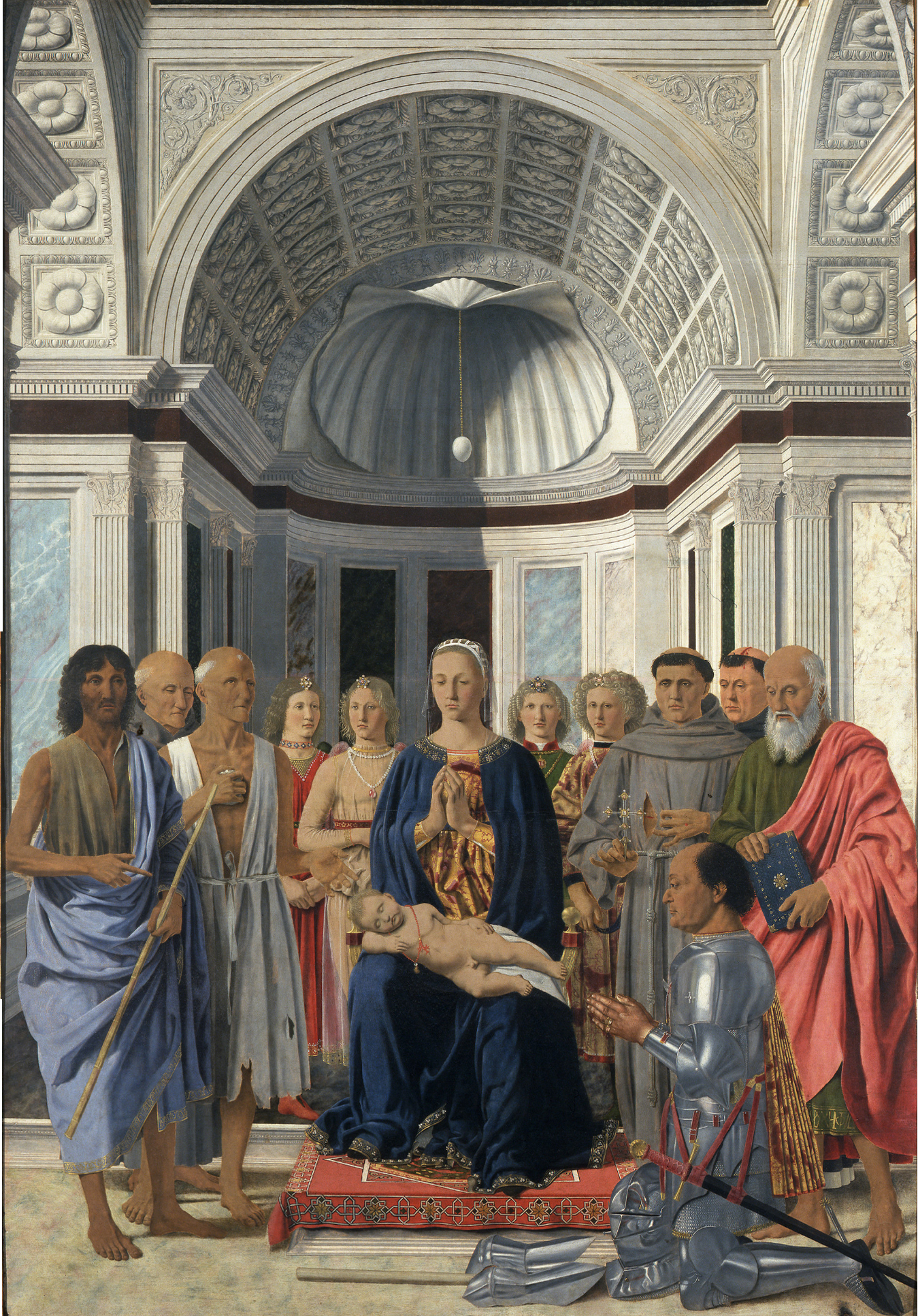
La Conversation sacrée (avec Madone à l'Enfant, six saints , quatre anges et le donateur Federico da Montefeltro), pour l’église saint Bernard de Urbino, aujourd’hui conservée au musée Brera de Milan.
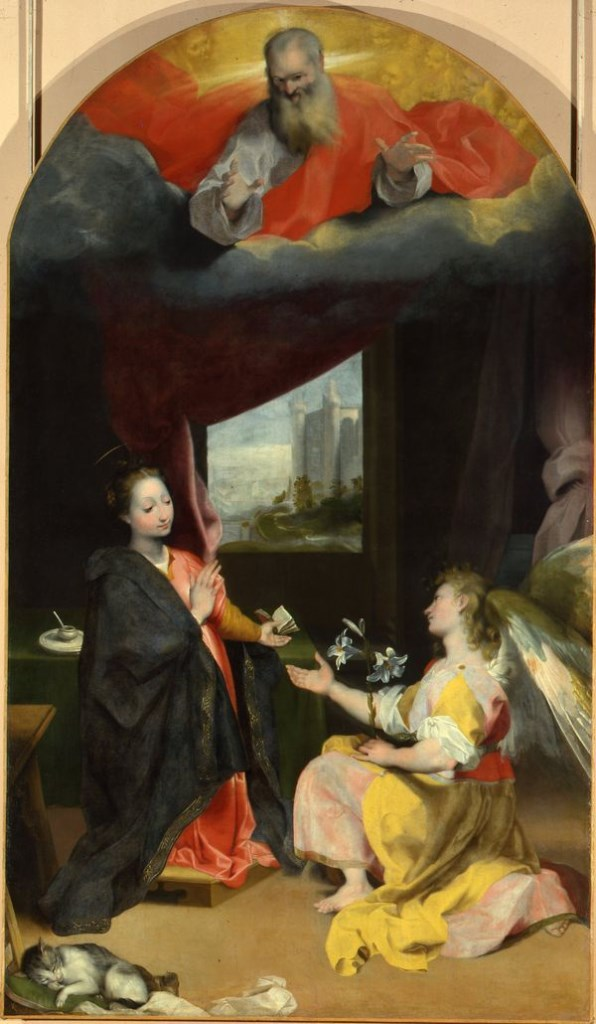
Annonciation de Federico Barocci pour le palais apostolique de Lorette, aujourd’hui au musée des Beaux-Arts de Nancy.
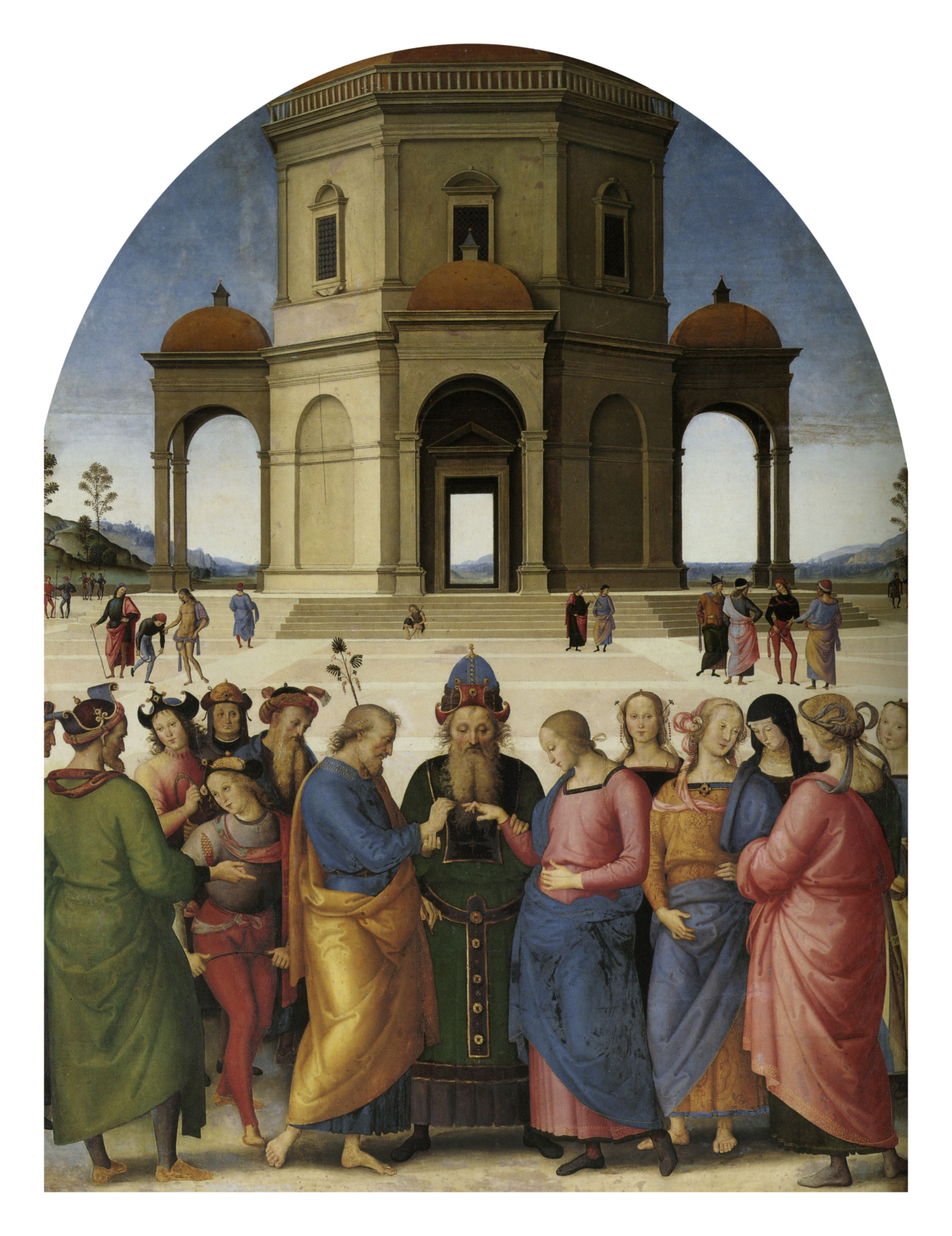
Le Mariage de la Vierge, Le Pérugin pour le Dôme de Pérouse, musée des Beaux-Arts de Caen.
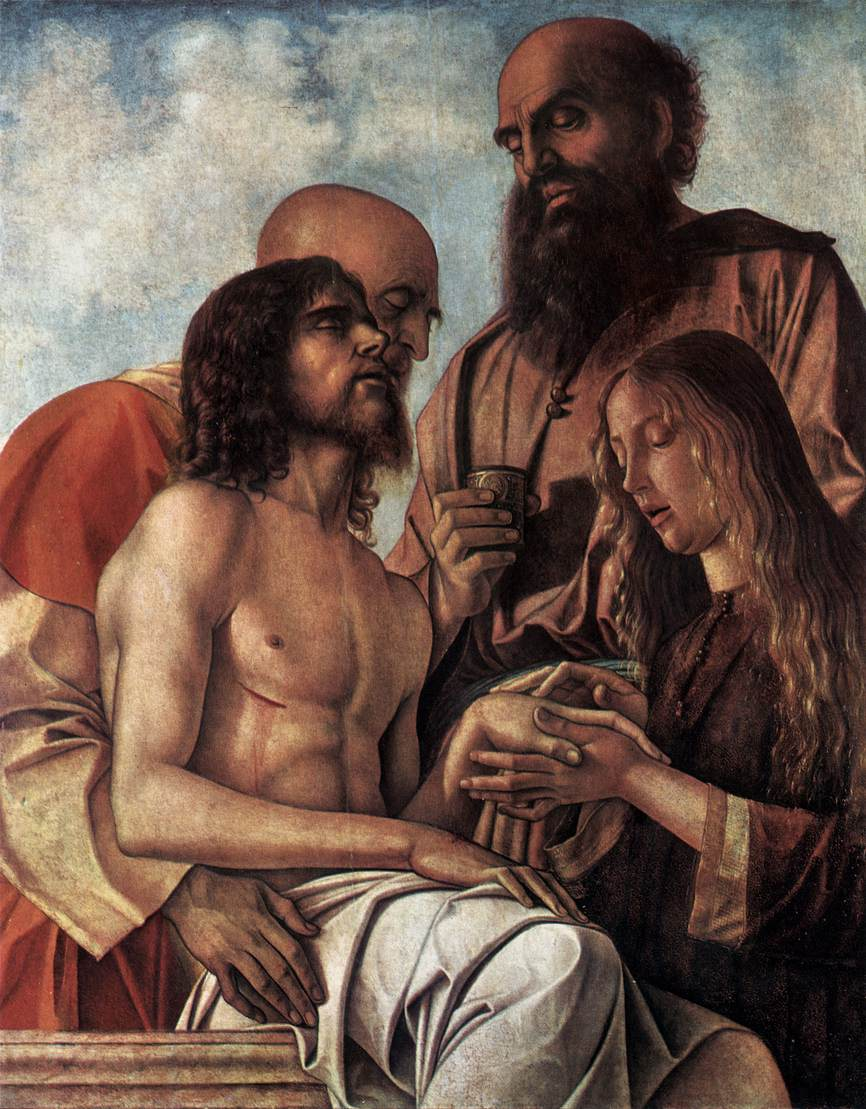
Pietà de Giovanni Bellini. Partie supérieure démembrée du Retable de Pesaro pour l’église saint François de Pesaro dans les Marches, récupérée en 1815 par Antonio Canova. (Le Retable n’est toujours pas reconstitué.) Pinacothèque vaticane et Palazzo Mosca de Pesaro.
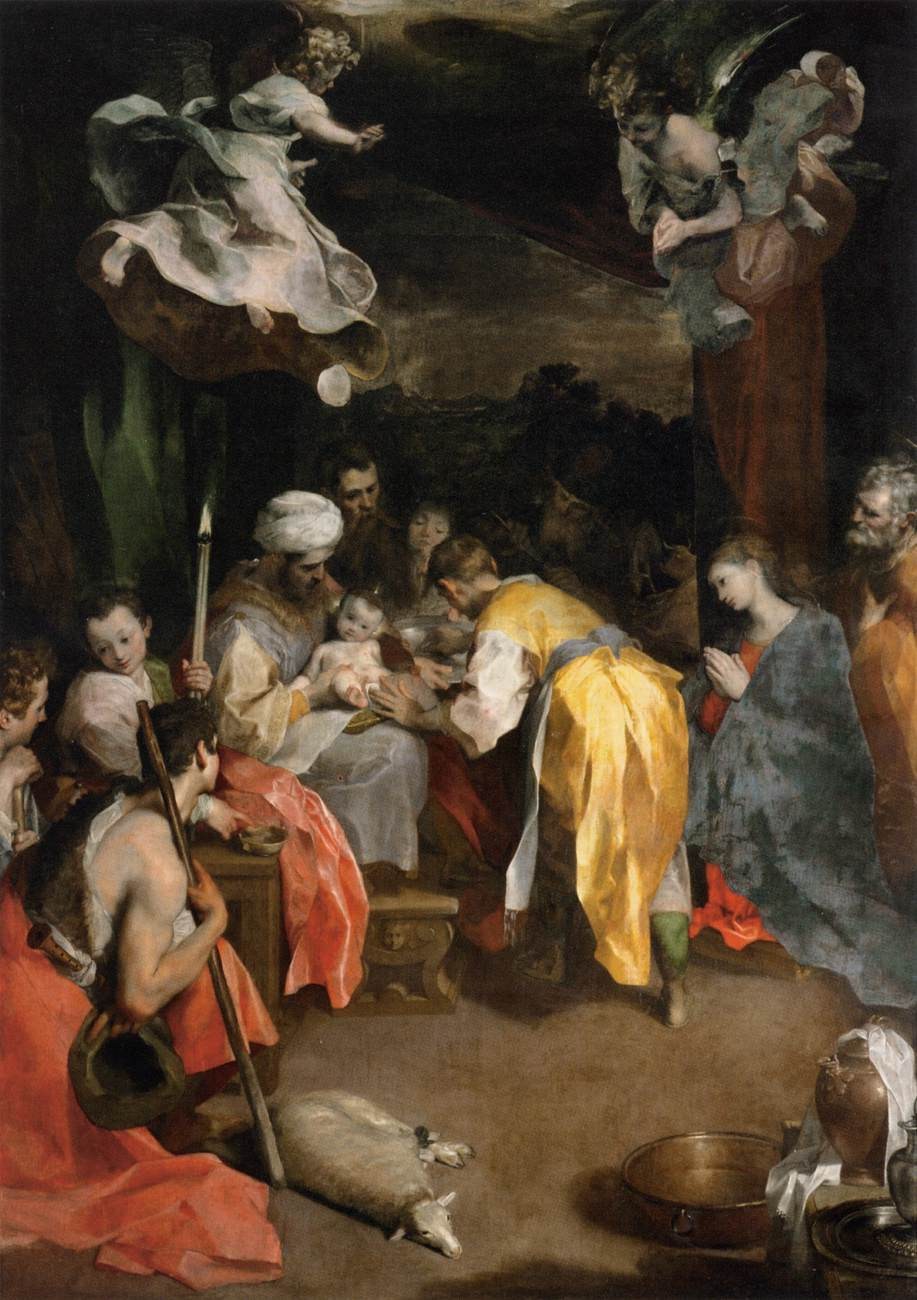
La circoncision de Federico Barocci (peint pour l'oratoire du nom de Dieu à Pesaro) aujourd’hui encore au musée du Louvre.
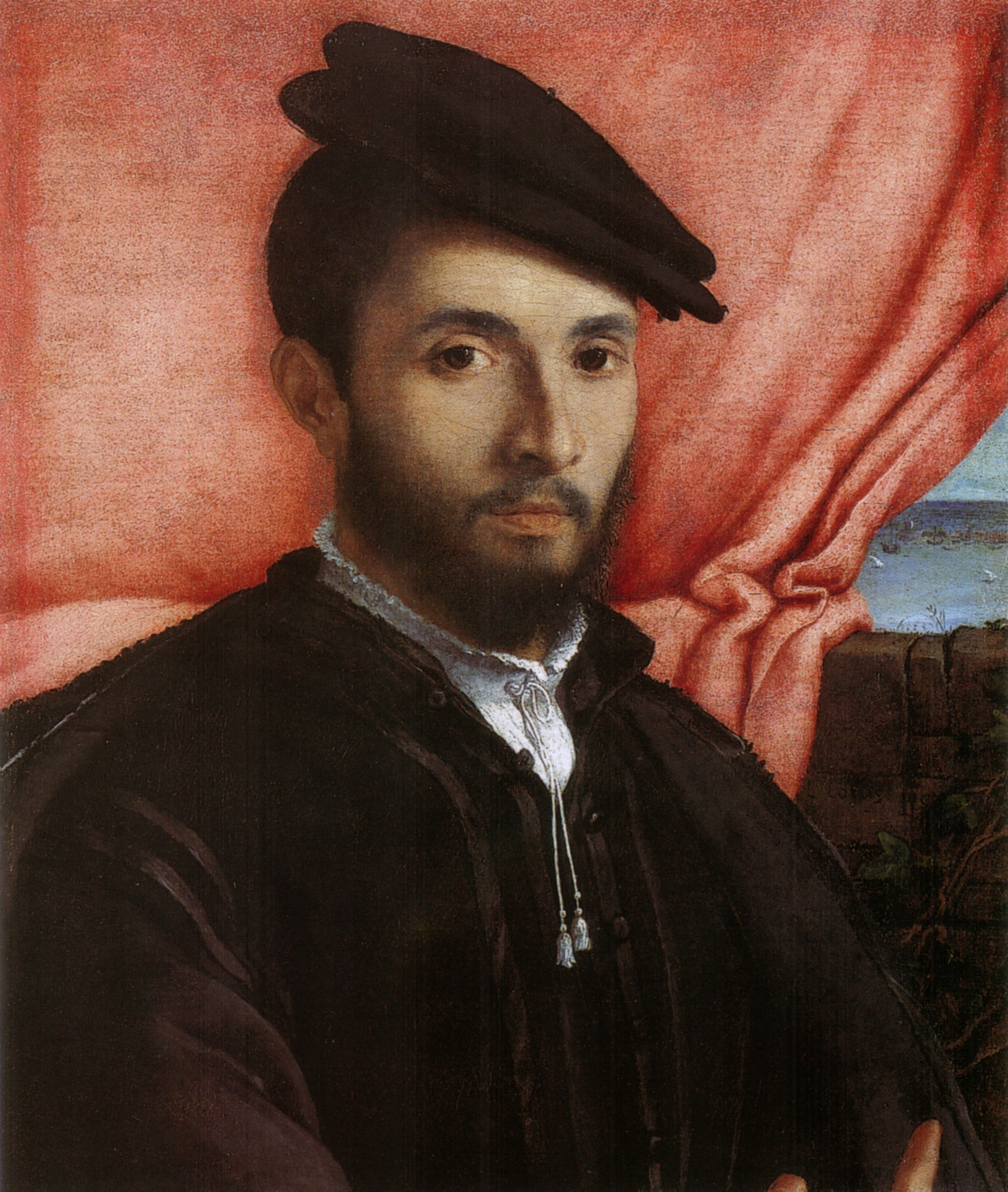
Jeune homme de Lorenzo Lotto fut vendu par Féréol Bonnemaison en 1815, à Frédéric-Guillaume III. GemäldeGalerie de Berlin.
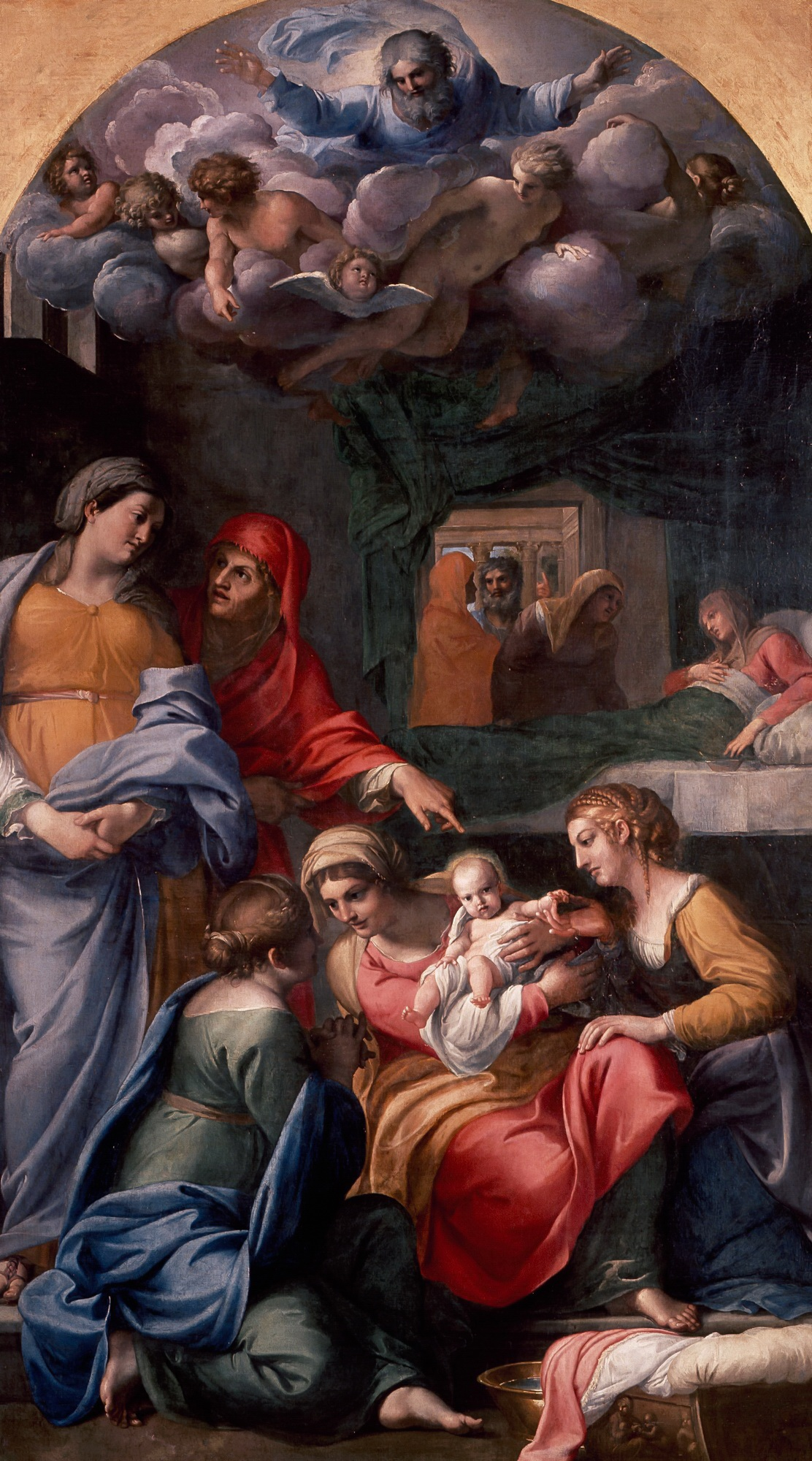
Naissance de la Vierge, Annibale Carrache. Peinte pour la Santa Casa de Lorette, aujourd’hui au musée du Louvre.
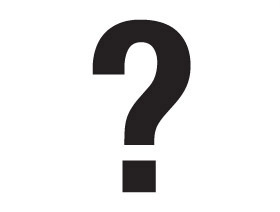
La Vierge et l’Enfant entourés de la gloire céleste, Veronèse, au musée des Beaux-Arts de Dijon en 1801. / Saint Jean dans le Désert, Le Guerchin, à l’origine à Fano. Musée des Beaux-Arts de Strasbourg en 1801.

## Traité de Presbourg
Le traité de Presbourg est signé le 26 décembre 1805 entre la France et l'Autriche où les possessions autrichiennes en Italie sont cédées à la France qui souhaite récompenser ses alliés du Sud de l’Allemagne. Aussi, ne peut-on comprendre l’ampleur des spoliations napoléoniennes sans prendre en considération la disséminations des trésors de guerre dans des territoires tiers, ainsi que la circulation d’œuvres cédées puis reprises entre deux traités, contribuant à brouiller les pistes de la traçabilité des œuvres.
Sans pouvoir attester de spoliations de la part de l’Autriche ou de déplacements d’œuvres de Paris vers la Bavière, l’on peut cependant appuyer sur la surprenante contemporanéité des grandes collections en provenance de la péninsule italienne dans les principaux musées munichois (Glyptothèque, Staatliche Antikensammlungen, Alte Pinakothek).
Par manque de traçabilité complète, nous ne pouvons affirmer avec certitude que la majorité des 276 peintures majeures italiennes de la National Gallery est également la conséquence de ces spoliations.

### Exemple d’œuvres italiennes entrées dans les collections munichoises pendant et juste après les campagnes napoléoniennes

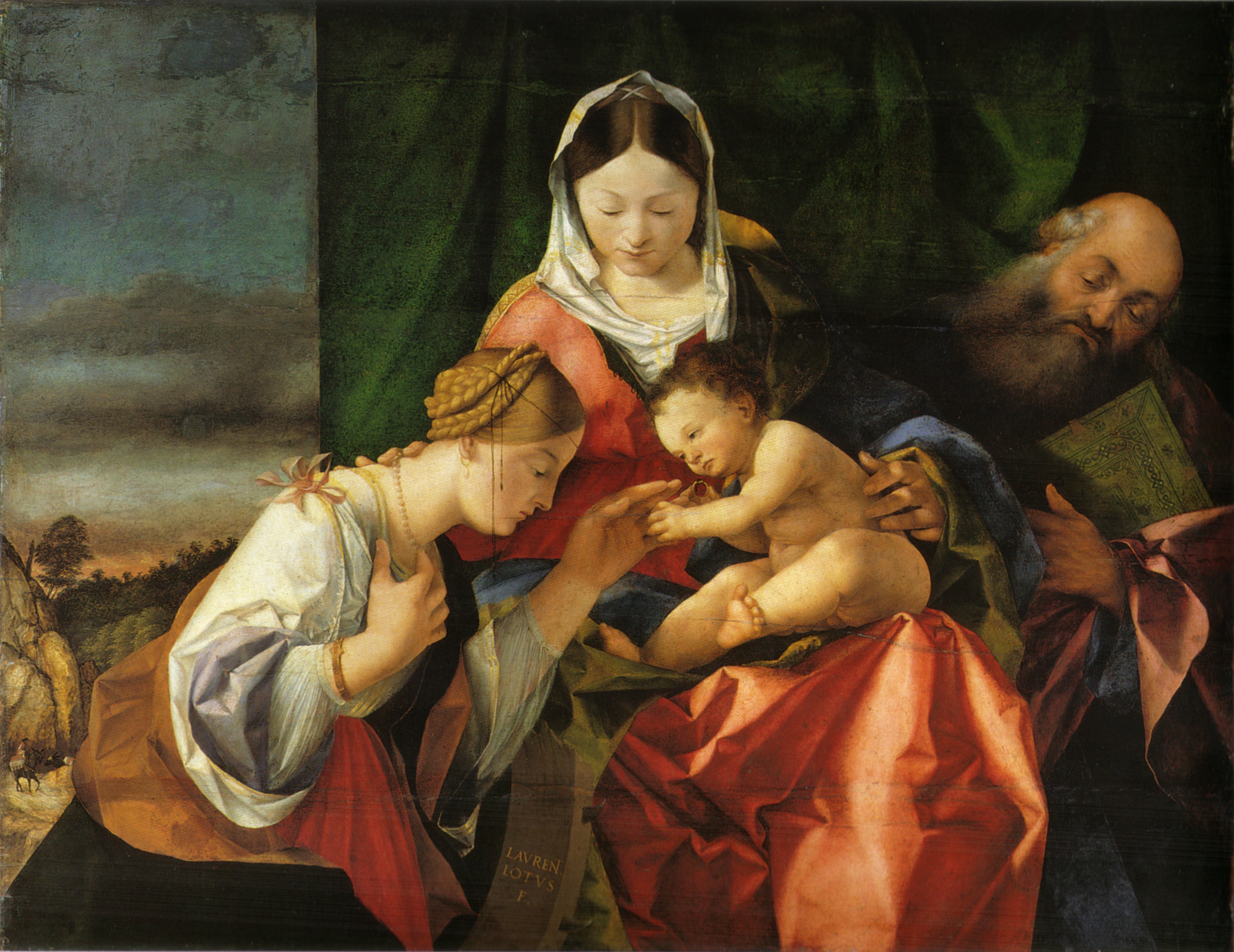
Le Mariage mystique de sainte Catherine d’Alexandrie de Lorenzo Lotto réalisé dans la région des Marches pour une commande locale et arrivé dans la résidence de Würzburg en 1804, aujourd’hui à la Pinacothèque de Munich.
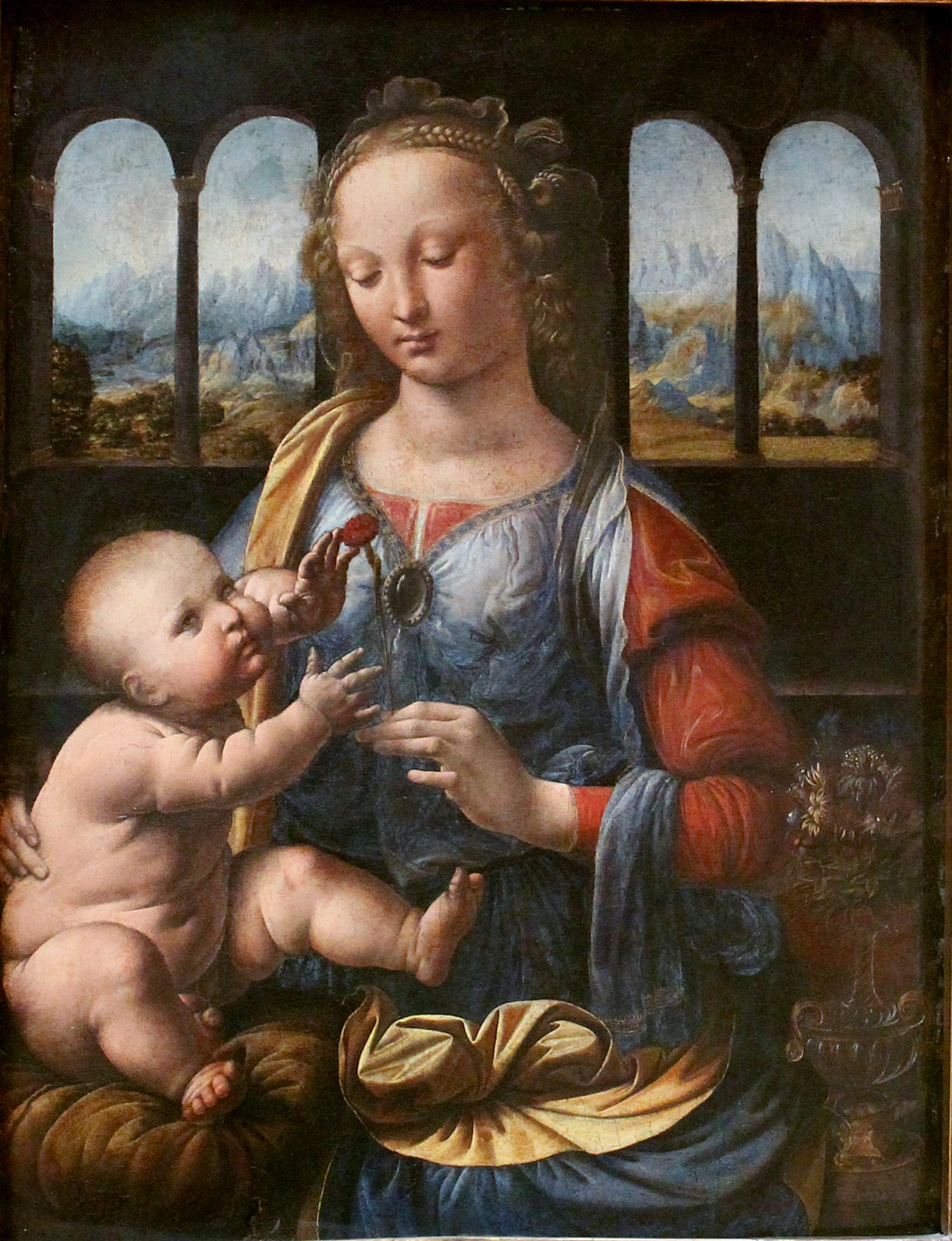
Madone de la Carnation de Léonard de Vinci retrouvée dans une pharmacie de Guntzbourg en 1792.
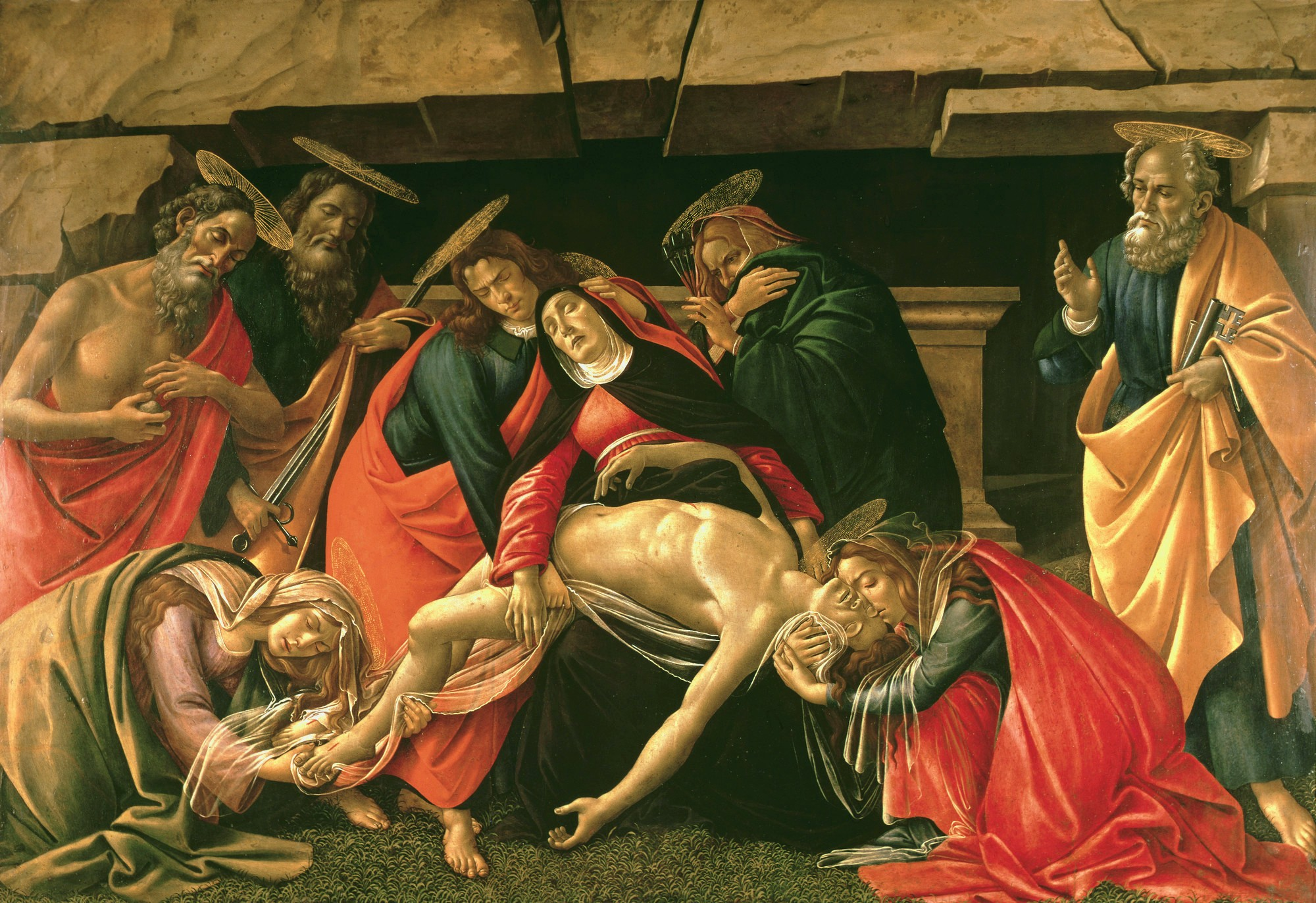
Lamentations sur le Christ mort de Sandro Botticelli pour l’église san Paolino de Florence entrée dans les collections de Maximilien Ier de Bavière en 1813.
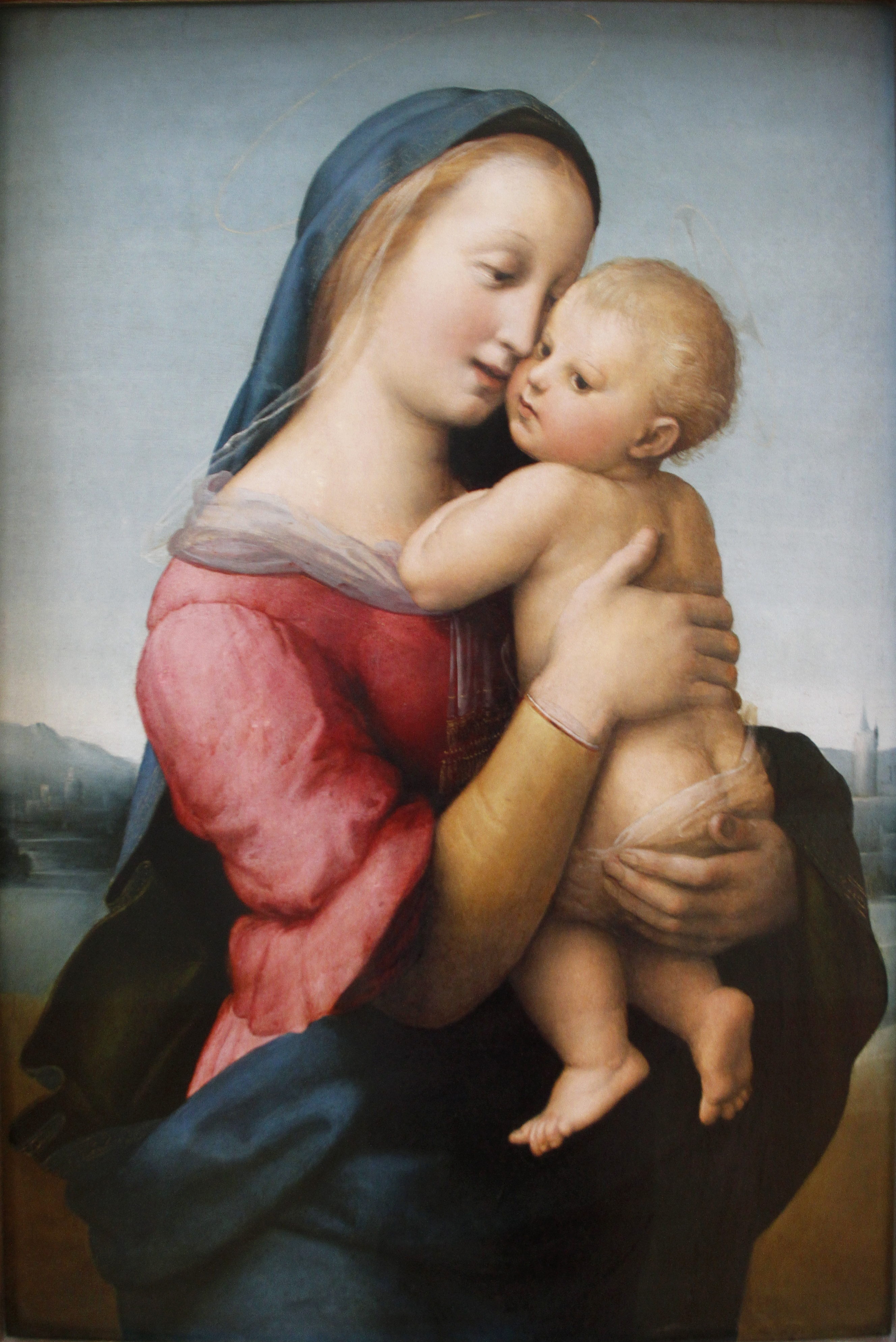
Madonne Tempi de Raphaël entrée en possession de Louis Ier de Bavière en 1829.
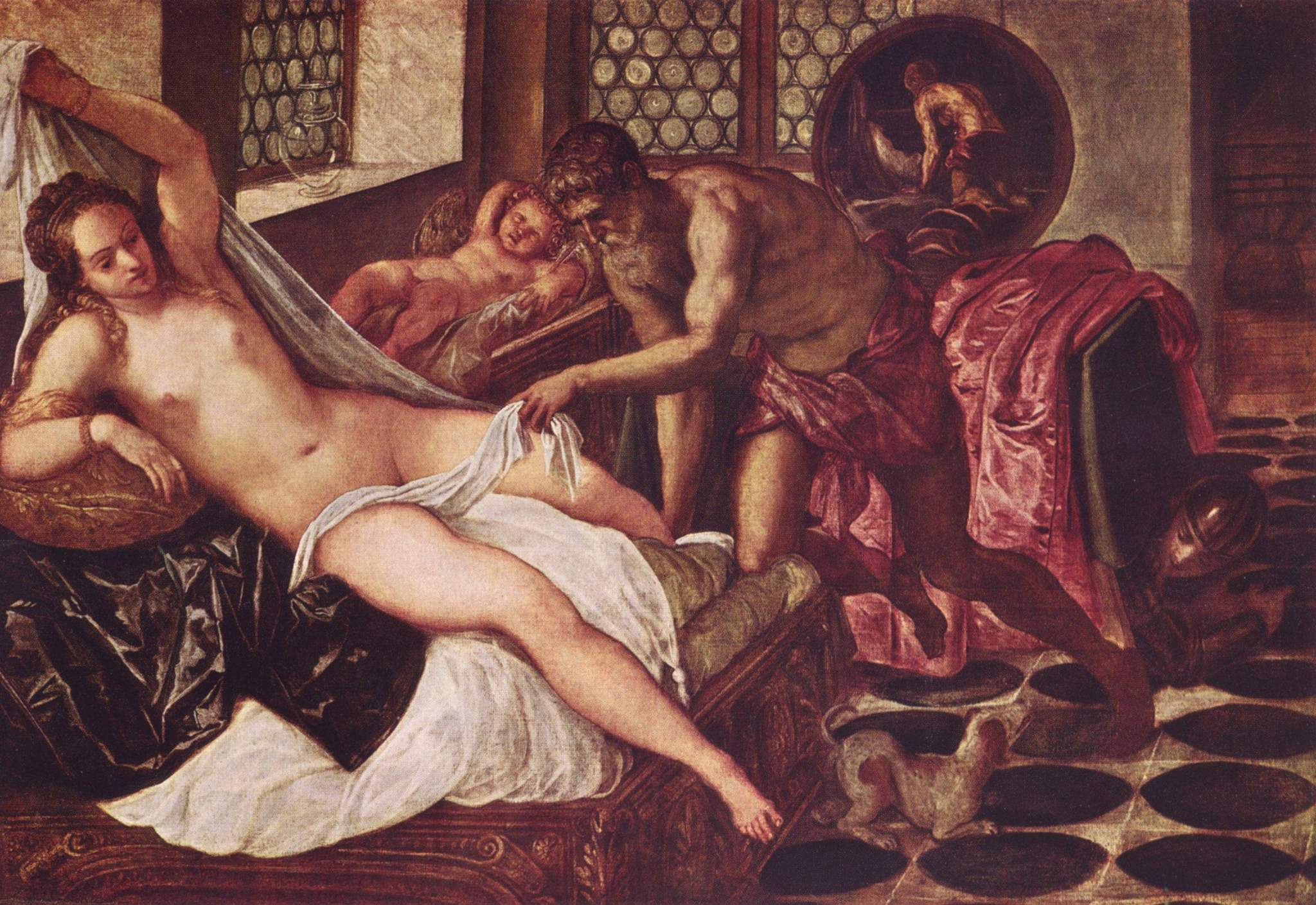
Mars et Vénus surpris par Vulcain du Tintoret, pinacothèque de Munich entré probablement dans les collections munichoises après la signature du traité de Campoformio.
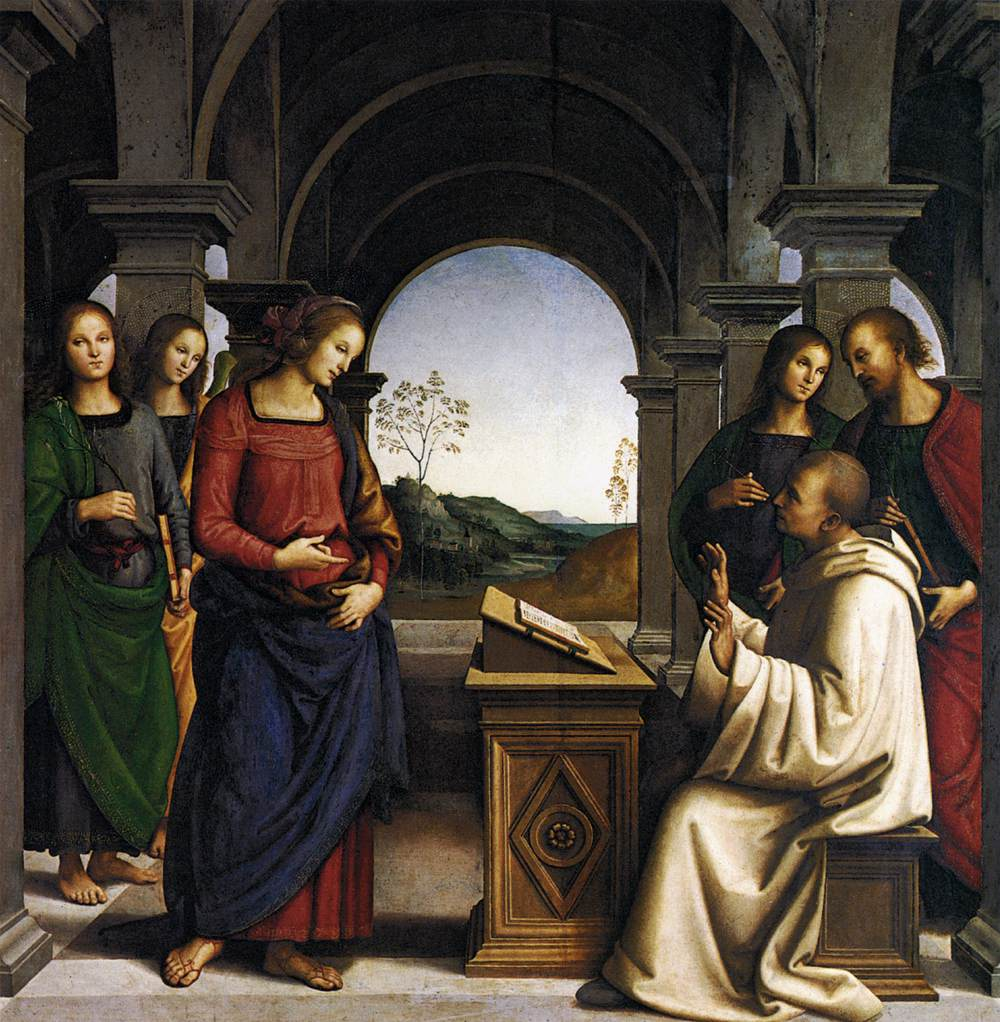
Apparition de la Vierge à saint Bernard du Perugino pour l’église Santo Spirito de Florence en possession de Louis Ier de Bavière en 1829.

### Exemple d’œuvres sans acquisition spécifiée probablement spoliées puis acquises à la France pour les collections londoniennes

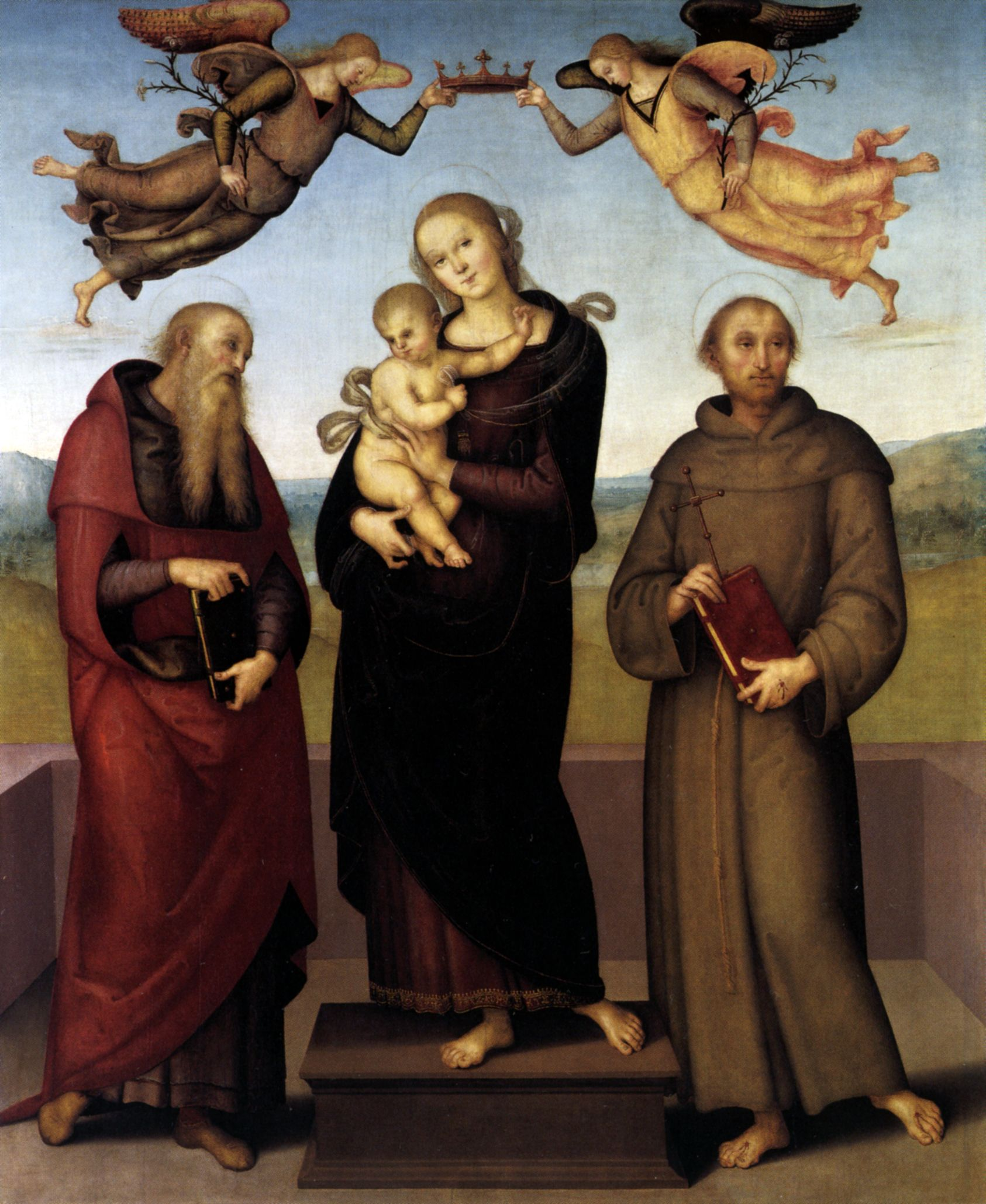
Notre Dame de Lorette, Perugino partie principale d’une œuvre dont la prédelle restante est à Pérouse, National Gallery de Londres.
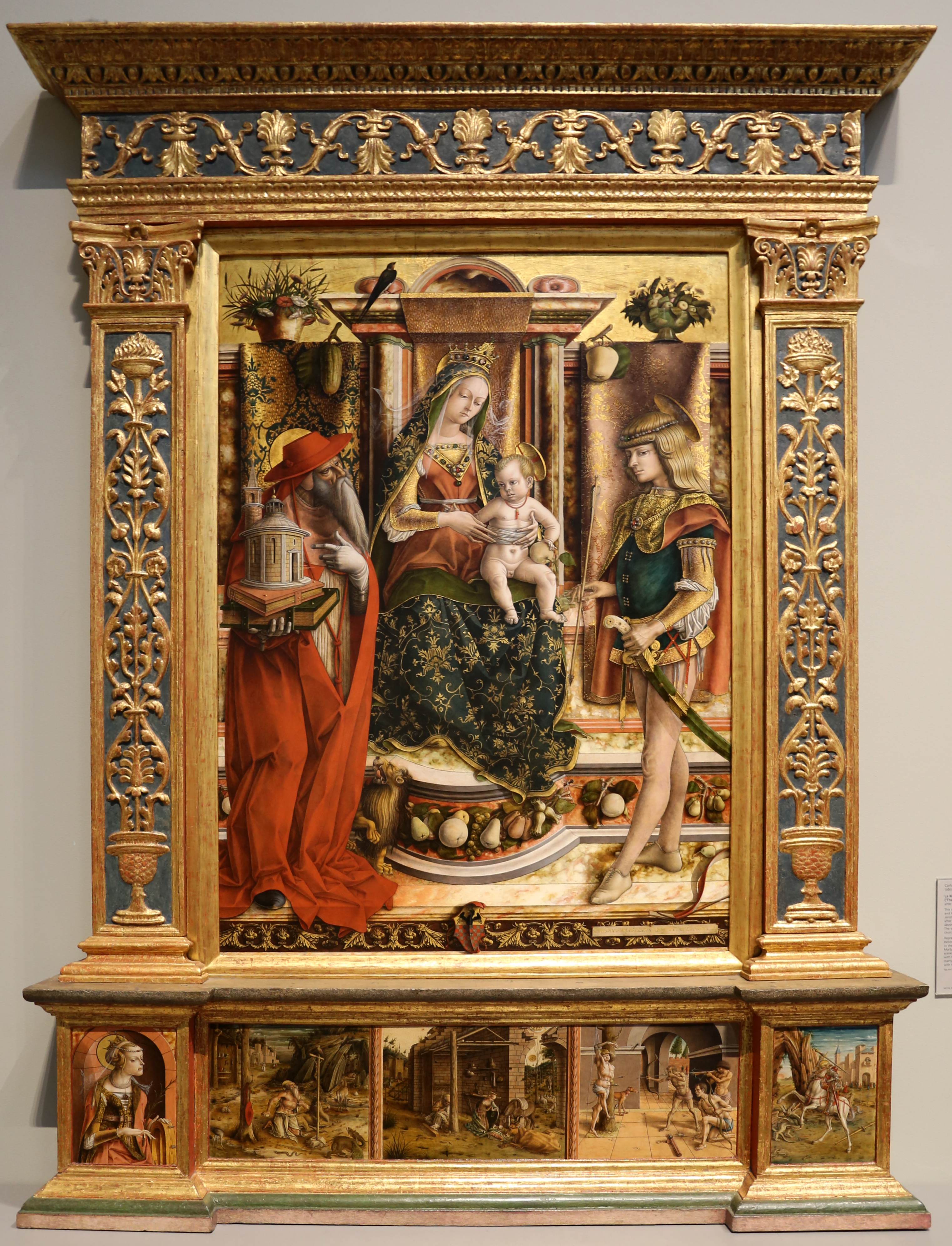
Madone à l’hirondelle de Carlo Crivelli originairement à Matelica, entré dans les collections de la National Gallery en 1862.
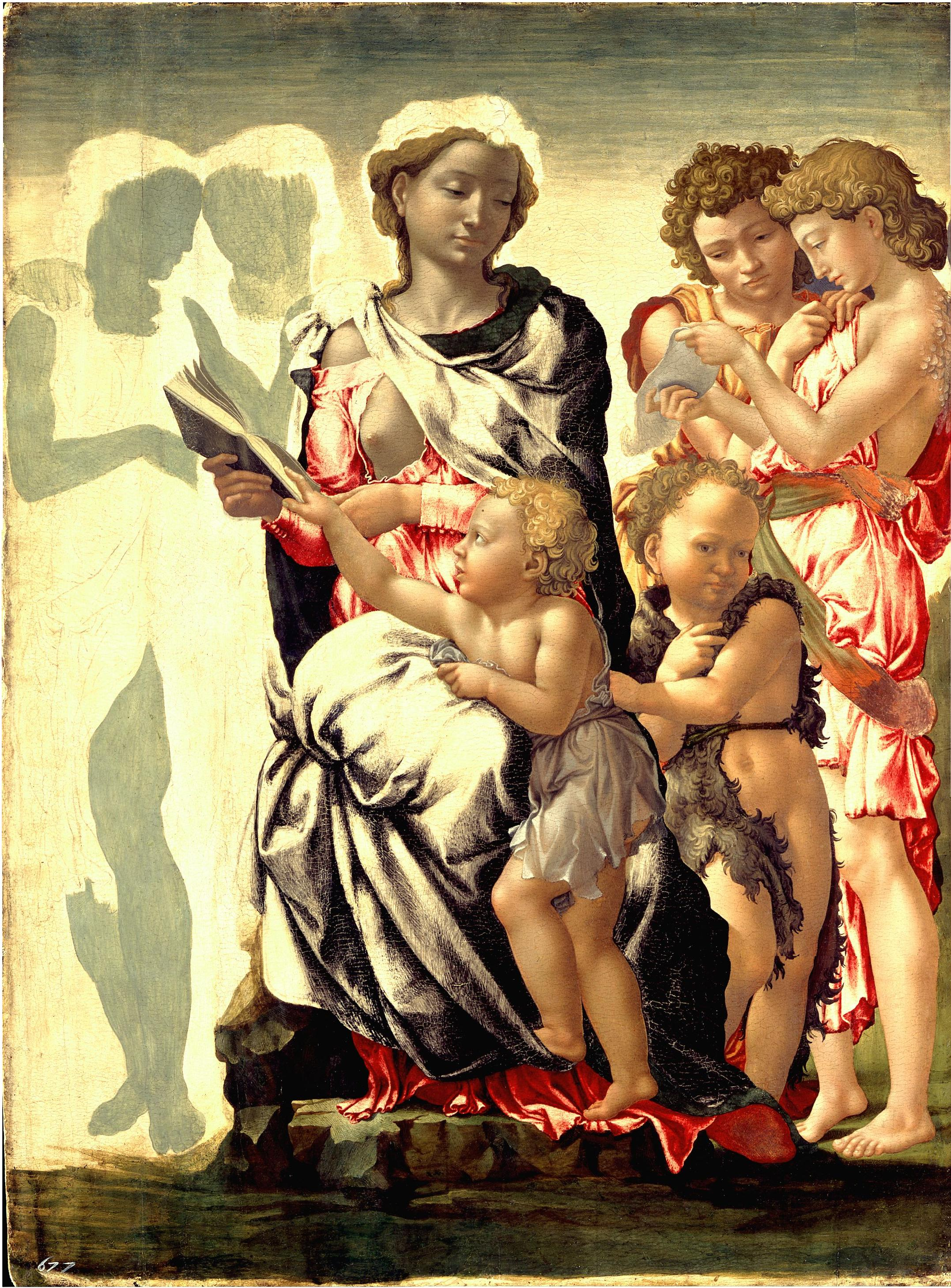
La Madone de Manchester réapparaît en 1857 lors d’une exposition à Manchester.
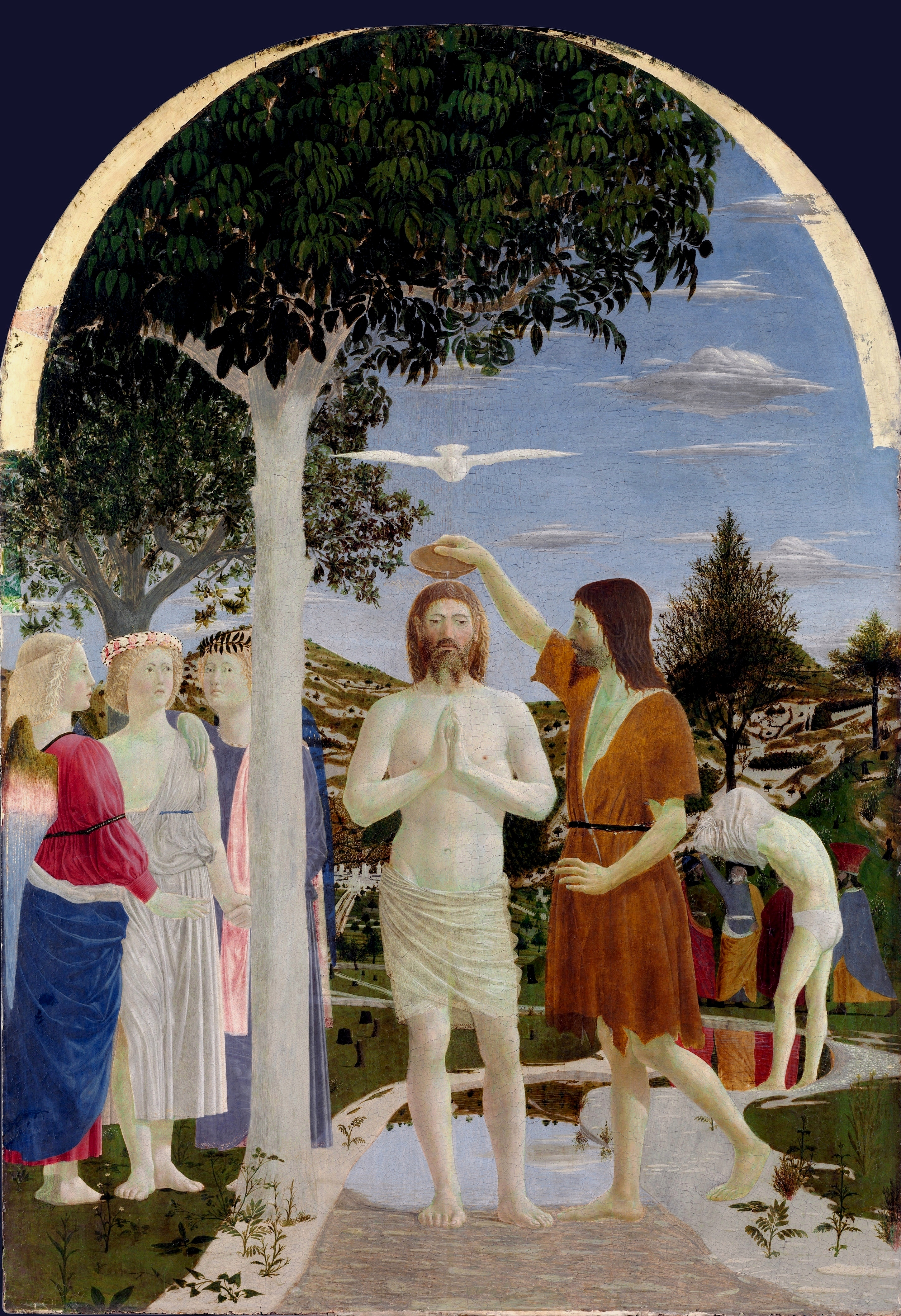
Le Baptême du Christ, Piero della Francesca, le tableau est acheté en 1859 par l'antiquaire Robinson ; il est acquis ensuite par Uzielli qui le vend au musée en 1861.
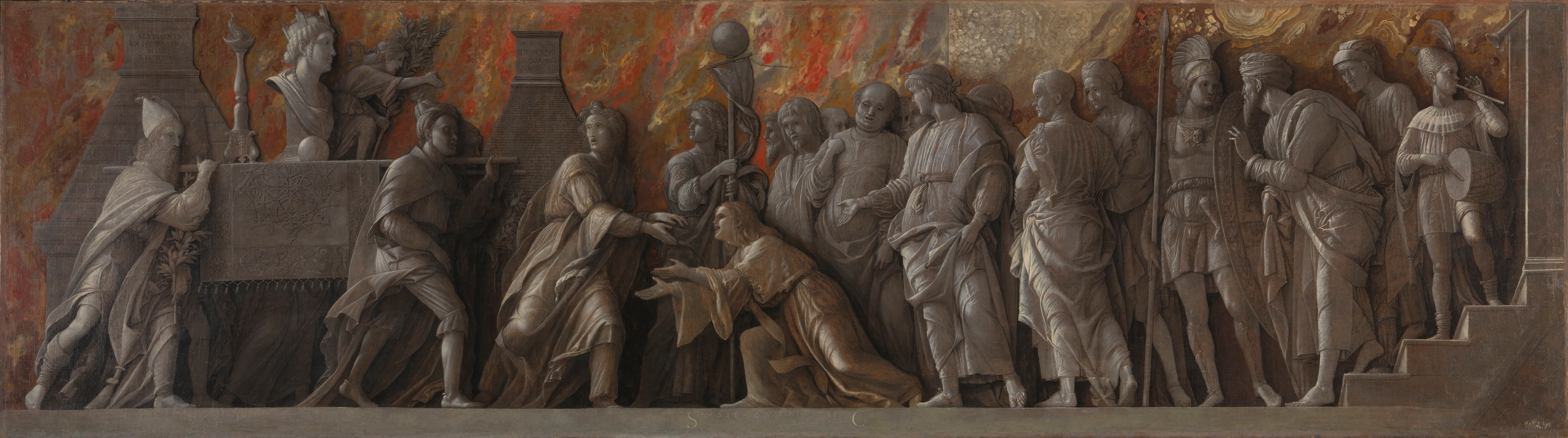
Le culte à Cybèle, d’Andrea Mantegna à Venise jusqu'en 1815, alors acquise par A.Sanquirico, l'œuvre se retrouve en 1835 en Angleterre aux mains de la famille de Ralph Vivian qui l'offre à la National Gallery de Londres, en 1873.
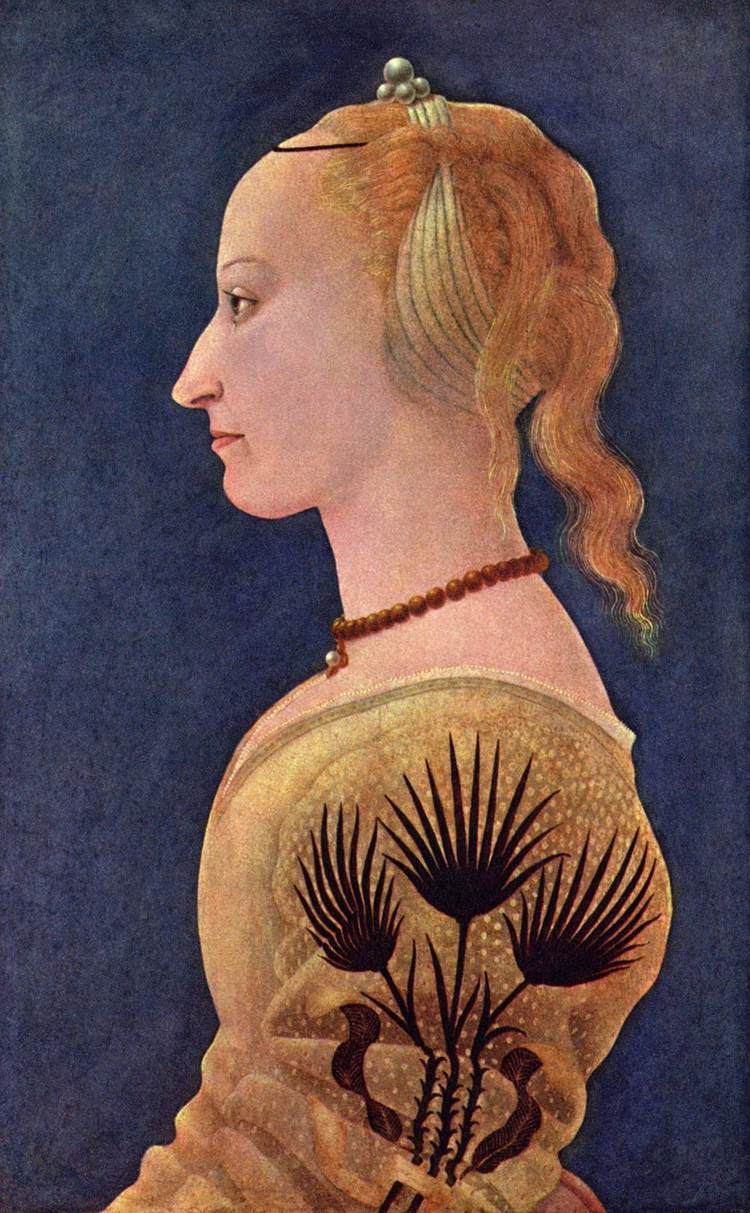
Portrait de Femme, attribué à Baldovinetti, mentionné en 1911 en Angleterre, œuvre typique du duché d'Urbino.

Du cheminement inverse à savoir de l’Angleterre vers la France, nous citerons les trois panneaux d’un retable de Rubens commandités pour la chapelle sainte Hélène dans la basilique Sainte-Croix-de-Jérusalem de Rome entre 1601 et 1602. Les dernières traces écrites de l’existence du tableau dans l’église nous révèlent la date de 1763 après quoi, deux des panneaux ont été mis en vente en Angleterre en 1812, racheté par un particulier français qui en a fait don à la cathédrale Notre-Dame-du-Puy de Grasse. Le troisième panneau est semble-t-il perdu.

## Spoliations du duché de Modène
L'armistice entre Napoléon et le duché de Modène a été signé le 17 mai à Milan par San Romano Federico d'Este, représentant du duc Hercule III de Modène. Il a été exigé la livraison de vingt tableaux des collections de la maison d'Este et d'une somme d'argent trois fois supérieure à celle de l'armistice avec Parme. La première expédition a été organisée par Giuseppe Maria Soli, directeur de l'Académie Atestina des Beaux-Arts de Modène, qui s'est occupé du choix des peintures, qui ont été retirées des appartements du duc d'Este et envoyées à Milan en 1796 avec les commissaires Tinet et Berthélemy. Cependant, arrivées en France, elles furent jugées médiocres par Le Brun et Napoléon déclara l'armistice avec le duc d'Este rompue en raison de la violation des clauses.
Le 14 octobre, Napoléon entra à Modène avec deux nouveaux commissaires, Garrau et Antoine Christophe Saliceti, qui allèrent plusieurs fois passer au crible les galeries des médailles et la galerie du palais ducal pour recueillir la collection de camées gravés et de pierres semi-précieuses. Le 17 octobre, après avoir prélevé à la bibliothèque ducale de nombreux manuscrits et livres anciens, 1213 objets furent envoyés : 900 pièces impériales en bronze, 124 pièces des colonies romaines, 10 pièces en argent, 31 contournées, 44 pièces provenant de villes grecques, 103 pièces de monnaie des pontifes envoyées à la Bibliothèque Nationale à Paris, et à Paris depuis conservées.
Son épouse Joséphine contribua à cette spoliation en février 1797 : en séjournant au palais ducal de Modène, elle souhaita voir la collection de camées et de pierres précieuses, en préleva deux cents sans compter ceux subtilisés par les aides de camp de son mari qui l'accompagnait. 1 300 dessins trouvés dans les collections Estensi ont été envoyés au Louvre, 16 camées d'agate, 51 pierres semi-précieuses et plusieurs vases en cristal de roche, où ils se trouvent depuis. Le 20 octobre, le buste de Lucius Verus et Marc Aurèle, un dessin de la colonne de Trajan et un autre représentant les bustes d'empereurs ont été réquisitionnés. Saliceti et Garrau ont personnellement pris plusieurs camées avec des cadres en or et en émail. La deuxième livraison de tableaux a eu lieu le 25 octobre, lorsque Tinet, Moitte et Berthélemy ont choisi d'envoyer 28 tableaux à Paris, ainsi que 554 autres dessins, dont 4 albums pour un total de 800 dessins. De nombreux tableaux de l'école émilienne sont restés en France. Citons :
- Vierge à l’enfant avec les saints patrons de la ville de Modène de Le Guerchin, Paris, musée du Louvre
- Christ raillé et couronné d'épines par Valentin de Boulogne, musée des Beaux-Arts de Bordeaux
- La purification de la Vierge de Guido Reni Paris, musée du Louvre
- Saint Bernardin de Sienne libère Capri de Lodovico Carracci, Paris, cathédrale Notre Dame (avant l’incendie).
- Saint Paul de Le Guerchin, 1644, entré au musée du Louvre en 1797.
- L'Apparition de la Vierge à sainte Catherine et à saint Luc d'Annibale Carracci, Paris, musée du Louvre.
- Le retour du Fils prodigue de Leonello Spada, Paris, musée du Louvre.
- Le Rêve de Jacob de Lodovico Cigoli, musée des Beaux-Arts de Nancy.
- La Vierge à l'Enfant bénissant de Le Guerchin, musée des Beaux-Arts de Chambéry.
- Martyre de saint Pierre et saint Paul par Francesco Camullo et Lodovico Carracci, musée des Beaux-Arts de Rennes.
- Salomé recevant la tête de saint Jean-Baptiste du Guerchin, musée des Beaux-Arts de Rennes.
- Jésus déploré par la Vierge du Guerchin, musée des Beaux-Arts de Rennes.
- La Visite du Guerchin, musée des Beaux-Arts de Rennes.
- La Vierge et l'Enfant et le martyre de Saint Paul du Guerchin, musée des Augustins de Toulouse
- La Gloire de tous les saints du Guerchin, musée des Augustins de Toulouse.
- Saint-Sébastien soigné par Irène de Francesco Cairo, musée des Beaux-Arts de Tours
- Saint François d'Assise reçoit les Stigmates de Le Guerchin, Mayence, musée du Land (Mayence)
- Christ adoré par les Anges avec Saint Bernardin et saint Sebastien par Carlo Bononi, Paris, musée du Louvre.
- Le Christ et la femme adultère de Giuseppe Porta, musée des Beaux-Arts de Bordeaux.
- La sainte famille contemple l'enfant Jésus endormi de Francesco Gessi, musée d'Art Roger-Quilliot.
- Le Martyre de sainte Victoire par Giovanni Antonio Burrini, musée national du château de Compiègne.
- Le martyre de saint Christophe (intitulé parfois à tort le Martyre de saint Julien par Leonello Spada, Épernay, église Notre-Dame.
- Joseph et l'épouse de Puttifare de Leonello Spada, palais des Beaux-Arts de Lille.
- Rinaldo empêchant Armida de se suicider de Alessandro Tiarini, palais des Beaux-Arts de Lille.

### Aperçu d'œuvres du duché de Modène demeurées en France

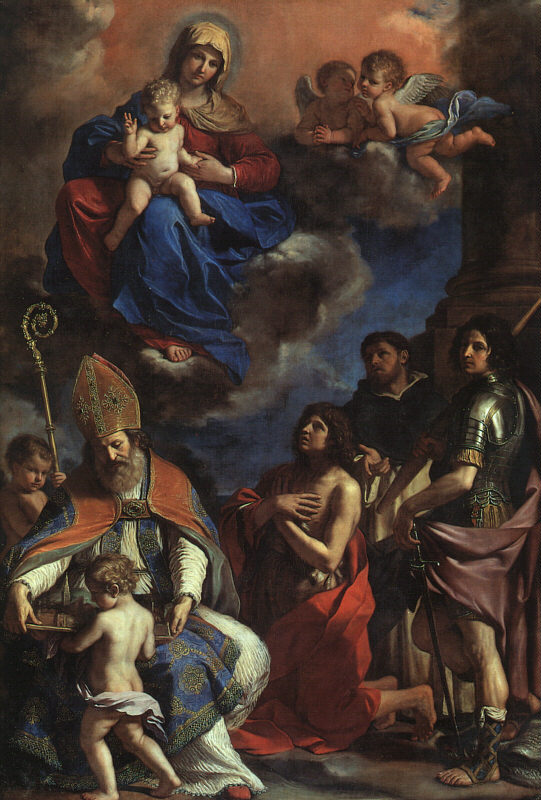
Vierge à l’Enfant avec saints patrons de la Ville de Modène du Guercino.
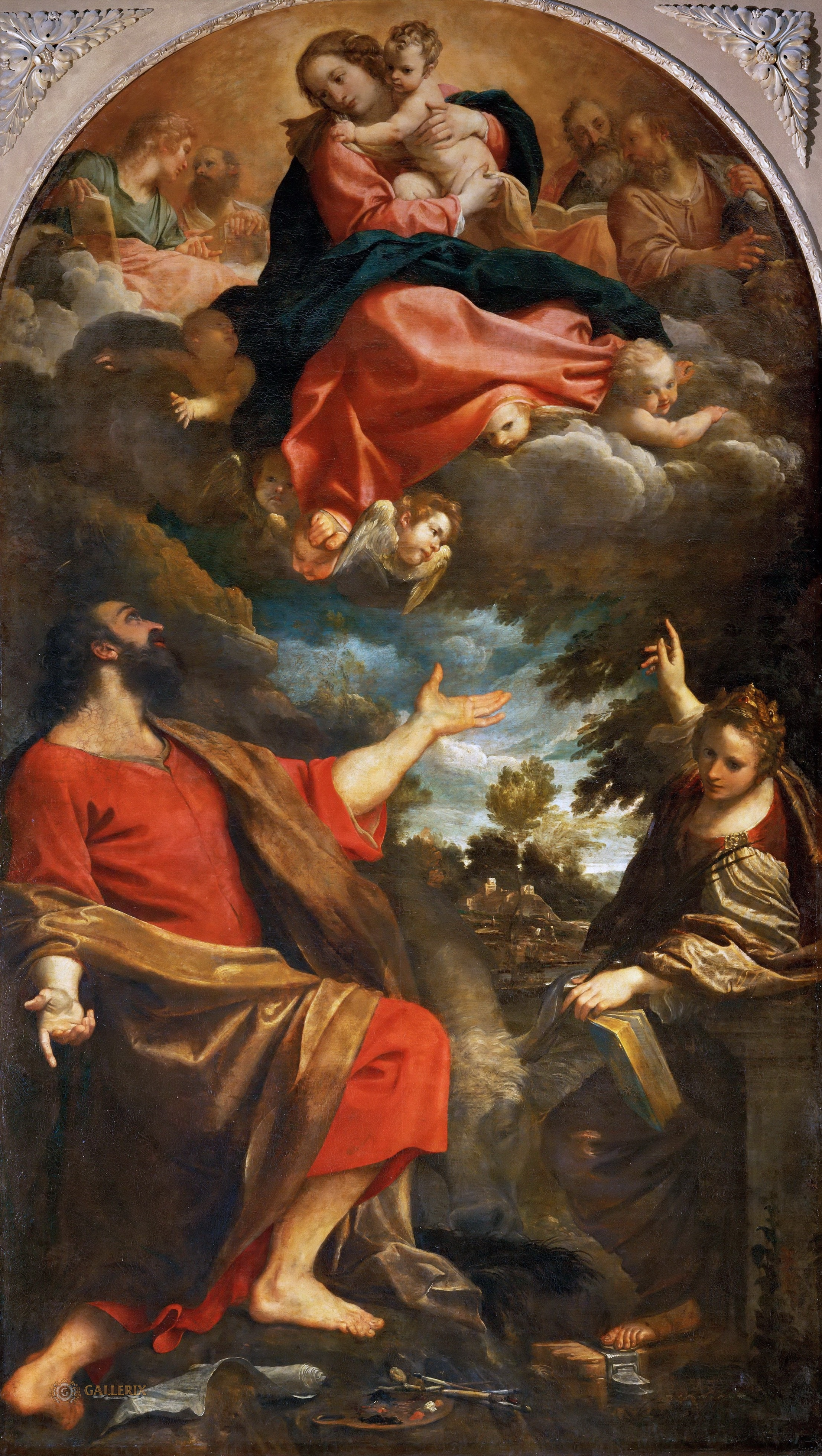
L’apparition la Vierge à saint Luc et sainte Catherine de Carracci.
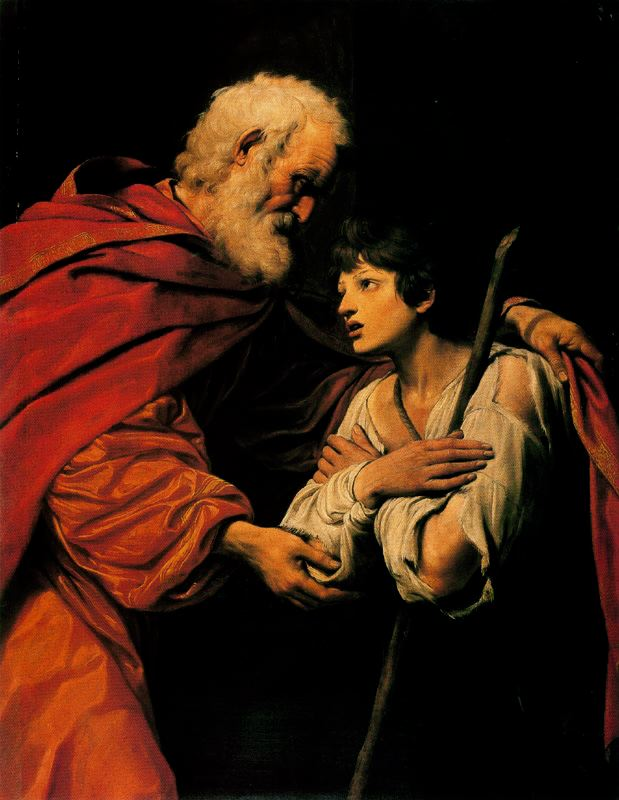
Le retour de l’enfant prodigue, Leonello Spada.
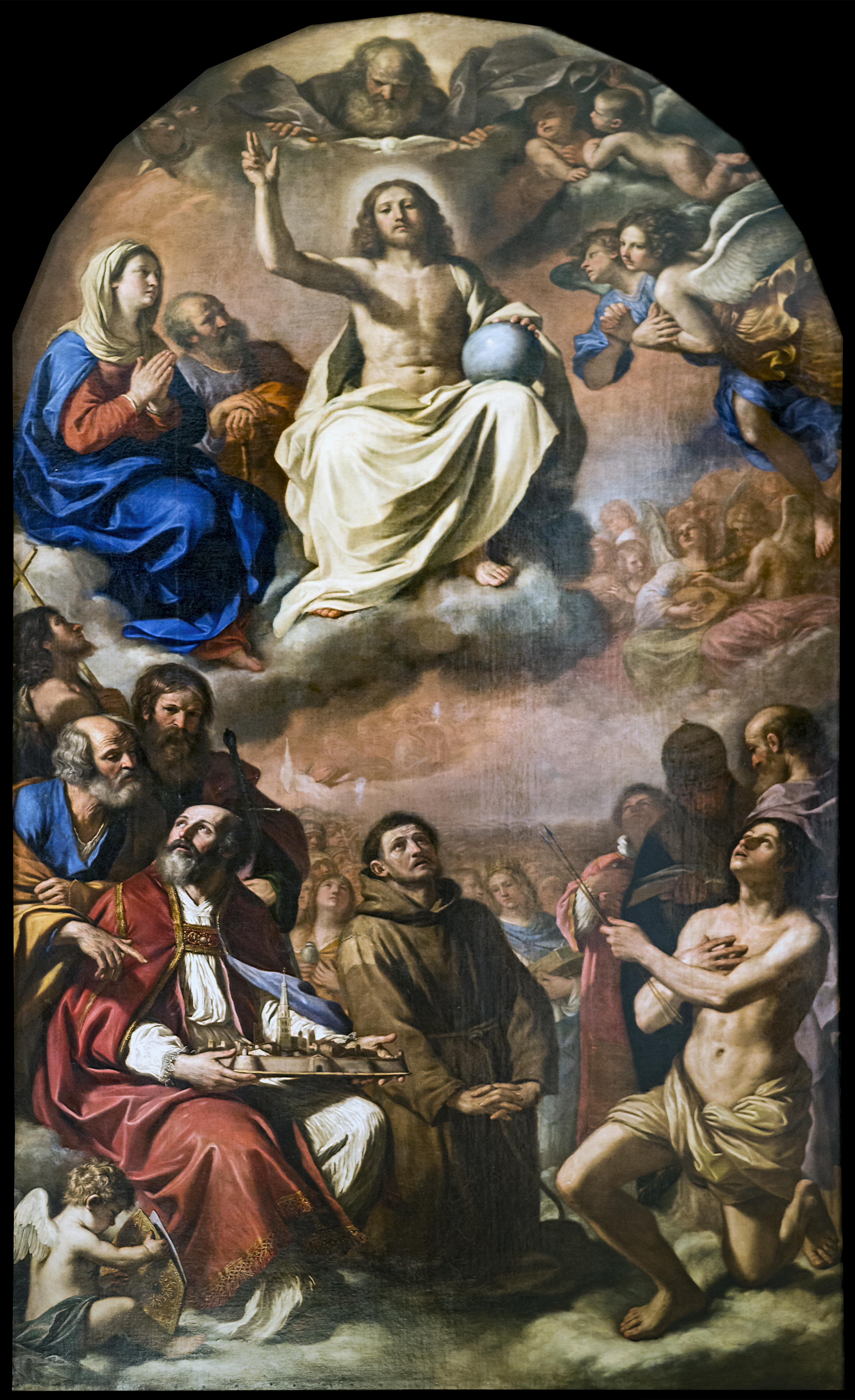
La gloire de tous les saints - Guercino.
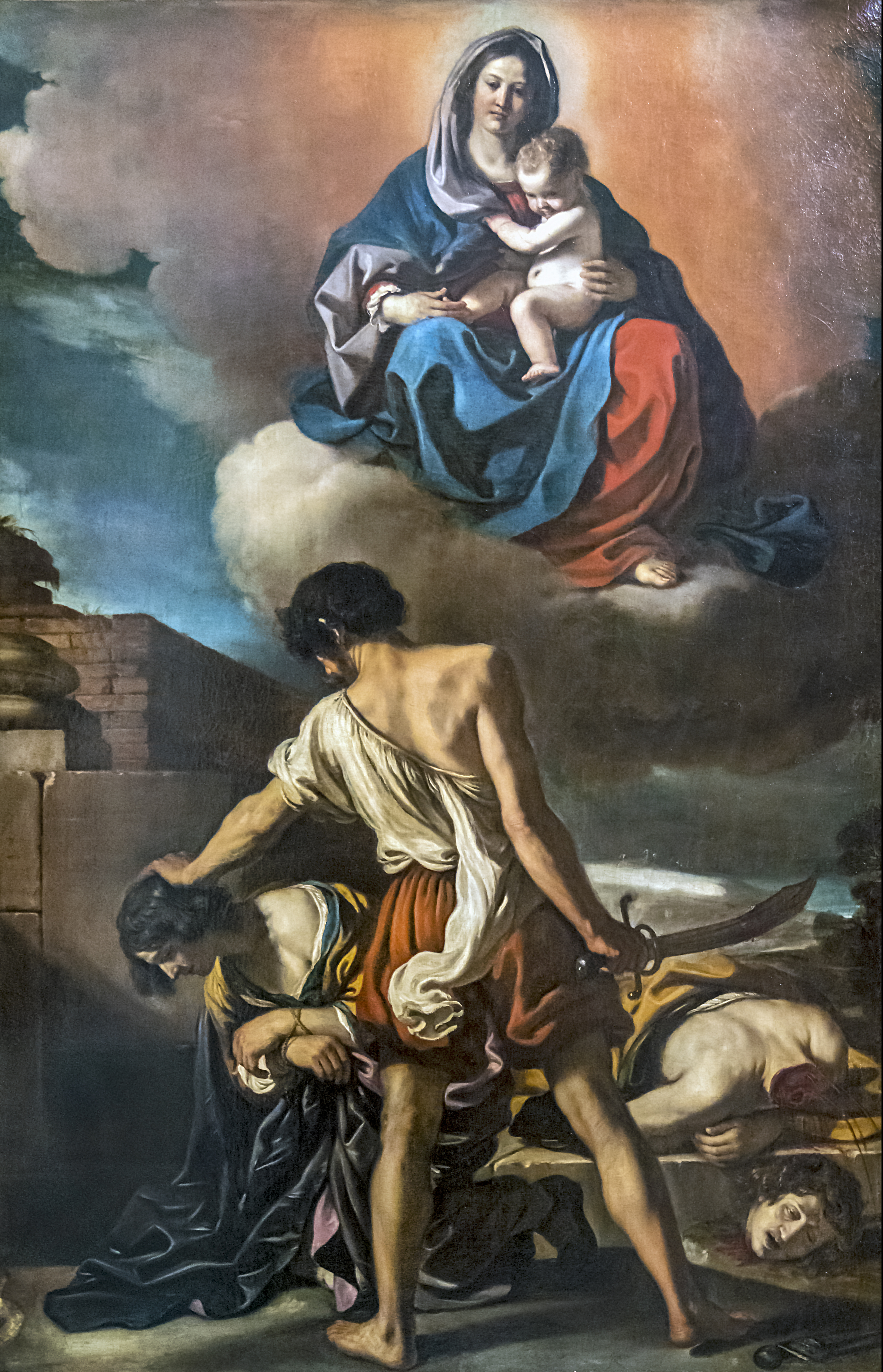
Martyre de saint Jean et saint Paul du Guercino.
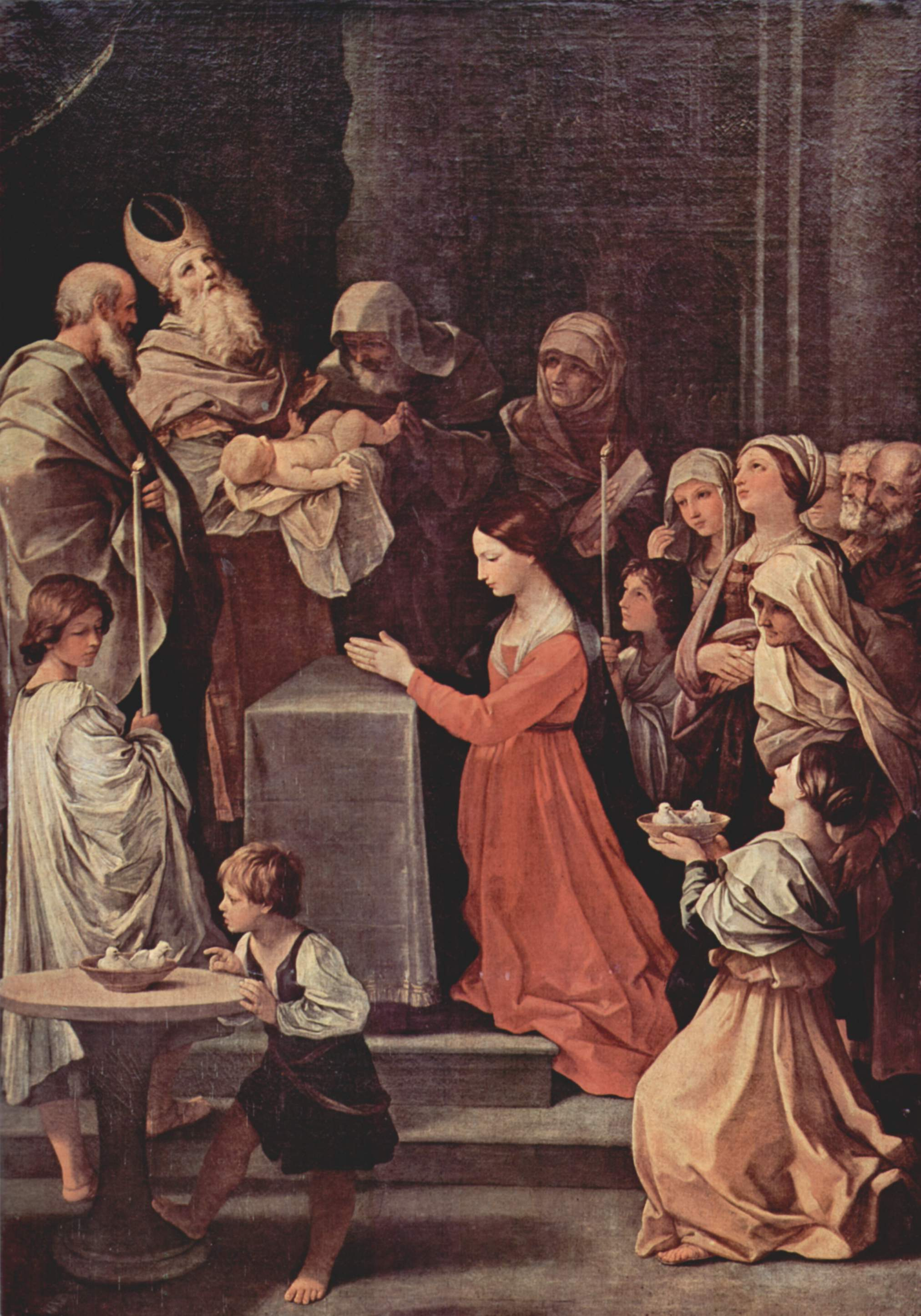
Purification de la Vierge, Guido Reni.
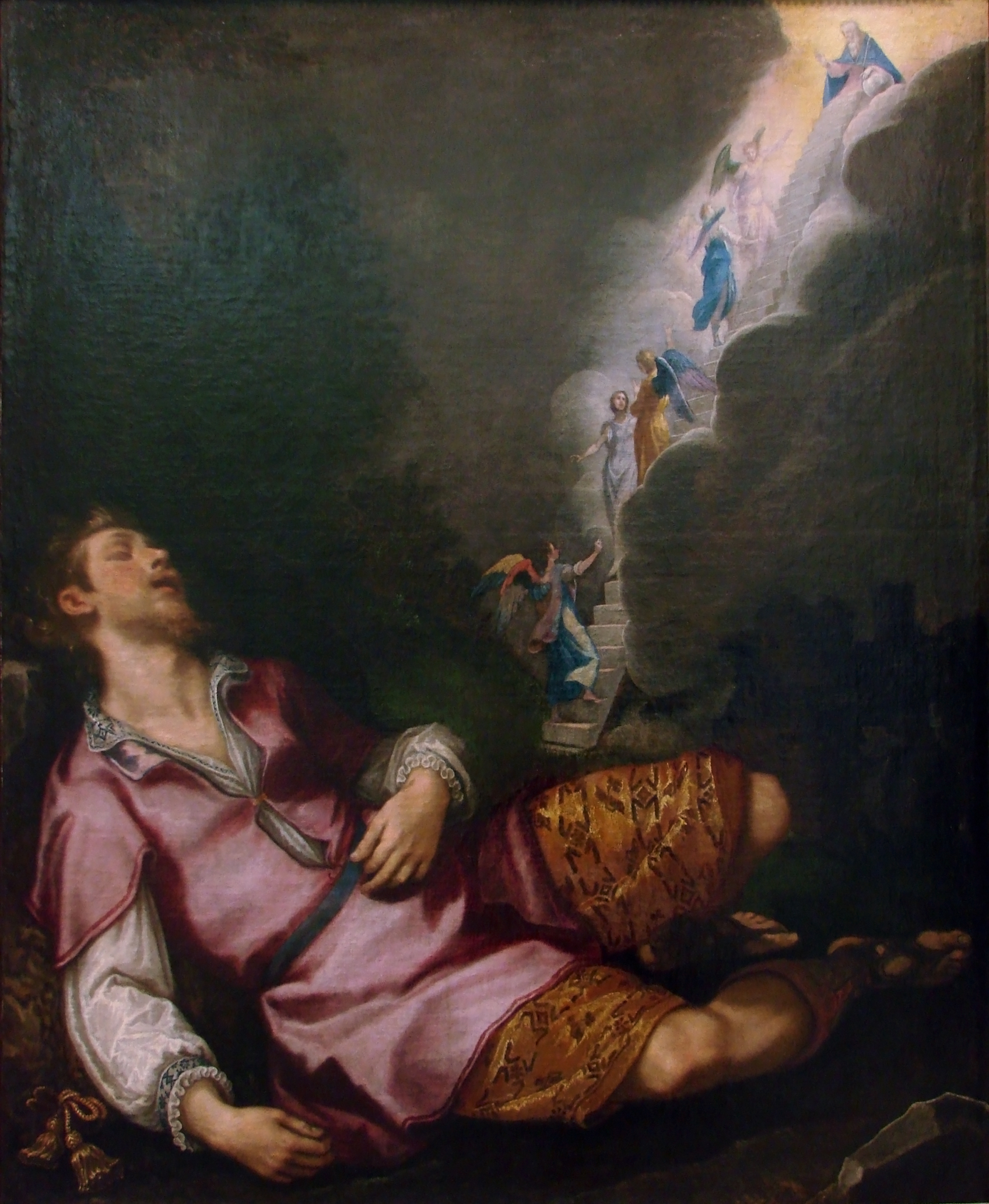
Le songe de Jacob de Cigoli.
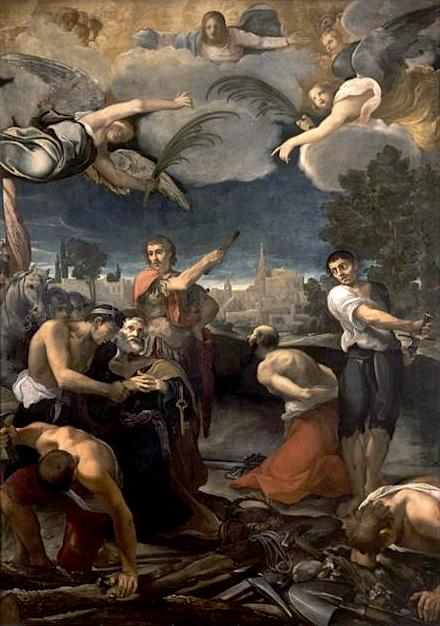
Martyre de saint Pierre et saint Paul de Camullo et Carracci.
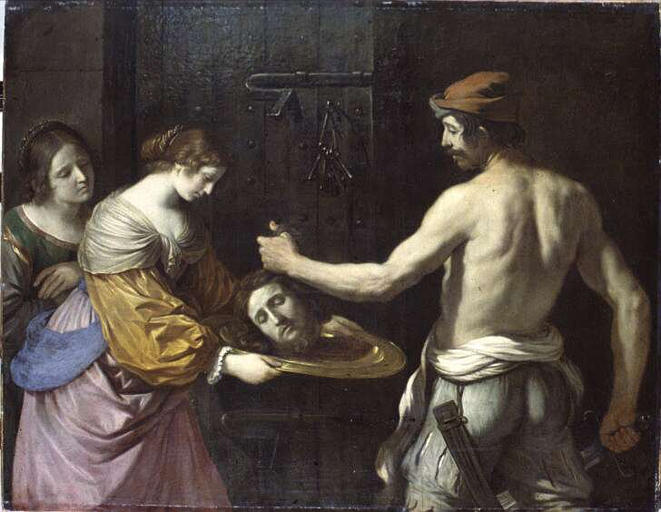
Salomé recevant la tête de saint Jean du Guercino.
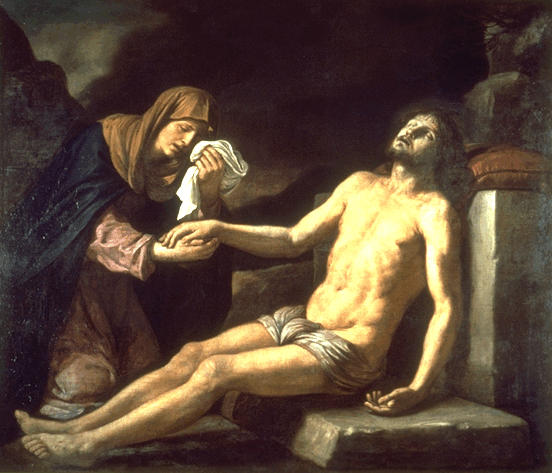
Pietà du Guercino.
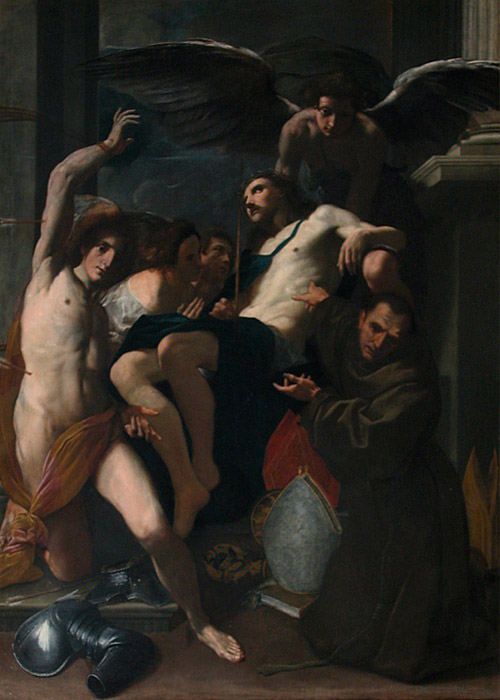
Le Christ adoré par les anges, saint Sébastien et saint Bonaventure, Carlo Bononi.
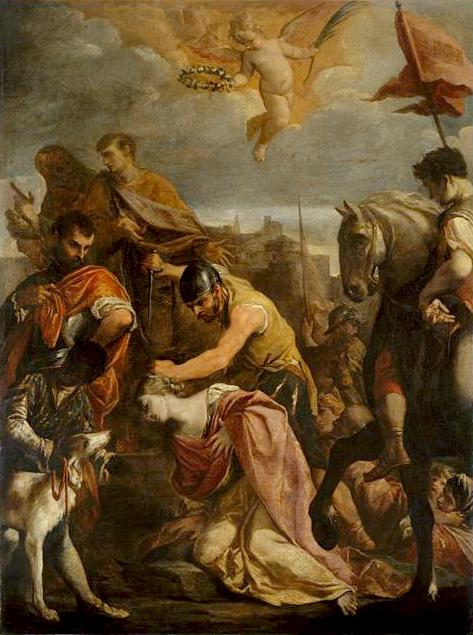
Le Martyre de sainte Victoire de Giovanni Antonio Burrini.
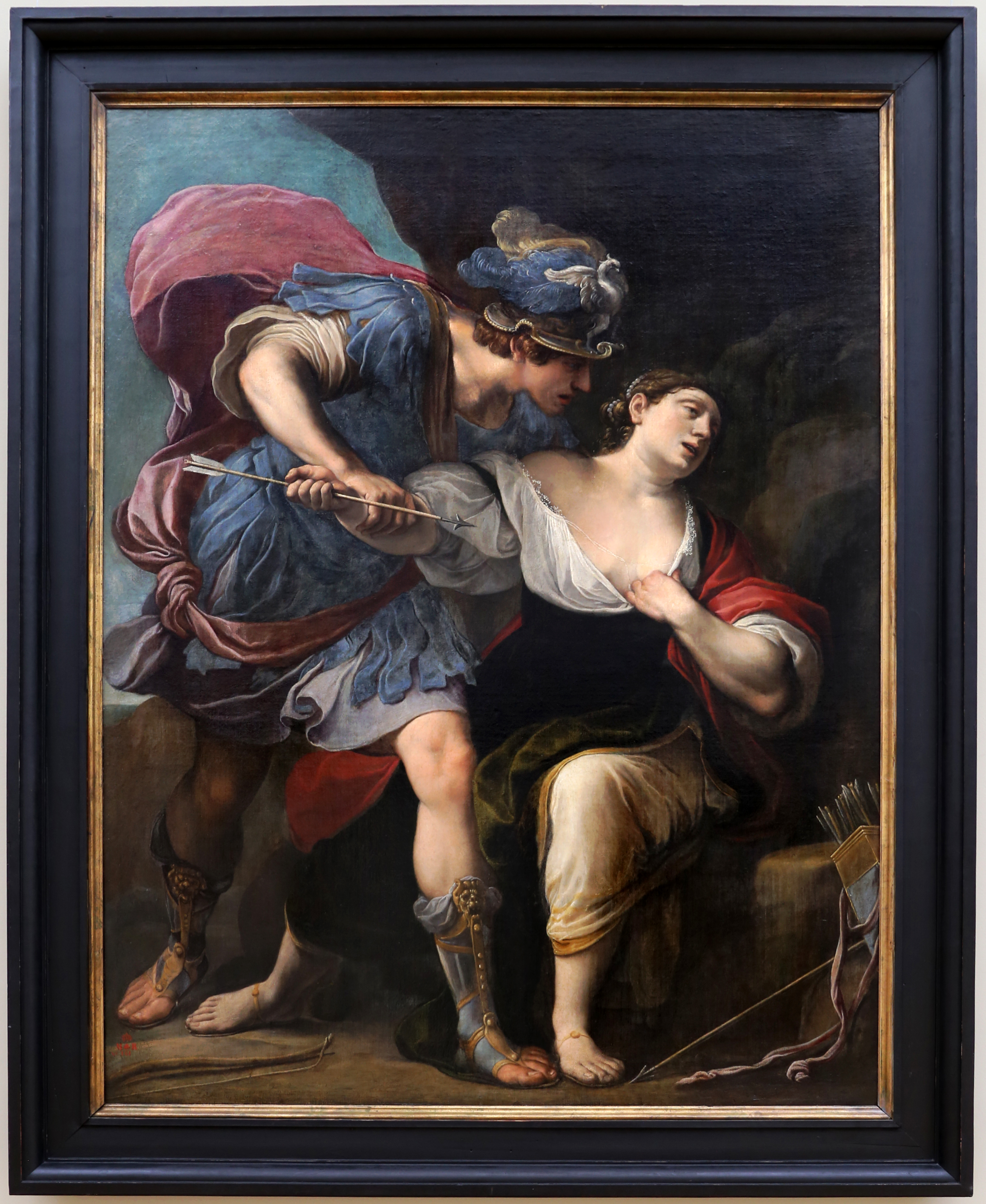
Rinaldo empêchant Armida de se suicider par Alessandro Tiarini.
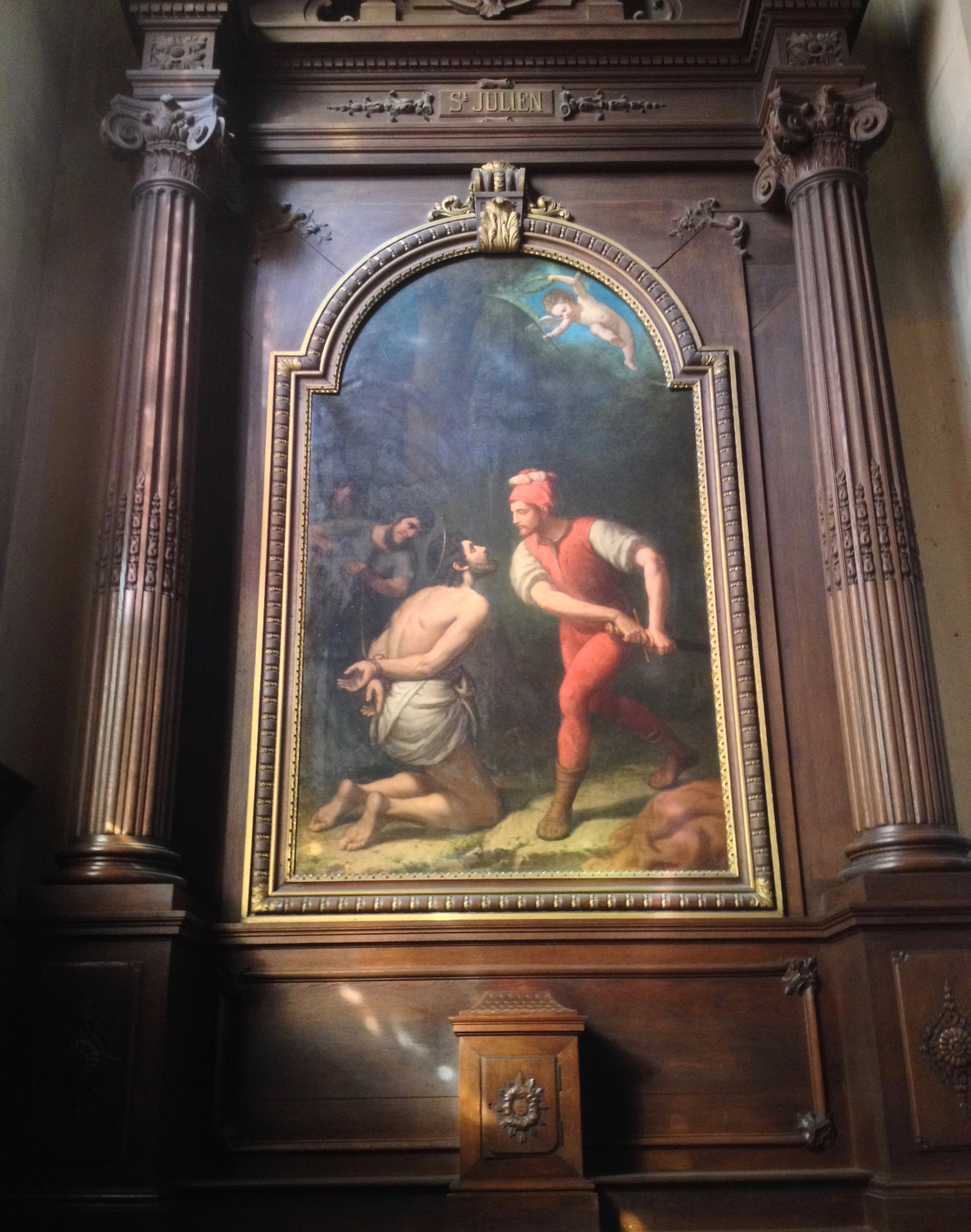
Le Martyre de saint Christophe, Leonello Spada.
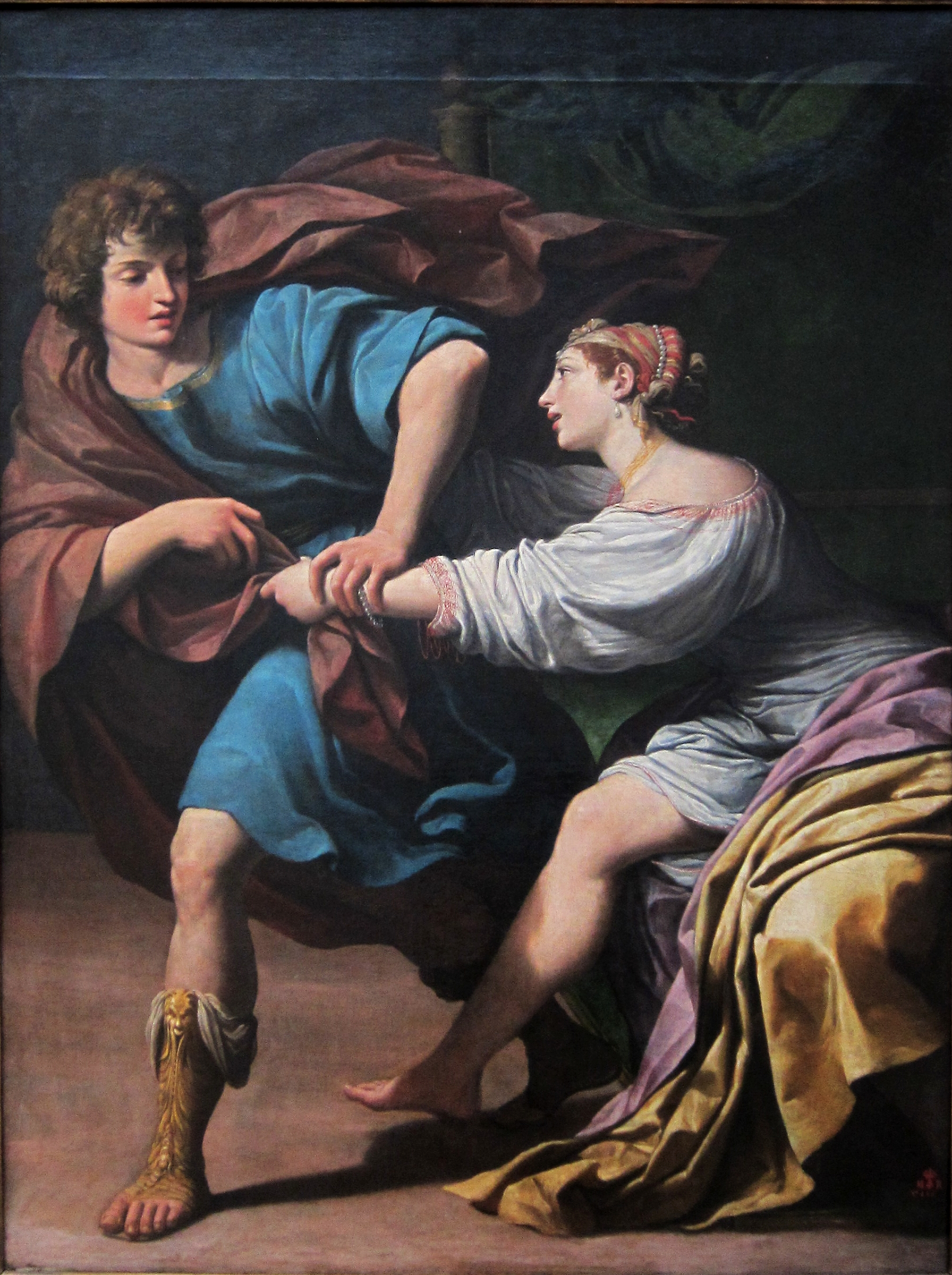
Joseph et la femme de Putiphar, Leonello Spada.

## Spoliation du duché de Toscane
Le pillage au grand-duché de Toscane a été mené à bien par le même directeur du musée du Louvre, Dominique Vivant Denon.
Entre l'été et l'hiver 1811, il a passé Massa-Carrara au tamis, puis Pise, puis Volterra et enfin Florence.
Dans chacune de ces villes, il a noté scrupuleusement les œuvres à envoyer à Paris.
À Pise, Dominique Vivant Denon choisit neuf peintures et un bas-relief tous conservés en France aujourd’hui :
- La Maestà de Cimabue, aujourd'hui au musée du Louvre, à l'origine dans l'église San Francesco de Pise
- Saint François d'Assise recevant les stigmates de Giotto, aujourd'hui au musée du Louvre, à l'origine à Pise dans l'église de Saint François
- Saint Thomas d'Aquin parmi les docteurs de l'église de Benozzo Gozzoli, aujourd'hui au musée du Louvre, à l'origine en la cathédrale de Pise
- Marie Très Sainte avec son Fils divin et les anges de Turino Vanni, aujourd'hui au musée du Louvre, au couvent de Saint Silvestre de Pise
- Mort de Saint Bernard d’Andrea Orcagna, dans la cathédrale de Pise, œuvre dont la trace est perdue.
- Saint Benoît d'Andrea del Castagno, dans la cathédrale de Pise, œuvre dont la trace est perdue.
- La Vierge Marie adorant son divin Fils de Giovanni Pisano, dans le monastère de Sainte Marthe, œuvre dont la trace est aujourd’hui perdue.

À Florence, Dominique Vivant Denon fouilla dans le dépôt de l’ex-couvent de Sainte Catherine et envoya :
- La Visitation, Domenico Ghirlandaio, aujourd'hui au musée du Louvre, à l'origine dans l'église Sainte Marie Madeleine de Pazzi de Florence
- Présentation au temple, par Gentile da Fabriano, aujourd'hui au musée du Louvre, originaire de l'Académie des Beaux-Arts de Florence
- La Vierge à l'Enfant, Sant'Anne, Saint Sébastien, Saint Pierre et Saint Benoît, de Jacopo da Pontormo, aujourd'hui au musée du Louvre, œuvre réalisée pour l'ancien monastère de Sant’Anna Sul Prato à Florence
- Couronnement de la Vierge de Fra Angelico, aujourd'hui au musée du Louvre, à l'origine du couvent de Saint Dominique à Fiesole
- Pala Barbadori, peinte par Fra Filippo Lippi, aujourd'hui au musée du Louvre, à l’origine dans la sacristie du Santo Spirito à Florence.
- La Vierge à l'Enfant Jésus et quatre anges, peints par Sandro Botticelli, à l’origine dans la Salle des Beaux-Arts à Florence
- Le couronnement de la Vierge et quatre saints, peint par Raffaellino del Garbo, du couvent San Michele de S. Salvi de Florence.
- Saint Jean Baptiste et deux moines peints par Andrea del Castagno, de l'Académie des Beaux-Arts de Florence.
- La Nativité, peinte par Fra Filippo Lippi, aujourd'hui au musée du Louvre, au couvent de Sainte Marguerite, dans la ville de Prato.
- La Vierge, l'Enfant Jésus et Saint Bernard, peinte par Cosimo Rosselli, de l'église de Sainte Marie Madeleine de Pazzi, à Florence.
- La Vierge, Jésus, Saint Julien, Saint Niccolo, peint par Lorenzo di Credi, de l'église de Sainte Marie Madeleine des Pazzi, à Florence
- Couronnement de la Vierge, peint par Piero di Cosimo, de l'église détruite de Saint Jérôme à Florence.
- L'Annonciation de la Vierge de Giorgio Vasari, provenant de l’église détruite en 1808 de Santa Maria Novella d'Arezzo.
- Jésus qui apparaît à la Madeleine, peint par Angelo Bronzino, de l'église de Santo S. Spirito à Florence.
- Portant de la croix peint par Benedetto Ghirlandaio, de l'église de Santo Spirito à Florence.
- Vierge à l'Enfant et deux saints peint par Mariotto Albertinelli, de la basilique de la Sainte Trinité de Florence
- La vie du Christ peinte par Taddeo Gaddi, du couvent de Santa Maria degli Angeli à Florence.
- Saint François et le miracle du moribond peint par Francesco di Stefano Pesellino, du couvent de Santa Croce à Florence.
- Couronnement de la Vierge, peint par Ridolfo del Ghirlandaio, de l'église de Ripoli à Florence
- Vierge et l'Enfant dans ses bras, plusieurs saints et anges, peints par Jacopo Chimenti, de l'Académie des beaux-arts de Florence
- Couronnement de la Vierge et deux anges, Simone Martini, du couvent de la Sainte Annonciation de Florence.

Maestà de Cimabue, aujourd'hui au musée du Louvre, à l'origine dans l'église San Francesco de Pise.
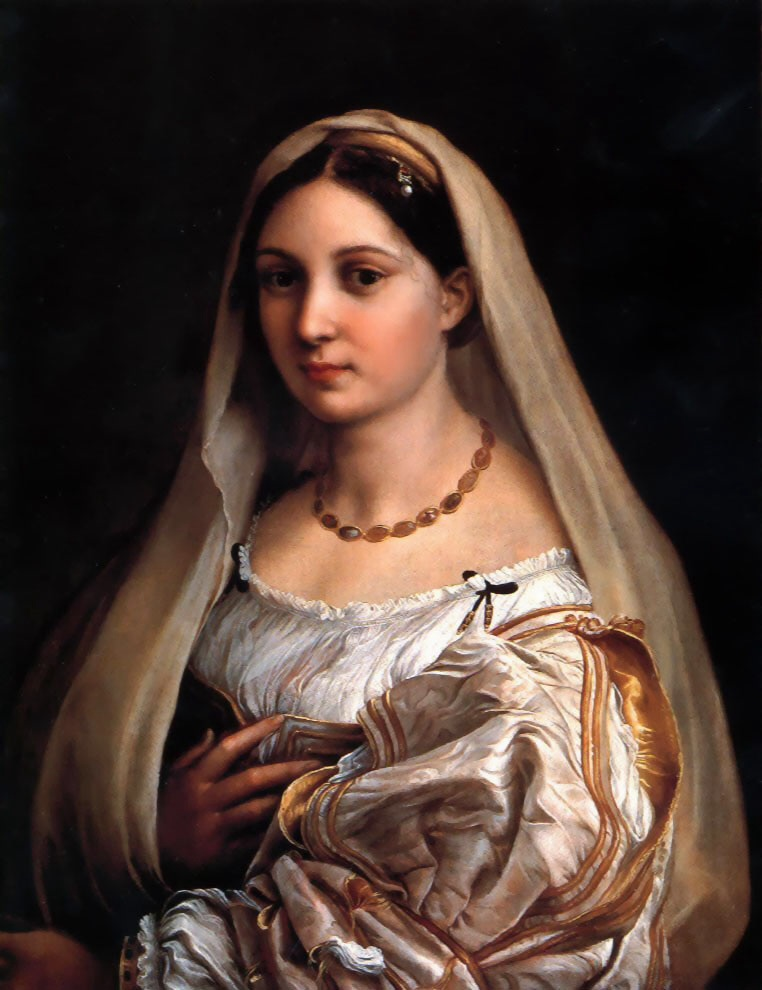
La Velata de Raphaël, 1516, Pris au Palazzo Pitti et rendu au Palazzo Pitti.
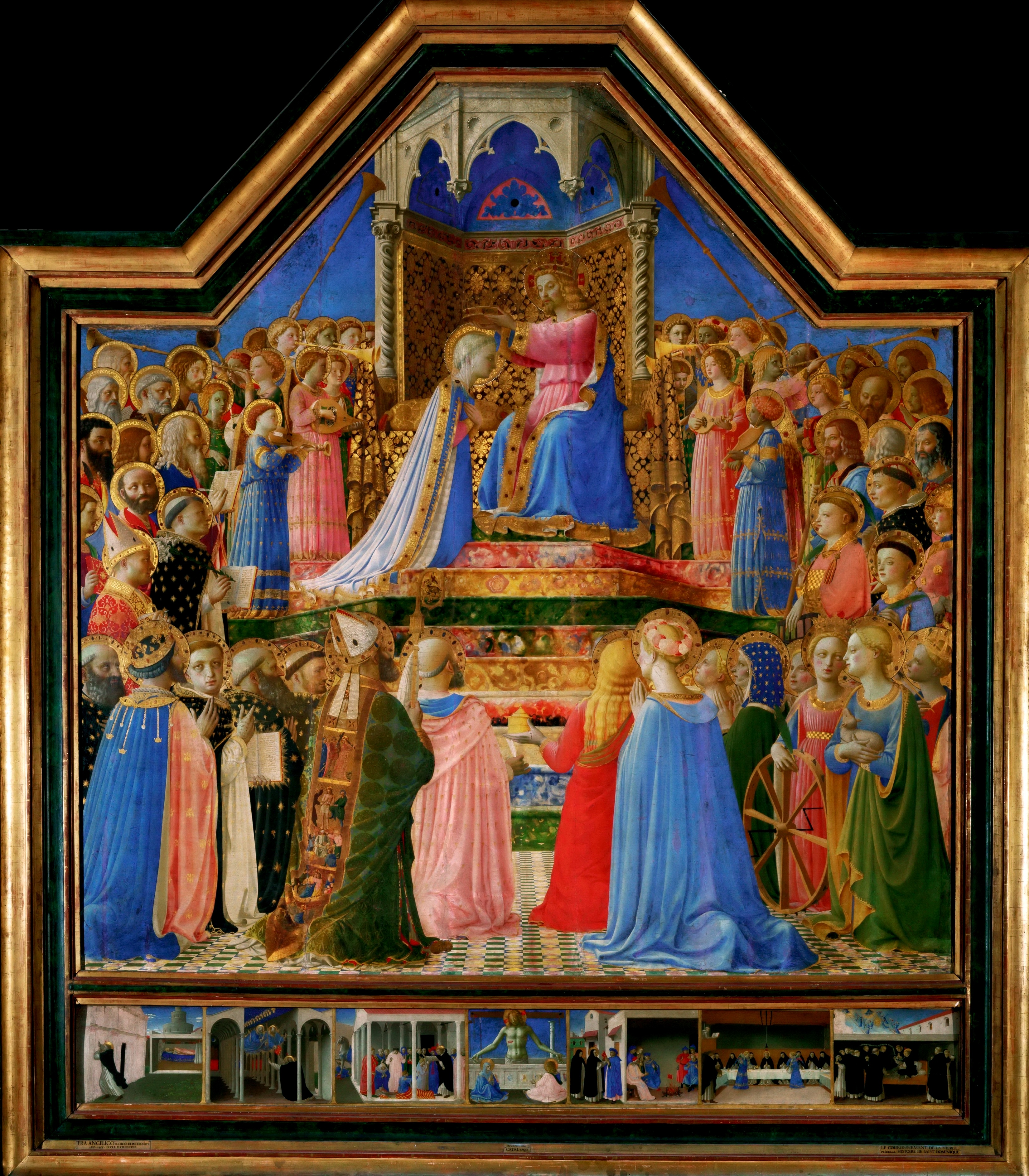
Le couronnement de la Vierge, Fra Angelico.
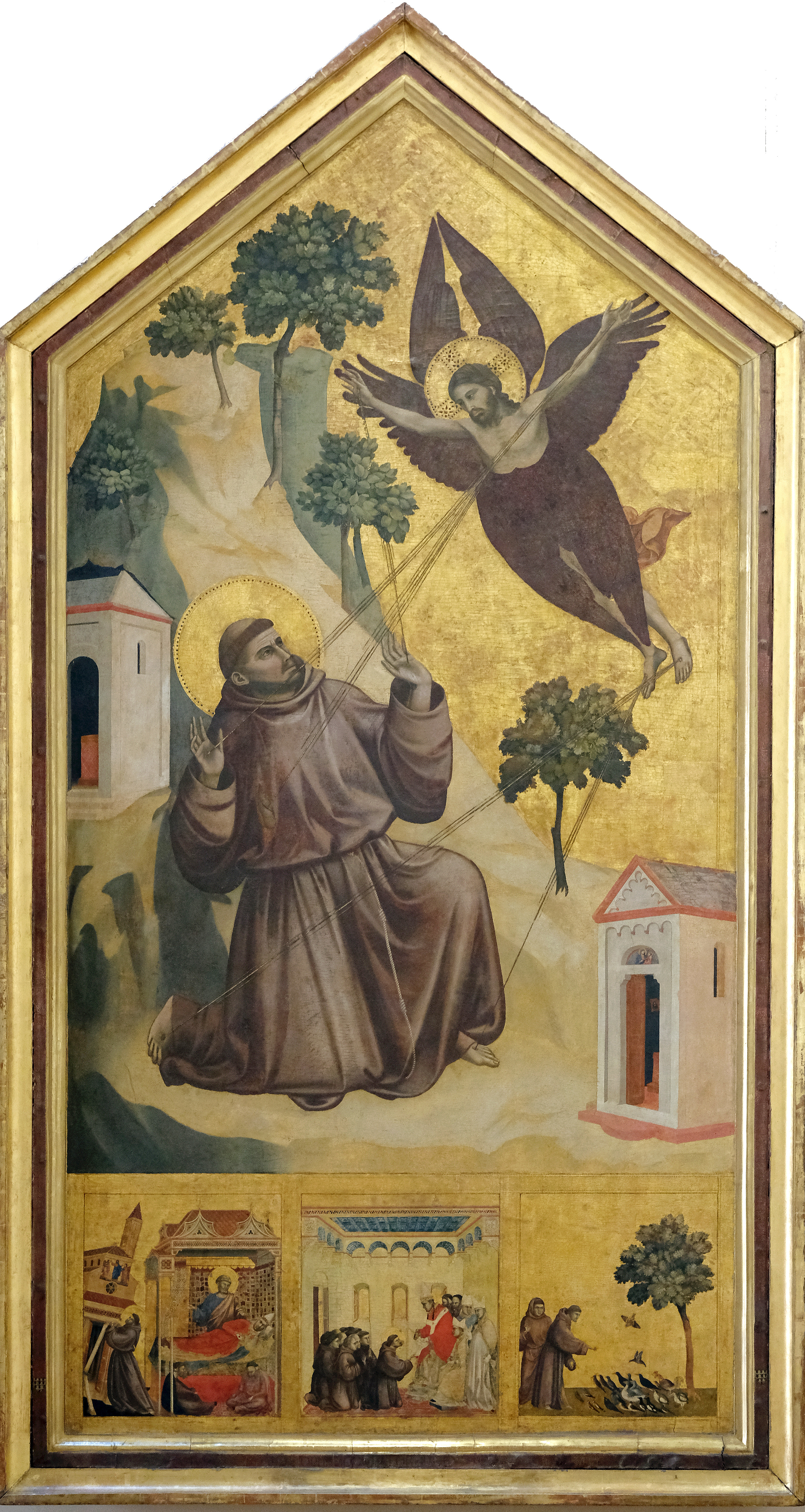
Les stigmates de saint François, Giotto, Louvre, à l’origine pour l’église Saint-François de Pise.
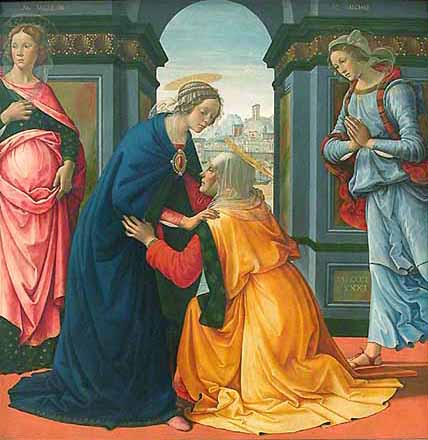
La Visitation, Ghirlandaio.
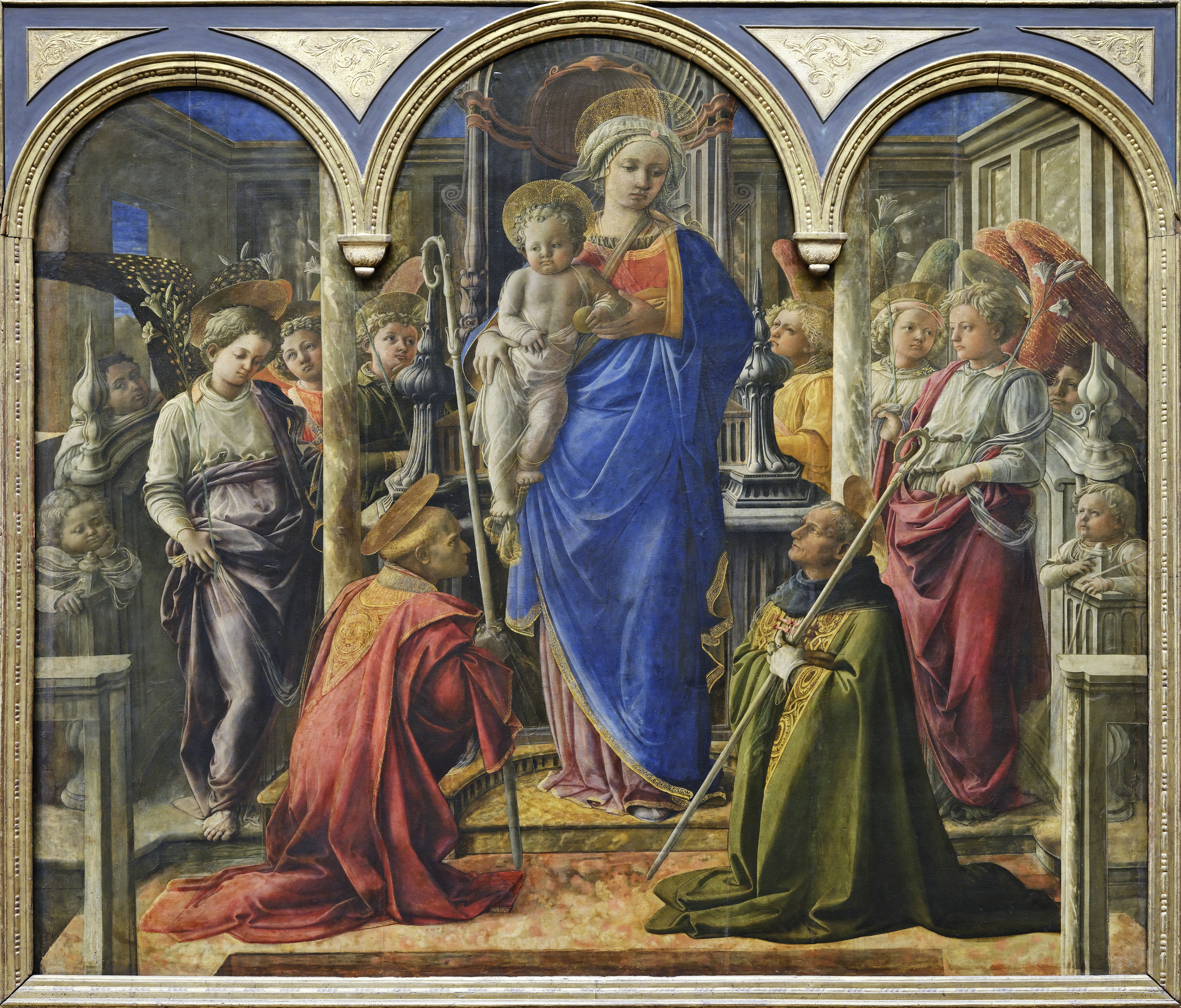
Retable Barbador de Fra Filippo Lippi.
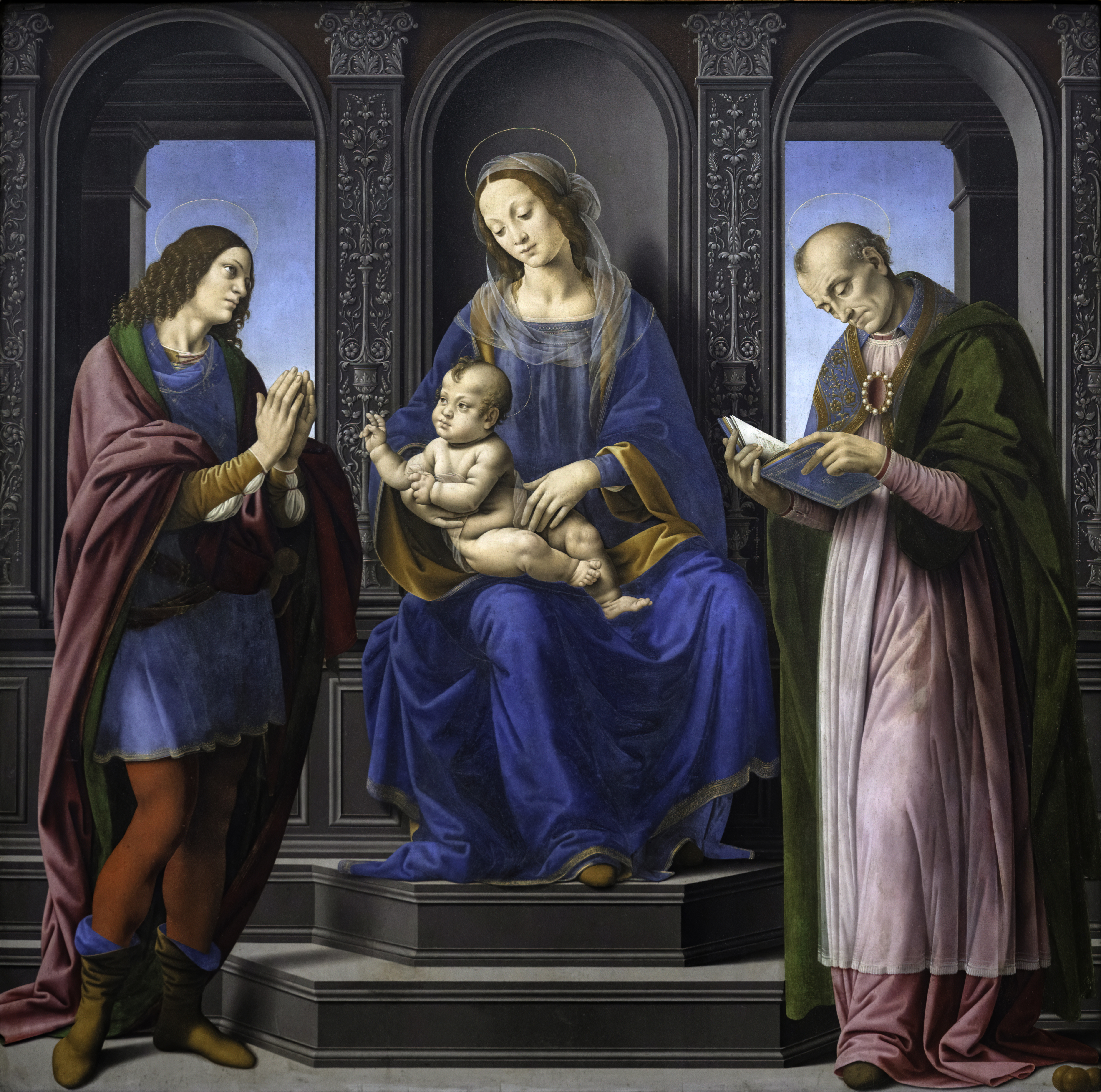
Vierge à l’Enfant avec saint Julien et saint Nicolas, Lorenzo di Credi, Louvre.
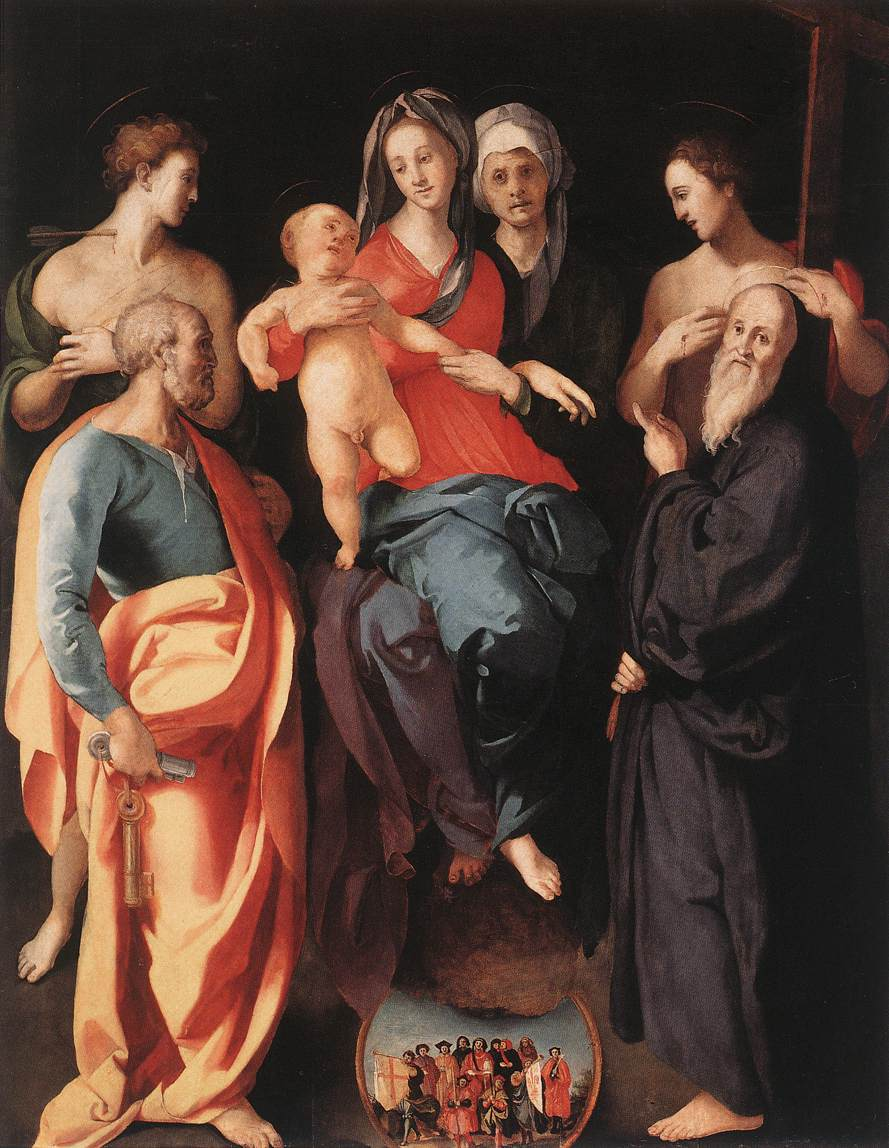
Madone à l’Enfant avec saints, Jacopo Pontormo.

## Spoliations en république de Venise (partiel)
La commission française chargée de l'envoi de chefs-d'œuvre en France était dirigée par Monge, Berthollet, Berthélemy et Tinet, qui s'étaient précédemment installés à Modène.
Les œuvres en or et en argent accumulées au cours des siècles à la Monnaie de Venise et envoyées en France ont été fondues. Le trésor de la basilique Saint-Marc a été fondu et les soldats français ont été payés avec l'or liquéfié.
Les ordres religieux ont été abrogés et 70 églises ont été démolies. Environ 30 000 œuvres d'art ont disparu ou ont été vendues
Le Bucentaure, fut brisé en morceaux avec toutes ses sculptures brûlées dans l'île de San Giorgio Maggiore pour faire fondre la feuille d'or qui les recouvrait.
L'Arsenal de Venise a été démantelé, les canons, les armures les plus belles et les armes à feu ont été envoyés en France, d'autres ont été fondues.
Plus de 5 000 canons fondus, ainsi que les armes anciennes en fer et en cuivre qui faisaient la fierté de l’Arsenal ont été envoyés dans les musées français.
Les Invalides abritent aujourd’hui un canon en bronze de facture vénitienne d’un poids de 36 kilogrammes, destiné à un usage militaire, conçu par la Sérénissime pour célébrer l’alliance entre le royaume du Danemark, de la Norvège et de la république de Venise, dont les emblèmes sont placés pour orner l’arme elle-même. Le canon de la question apporte la date de création: Année Salutis. MDCCVIII.
Les Noces de Cana de Véronèse qui se trouvait une fois au réfectoire bénédictin de l'île San Giorgio Maggiore de Venise a été coupée en deux et envoyée au Louvre, où elle a été recousue et où elle se trouve toujours.
Originaire de Vérone, près de San Zeno, le retable de San Zeno d'Andrea Mantegna a été coupé et envoyé en France. Les éléments de la prédelle sont maintenant en France – La Crucifixion au musée du Louvre, La Prière au Jardin des Oliviers et La Résurrection au musée des Beaux-Arts de Tours – tandis que le panneau principal est de retour à Vérone, rompant pour toujours l'unicité de l'œuvre.
À Vérone, la collection de fossiles Gazola du Monte Bolca (constituée en grande partie de trouvailles de poissons appartenant à l'Éocène) a été confisquée en mai 1797 et déposée au Museum national d'histoire naturelle à Paris, où elle se trouve encore aujourd'hui.
Septembre 1798. Il semble que Gazola ait été indemnisé rétrospectivement par une rente en 1797 et une pension en 1803. De cette manière, Gazola a reconstitué une seconde collection de fossiles également confisqués et emmenés à Paris en 1806.
En avril 1797, les Français enlevèrent le lion et les statues de bronze des chevaux de Saint-Marc, que la tradition attribuait à Lysippe, le bronzier d'Alexandre le Grand.
Quand Napoléon décida de commémorer ses victoires de 1805 et 1806, il ordonna la construction de l'Arc de Triomphe sur la place du carrousel et que les chevaux soient placés au sommet comme unique ornement de l’arc.
Le lion ailé de Saint Marc n'est jamais revenu, alors que les Autrichiens ont pris soin d'obtenir auprès de la France la récupération des chevaux, sans les biens volés à l'Arsenal.

### Exemples d’œuvres volées à Venise[9]

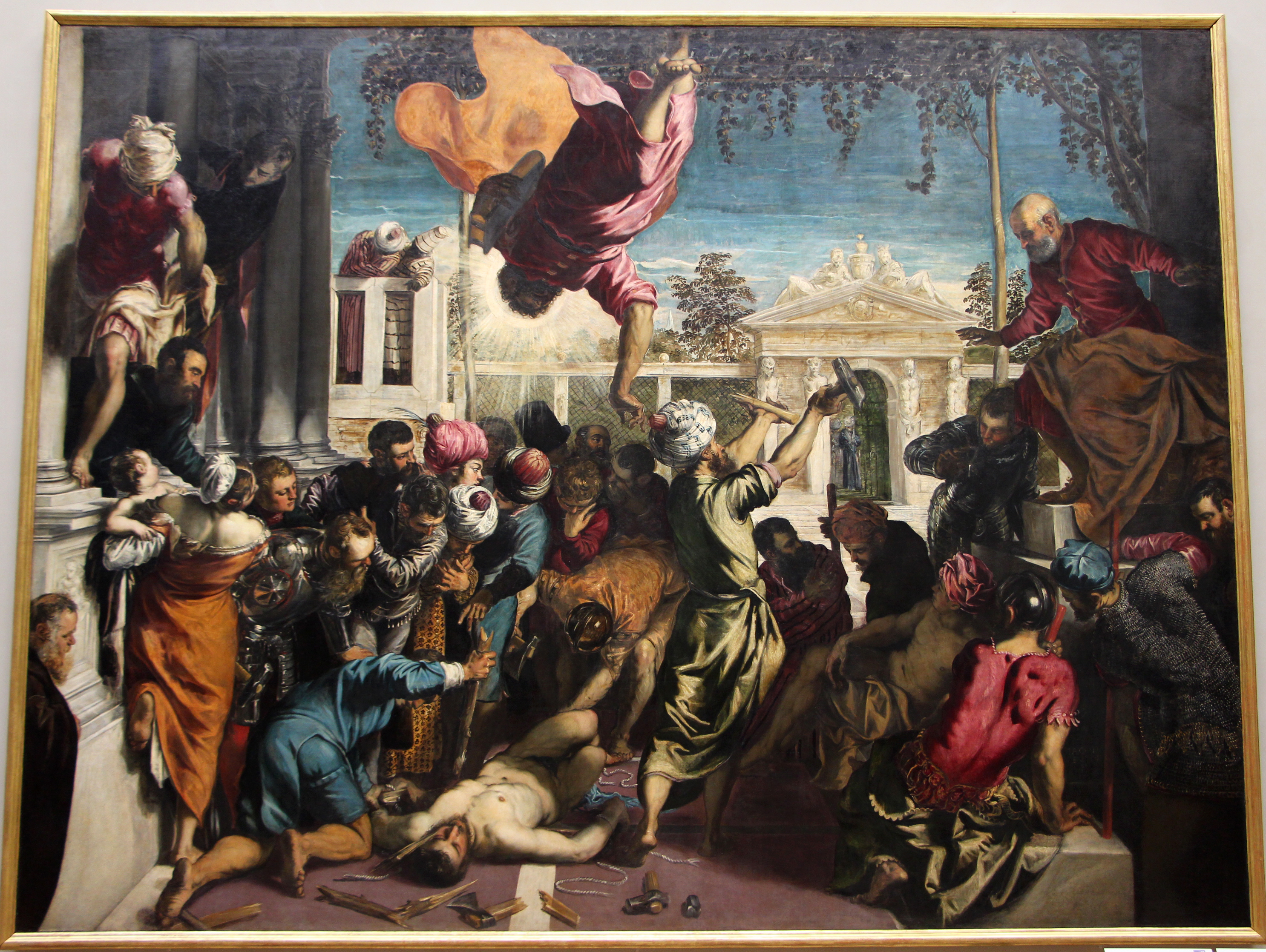
Miracle de l’Esclave de saint Marc, Tintoretto, volé à la Scuola Grande di San Marco aujourd’hui à la Galleria dell'Accademia.
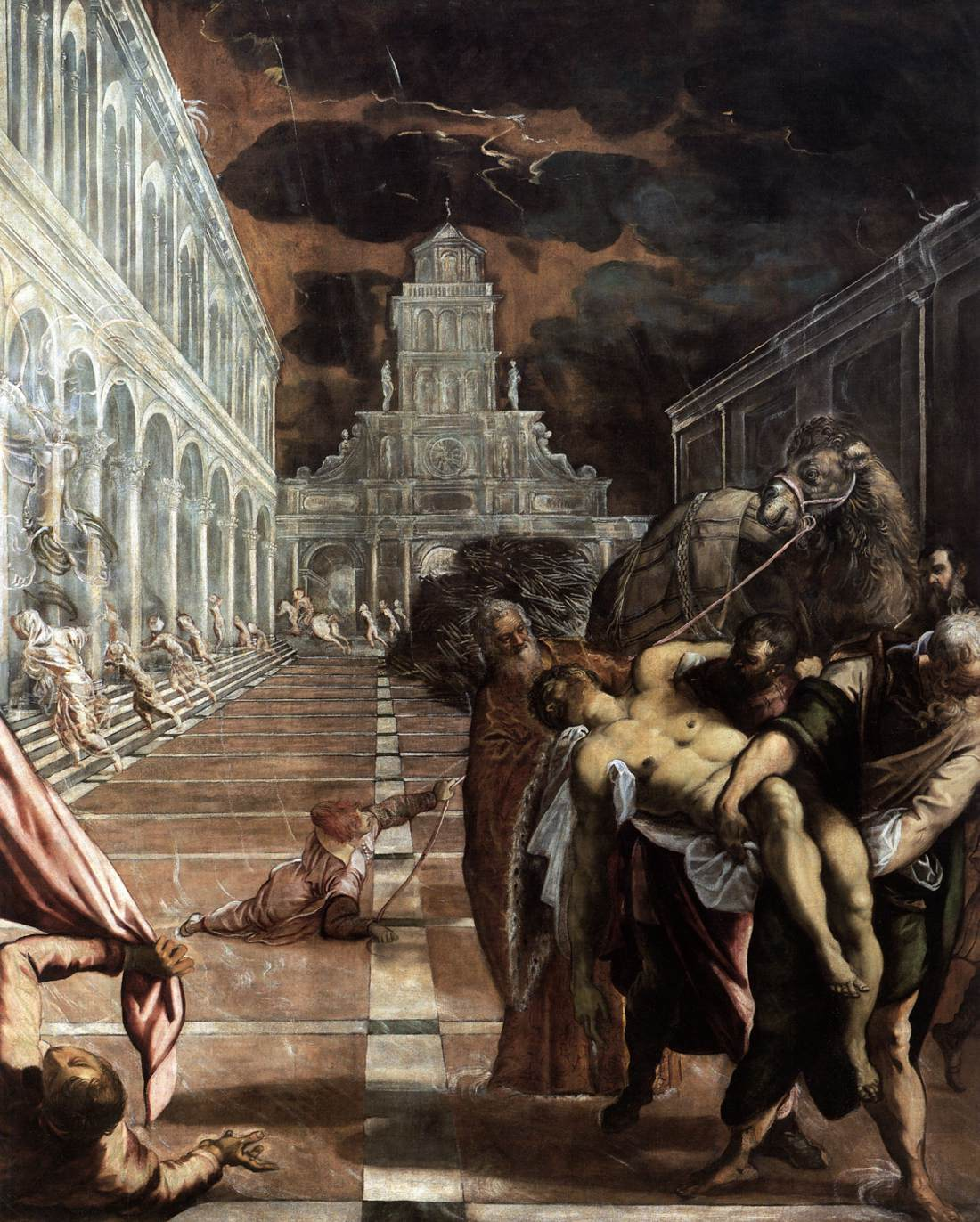
Le transfuge du corps de saint Marc, Tintoretto.
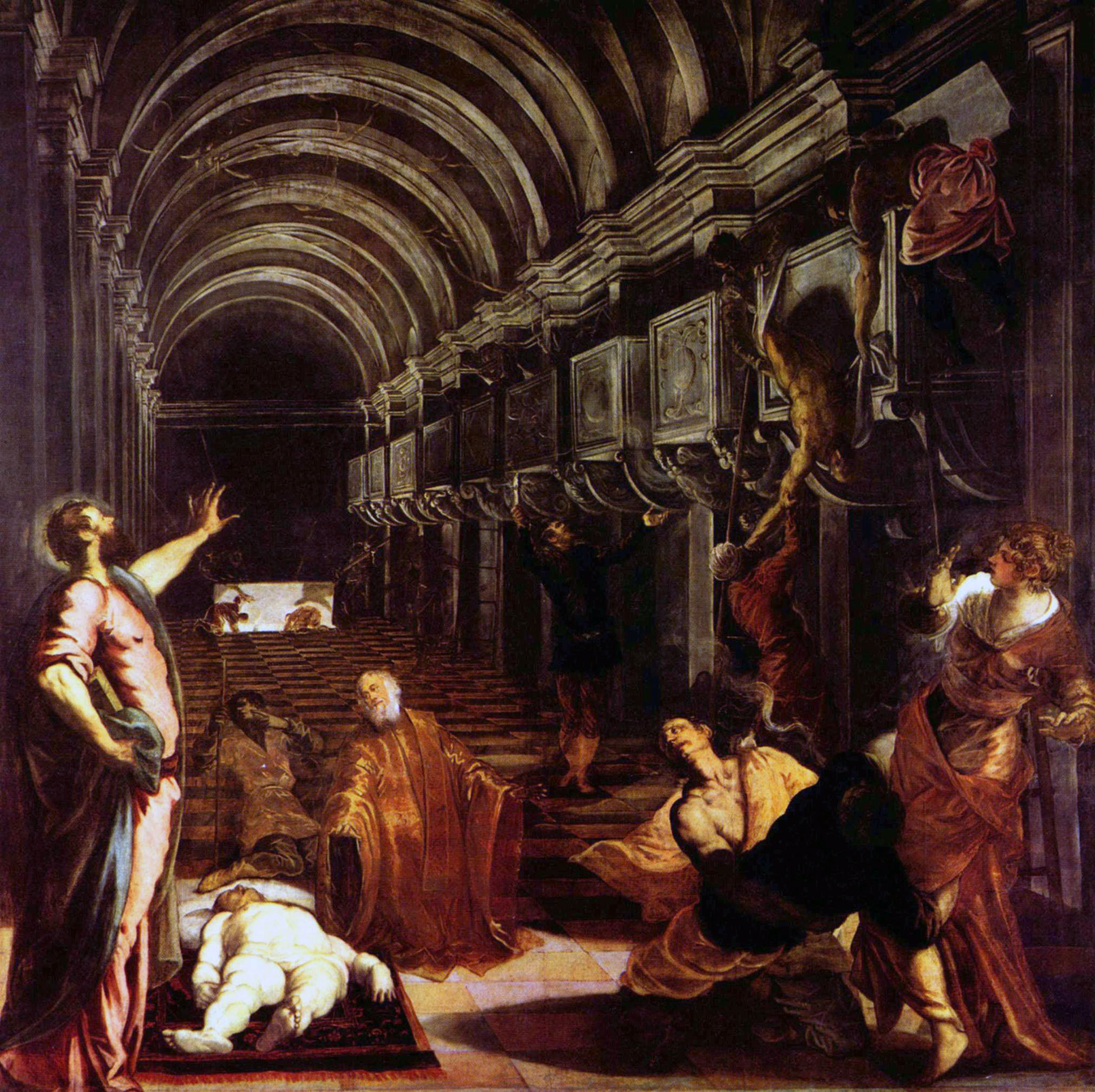
La découverte du corps de saint Marc, Tintoretto, pour la Scuola Grande aujourd’hui à Milan à Brera.

## Spoliations à Mantoue
Aux dépens de Mantoue, les œuvres de certains des artistes les plus importants ayant travaillé pour les Gonzague. Parmi les œuvres principales non retournées provenant de Mantoue et des collections des Gonzague :
- Madonna della Vittoria, retable d'Andrea Mantegna dans l'église de la Madone de la Victoire, commandée pour célébrer la grande victoire de Fornovo par François II Gonzague à la tête de la Ligue Italique, aujourd'hui au musée du Louvre.
- La Tentation de saint Antoine, de Paul Véronèse, parmi les 10 toiles de la cathédrale San Pietro de Mantoue, commandées aux artistes de Véronèse et de Mantoue par le cardinal Hercule Gonzague au milieu du XVe siècle, aujourd’hui situé dans le musée de Caen.
- Baptême du Christ, de Pierre Paul Rubens pour la chapelle principale de l'église de la Trinité des Jésuites. Le travail était sur le mur de gauche, face à la Transfiguration. La peinture est à présent dans le musée des beaux arts d’Anvers.
- Transfiguration du Christ, de Pierre Paul Rubens pour l'église des jésuites. L'inauguration du triptyque eut lieu le 5 juin 1605, fête de la Sainte Trinité, et les œuvres de Rubens sont immédiatement devenues une destination pour les visiteurs de la ville, aujourd'hui au musée de Nancy.
- Adoration des bergers de saint Longin et de saint Jean l'évangéliste, Giulio Romano a également décoré la chapelle des vases sacrés de la basilique Saint-André de Mantoue. Aujourd'hui, la toile est au musée du Louvre.

## Spoliations en Lombardie autrichienne

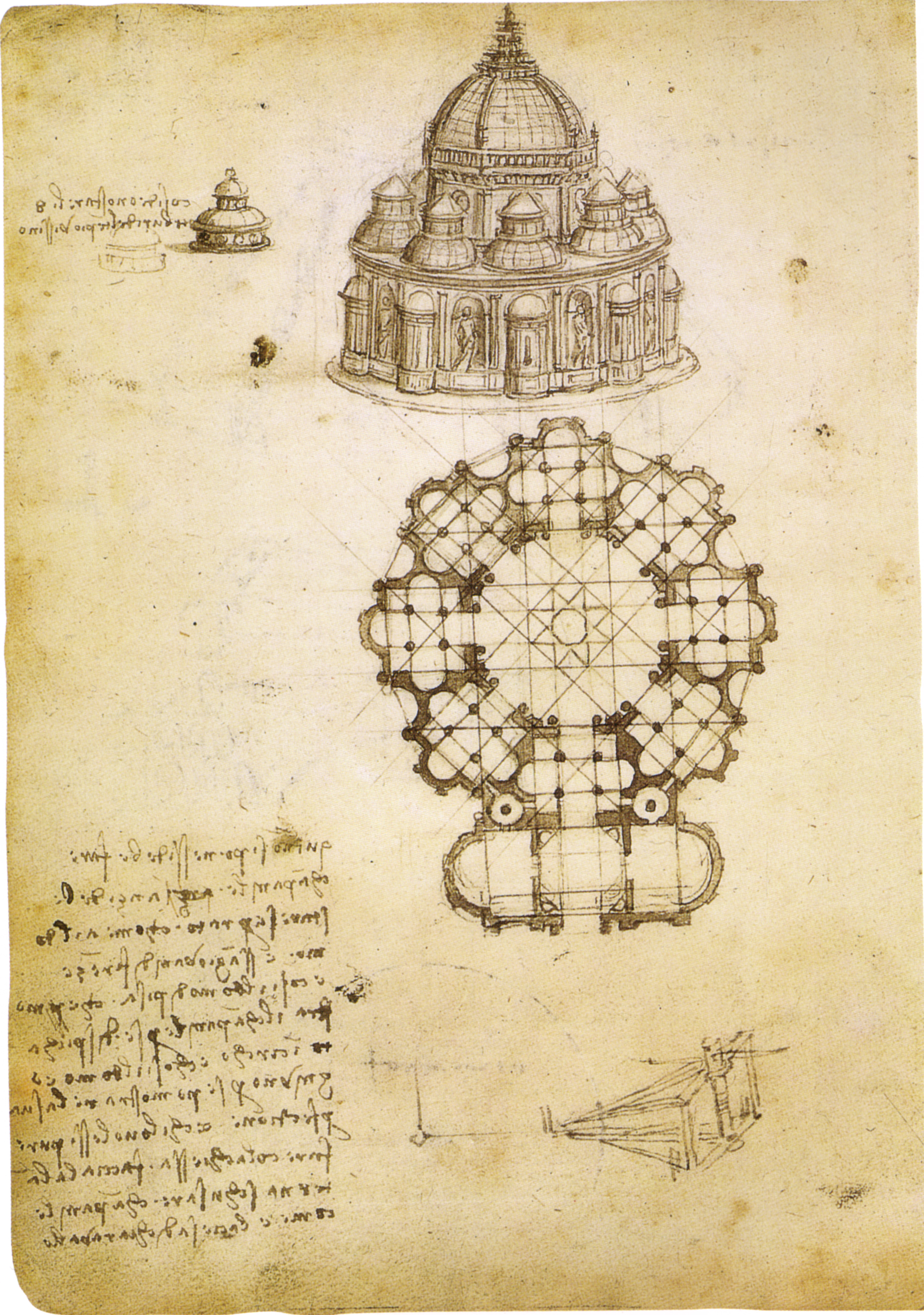
Feuillet du Manuscript B. de Léonard de Vinci, Encre et Crayon sur papier, 23 x 16 cm, bibliothèque de l’Institut de France.

Les troupes françaises sont entrées à Milan en 1796 pour coïncider avec la première campagne d'Italie de Napoléon. Ici, ils ont réquisitionné de nombreuses peintures (ex : L'air ou l'optique de Jan I Breughel l'ancien du Louvre) mais également le Codex Atlanticus et d'autres brouillons et écrits de Léonard de Vinci conservés à la Bibliothèque Ambrosienne de Milan depuis 1673. Le corpus léonardien des écrits n'est revenu que partiellement, le Codex Atlanticus a été restitué non intact à la bibliothèque Ambrosienne.
En fait, plusieurs feuilles du Codex sont conservées à Nantes et à Bâle, tandis que tous les autres cahiers et écritures dédicacées de Léonard de Vinci sont conservés à la Bibliothèque nationale de France et de la Bibliothèque de l'Institut de France à Paris.
En 1799, le général Jean-Étienne Championnet acta la même politique à l’égard du royaume de Naples, comme résultat d’une missive envoyée au Directoire le 7 Ventôse de l’année VII (25 février 1799)

« Je vous annonce avec plaisir que nous avons trouvé des richesses que nous croyions perdues. Outre les plâtres d’Herculanum qui sont à Portici, nous avons trouvé deux statues équestres en marbre de Nonius, père et fils ; la Vénus Callipyge n’ira pas seule à Paris, parce que nous avons trouvé dans la manufacture de porcelaine, une superbe Agrippine qui attend la mort ; les statues en marbre de grandeur naturelle de Caligula, de Marc-Aurèle, et un beau Mercure en bronze ainsi que des bustes antiques de marbre d’une très grande valeur parmi lesquels celui de Homère. Le convoi partira dans quelques jours. »

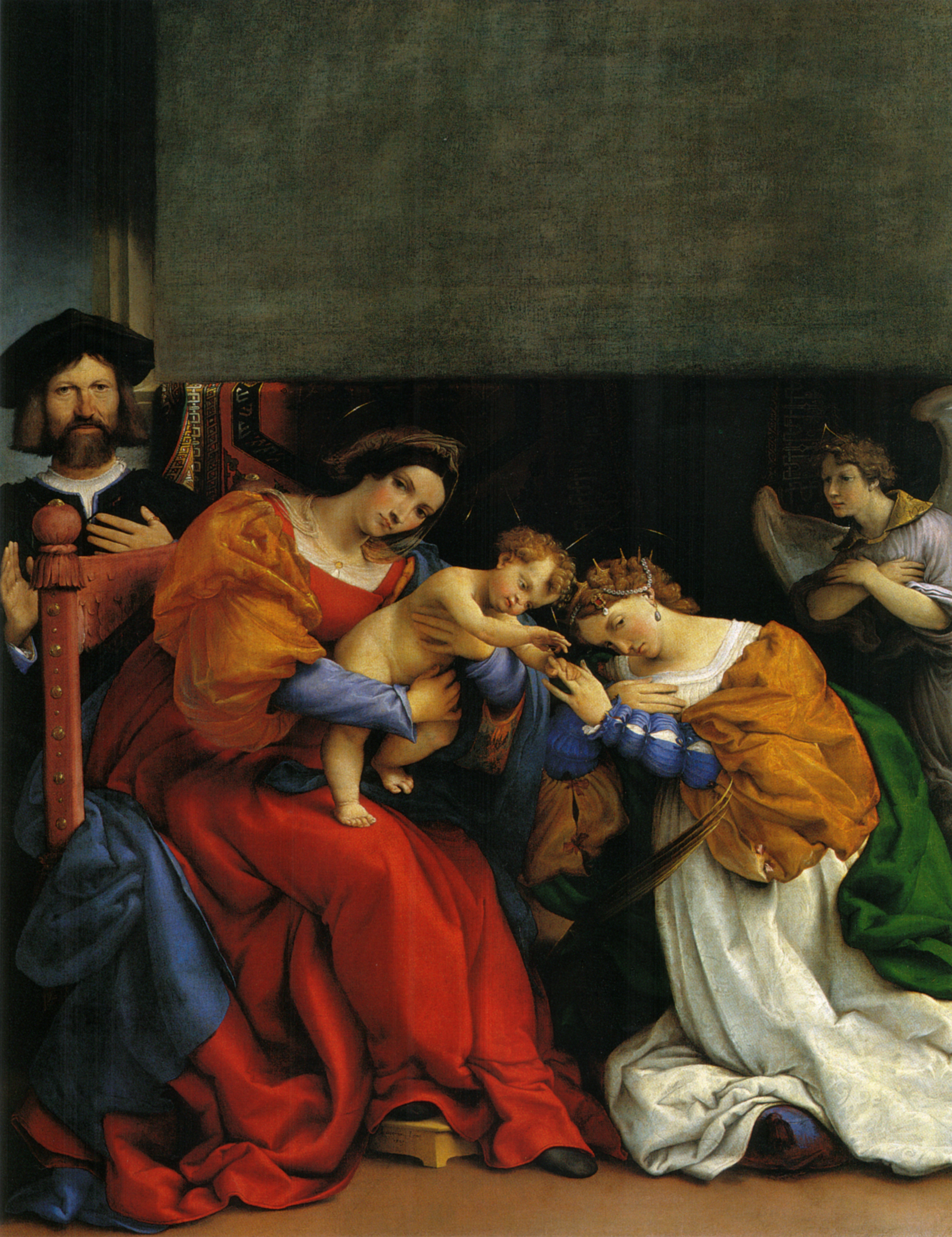
Antécédent de mutilation d'œuvre : Le Mariage mystique de sainte Catherine de Lorenzo Lotto, toile mutilée dont le paysage supérieur représentant une vue idéalisée de Jérusalem n’a pas été retrouvé.

Le pillage napoléonien ne se limitait pas aux peintures et sculptures, il concernait également le patrimoine du livre et de la joaillerie. La plupart de ces objets précieux ne sont jamais revenus.

## Spoliations en Espagne et au Portugal

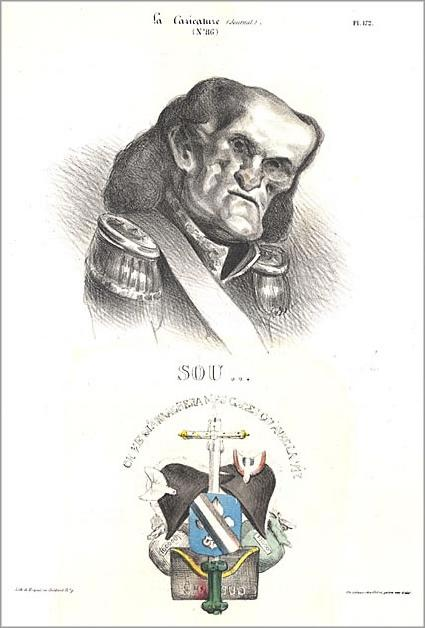
Le maréchal « Sou », caricature de Daumier, 1832.

La guerre d'Espagne, de 1808 à 1814, est l'occasion de nombreux prélèvements dans les collections et églises. Bien que l'art espagnol, à l'époque, suscite beaucoup moins d'intérêt que l'art italien, les généraux Junot, Merlin, Delaborde, Sébastiani, Fournier-Sarlovèze, Darmagnac, le maréchal Lannes et surtout le maréchal Soult profitent de leurs campagnes du Portugal et d'Espagne pour ramener des quantités d'objets d'art, l'administration impériale fermant les yeux sur ce trafic. Soult, le plus exigeant, sous couvert de dons, cadeaux ou achats forcés, remplit au moins 10 convois de butin dont 9 pendant son séjour en Andalousie.
Après 1815, il cèdera certaines pièces à Louis XVIII et à d'autres personnalités. L'inventaire fait en 1852 après sa mort aligne 111 peintures espagnoles, 22 italiennes, 23 flamandes et hollandaises.
Napoléon lui-même charge son meilleur expert en art, Dominique Vivant Denon, de récolter les plus belles pièces pour le musée du Louvre : il avait rempli les mêmes fonctions en Hollande et en Hesse-Cassel.
En Espagne, Denon apprécie surtout les Murillo. Joseph Bonaparte, promu roi d'Espagne, tente de préserver le patrimoine espagnol en interdisant l'exportation des œuvres d'art mais il accorde de nombreuses dérogations à ses protégés et à soi même.

## Musée du Louvre

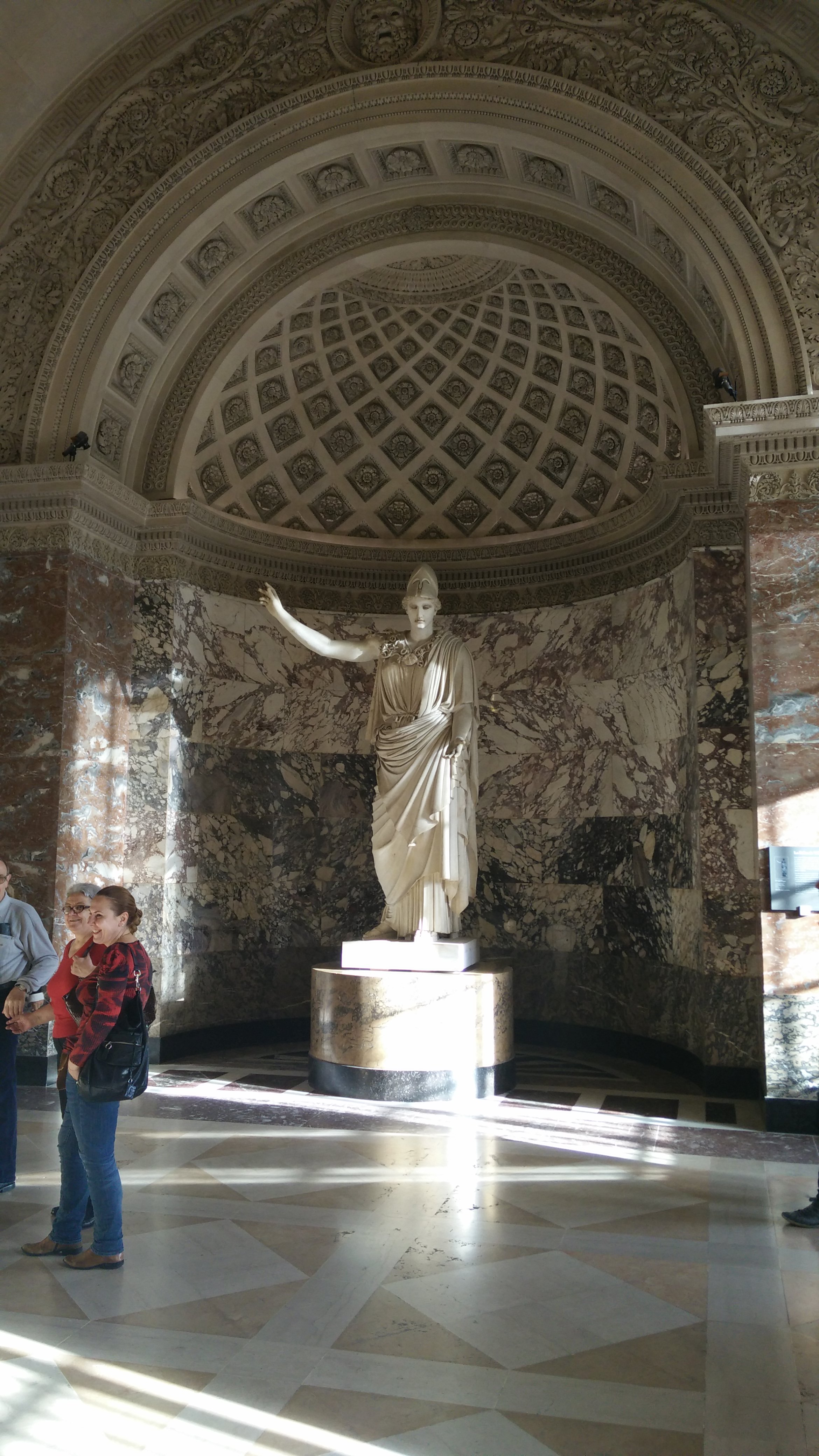
Pallas de Velletri, Louvre.

Dans le domaine des biens culturels, Napoléon a mis en place une politique de dépossession des nations défaites, confisquant les œuvres d'art des lieux de culte du clergé, des cours royales et des collections nobles et privées des familles de l'Ancien Régime qui, à des fins de propagande, furent installées d’abord dans le bâtiment du Louvre à Paris qu’il voulait musée des monuments français en 1795, ainsi que dans d’autres musées en France
La collection du musée du Louvre était à l'origine composée d'objets provenant des collections Bourbon et de familles nobles françaises, ainsi que de fonds ecclésiastiques. Mais déjà à l'occasion de la première campagne de guerre aux Pays-Bas (1794 - 1795), il confisqua plus de 200 chefs-d'œuvre de la peinture flamande, dont au moins 55 œuvres de Rubens et 18 œuvres de Rembrandt.
Après la campagne italienne de 1796, il apporta à la France 110 autres chefs-d'œuvre grâce à l'armistice de Cherasco (1er mai 1796). Le même sort a été subi, avec le traité de Tolentino (22 janvier 1797), de nombreuses œuvres d'art des États pontificaux. La politique de transfert des avoirs des territoires occupés italiens en France correspondait à un ordre précis du directoire qui, le 7 mai 1796, envoya à Bonaparte les directives suivantes :
Citoyen général, le directoire exécutif est convaincu que pour vous la gloire des Beaux-Arts sont attachées à celle de l’Armée sous vos ordres.

« L’Italie doit à l’Art la majeure partie de ses richesses et de sa renommée ; mais il est venu le temps d’en transférer dans le Règne en France, pour consolider et embellir le Règne de la Liberté. Le Musée national doit renfermer toutes les œuvres artistiques les plus célèbres, et vous ne manquerez pas de l'enrichir de celles dont on peut s’attendre des actuelles conquêtes de l’armée italienne et de celles que le futur nous réserve. Cette glorieuse campagne, au-delà de placer la République en position d’offrir la paix à ses propres ennemis, doivent réparer les ravages du vandalisme intérieur, ajoutant à la splendeur des triomphes militaires l'enchantement consolateur et bénéfique de l’Art. Le Directoire exécutif vous exhorte pour autant à chercher, réunir, et apporter à Paris tous les objets les plus précieux de ce genre, et de donner des ordres précis pour l’exécution éclairée de telles dispositions. »

Seuls les traités de paix constituaient l’instrument juridique utilisé par Napoléon pour légitimer ces pillages: il renfermait, entre autres clauses, la remise d’œuvres d’art (en plus de l’imposition d’impôts sous forme de tributs de guerre).
Ces mêmes œuvres avaient déjà été identifiées auparavant par une commission spécifique composée de spécialistes en suite de son armée, dirigée par le baron Dominique Vivant Denon, qui a personnellement suivi sept campagnes de guerre à ces fins.
Toutes les œuvres les plus précieuses étaient destinées au Louvre, tandis que les moins importantes étaient placées dans les musées français de province (Reims, Arles, Tours, Ajaccio...).
Pour exemple : la Pallas de Velletri obtenu grâce au traité de Florence, traité signé entre la France et le royaume de Naples, le 28 mars 1801 mettant fin aux hostilités entre ces deux nations durant la guerre de la Deuxième Coalition. Naples cède notamment à la France la Pallas de Velletri, statue de marbre antique représentant la déesse Athéna qui se trouve aujourd’hui encore au Louvre.

## Retour d'œuvres durant la Restauration
À la suite de la défaite de Napoléon à la bataille de Waterloo (18 juin 1815), tous les royaumes d'Europe ont envoyé leurs propres commissaires artistiques à Paris pour exiger le retour des œuvres perdues ou leur compensation, Antonio Canova a participé en tant que représentant des États pontificaux.

Comme le journal de Londres l’a écrit le 15 octobre 1815, l’opinion publique des pays alliés a protesté contre l’arrogance française : 

« Les troupes d’officiers français rentrent à Paris et, sans uniforme, attisent la population. Avec le retrait des troupes alliées, l'insolence des Parisiens augmente. Ils veulent la suppression d'articles sur les œuvres d'art. Pourquoi? Sur quelle base? Le droit de conquête ? Eh bien, n'ont-ils pas déjà été perdus deux fois? Est-ce qu'ils insistent pour invoquer les prises de guerre ? Alors, pourquoi ne permettons-nous pas aux Alliés de piller la France pour des travaux qui valent la peine d’être enlevés et qu’ils ont possédés jusqu’à Bonaparte? »

Les Français sont très fiers des trophées des victoires de Napoléon et souhaitent les conserver. Les Français ont estimé que le fait de garder les œuvres d'art dans les collections de la France était un geste de générosité envers les pays d'origine des œuvres, mais aussi un hommage à leur importance. Comme l’a dit Lord Liverpool aux représentants britanniques à Paris : 

« La partie raisonnable du monde est du côté de ceux qui veulent le rendre aux propriétaires. Il est souhaitable, d’un point de vue politique, de les écarter de la France, car ils se souviennent du souvenir de leurs conquêtes et alimentent leur vanité et l'esprit militaire de leur nation »

De nouveau, le journal de Londres a écrit: 

« Le duc de Wellington arrive aux conférences diplomatiques avec une note en main demandant expressément que toutes les œuvres soient restituées à leurs propriétaires légitimes. Cela a suscité une grande attention et les Belges, qui ont des exigences énormes à formuler et qui s'opposent obstinément à la permanence des œuvres d'art en France, n'ont pas attendu qu'on leur dise qu'ils pourraient commencer à récupérer ce qui était à eux. Les courageux Belges sont déjà sur le chemin de la restitution de leurs Rubens et de leurs Potter. »

En septembre 1814, l'Autriche et la Prusse ont récupéré tous leurs manuscrits. La Prusse eut un succès immédiat et récupéra de nombreuses parties de statuaire et divers ouvrages, dont 10 œuvres de Cranach et 3 œuvres du Corrège. Le duc de Brunswich a obtenu 85 peintures, 174 porcelaines de Limoges et 980 vases en majolique. 

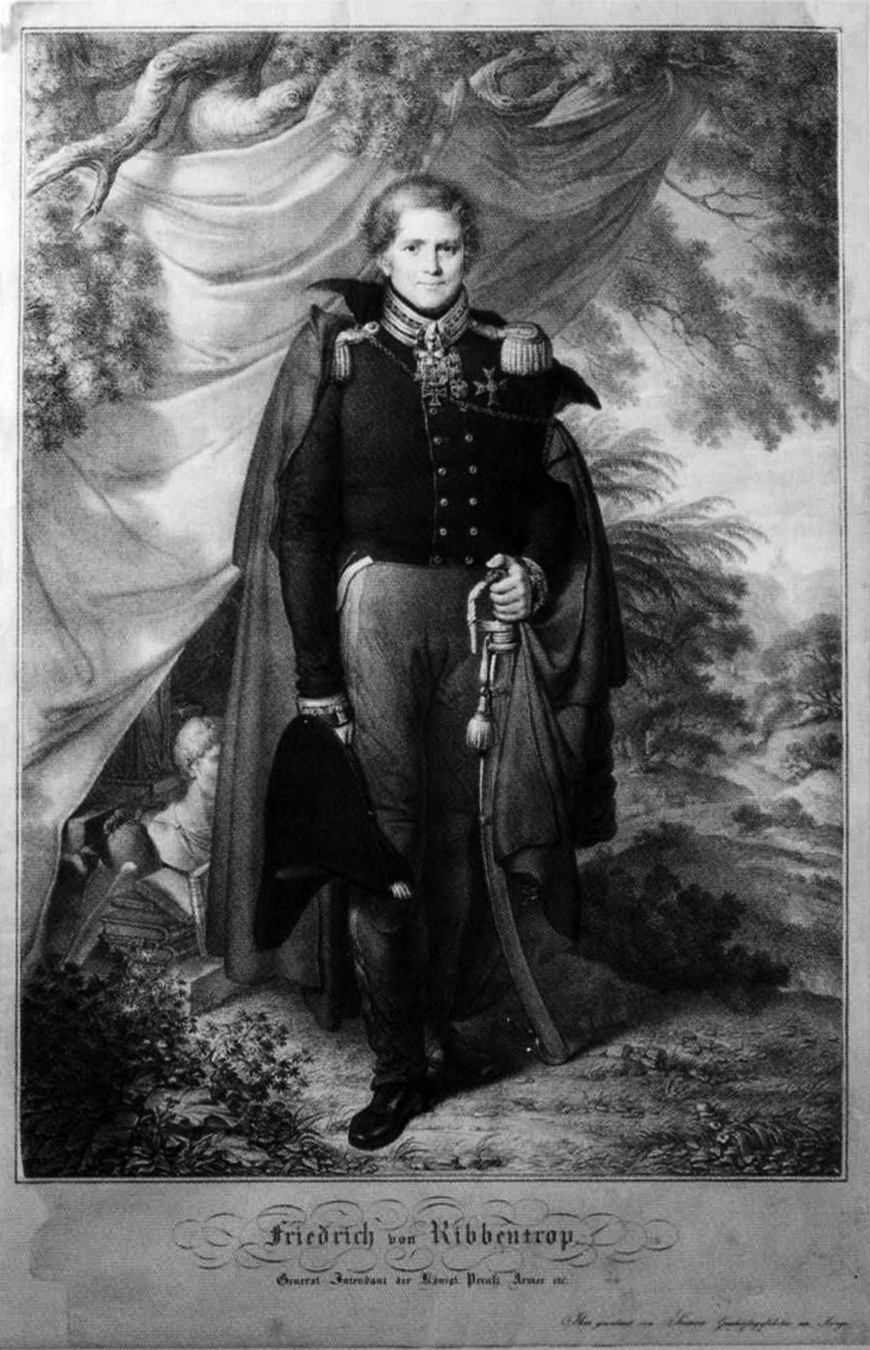
Friedrich Wilhelm Christian von Ribbentrop.

Les Prussiens furent les premiers à se déplacer, le roi Frédéric-Guillaume déléguant F.W.C.von Ribbentropp, ainsi que F.H. Jacobi et de Groote. Denon, directeur du Louvre, reçut l'ordre de restituer les trésors prussiens, mais Denon s’y opposa en l'absence d'une autorisation spécifique du gouvernement français. Von Ribbentropp a ensuite menacé d'envoyer des soldats prussiens récupérer les œuvres et envoyer Denon en prison en Prusse s'il ne laissait pas Jacobi agir. En moins de quelques semaines, tous les trésors prussiens étaient à l'extérieur du Louvre et entreposés pour l'expédition prussienne. Les Prussiens ont également aidé d'autres États du nord de l'Allemagne à récupérer leurs œuvres.
Les Hollandais ont envoyé leurs délégués, mais Denon leur a refusé l'accès. Ce dernier écrivit alors à Metternich: « Si nous cédons aux demandes de la Hollande et de la Belgique, nous privons le musée de l’un des atouts les plus importants. La Russie n'est pas hostile, l'Autriche a tout restitué, la Prusse est satisfaite. Il n'y a que l'Angleterre qui, depuis qu'elle vient d'acheter les marbres d'Elgin au Parthénon, pense désormais pouvoir rivaliser avec le Musée universel (le Louvre). »
Le 20 septembre 1814, l'Autriche, l'Angleterre et la Prusse s'accordèrent pour que tous les objets d'art soient rendus à leurs propriétaires. Le tsar ne faisant pas partie de cet accord s'y est opposé, après avoir acheté plusieurs peintures pour le patrimoine de l'Ermitage aux descendants de Napoléon et avoir reçu en cadeau de Joséphine un camée du Vatican de Ptolémée et Arsinoé.
Quant aux villes italiennes, celles-ci avaient évolué tardivement et de manière désorganisée en raison de la scission en duchés, en royaumes et en républiques séparés les unes des autres. Seulement sur l’ensemble des tableaux, sur 506 œuvres alors cataloguées envoyées en France, moins de la moitié furent restituées, soit 249 œuvres. Le duc de Brunswick a obtenu à lui seul 85 tableaux et l'ensemble des 980 vases en majolique.
Le reste (principalement des œuvres provenant des États pontificaux, mais aussi du duché de Modène et du grand-duché de Toscane) est resté en France. Le 24 octobre 1815, à l'issue des négociations, un convoi de 41 chars est organisé. Ils sont escortés par des soldats prussiens et arrivent à Milan d'où les œuvres d'art sont acheminées vers les propriétaires légitimes dispersés dans la péninsule. Les collections de camées, dessins et autres œuvres mineures sont restées en France et leurs traces ont été perdues.
Le Lion ailé en bronze de la Sérénissime a été hissé sur une fontaine des Invalides. Quand les ouvriers ont essayé de l'enlever, il est tombé au sol et s'est cassé en milliers de morceaux sous les rires et le ravissement de la foule rassemblée.
Selon le correspondant du Journal de Londres : 

« Je viens de voir que les Autrichiens retirent les chevaux de bronze de l'arc. Toute la cour des Tuileries, la place du Carrousel, regorgent de fantassins et cavaliers en arme autrichiens, et personne n’est autorisé à s’en approcher. Des foules de Français regardent dans toutes les rues et donnent libre cours à leurs émotions par des cris et des injures »

Contrairement aux confiscations d’œuvres d’art en Hollande, en Belgique et dans les pays du Rhin de 1794 à 1795 par les commissaires du Directoire, Napoléon a légalisé tous les transferts d’œuvres d’art par des traités en Italie. Les restitutions ont aigri tous les Français, au point que Stendhal au sujet de l'expédition d'un groupe de peintures à Milan, a écrit : 

« Les Alliés ont pris 150 peintures. J'espère être autorisé à constater que nous avons adopté le traité de Tolentino. Les alliés prennent nos peintures sans traité »

En d'autres termes, les acquisitions françaises ont été légalisées par des traités, celles des alliés n'étant que des confiscations.

## Retour des œuvres après la Restauration
En 1994, Francesco Sisinni, alors directeur général du ministère du Patrimoine culturel italien, estimait qu'il existait des conditions culturelles pour le retour des Noces de Cana de Véronèse.
En 2010, l'historien Ettore Beggiatto, ancien conseiller régional des travaux publics en Vénétie et conseiller régional pendant quinze ans, a écrit une lettre à la première dame Carla Bruni pour solliciter le retour de l'œuvre elle-même, en vain.
Plusieurs personnalités ont parlé des œuvres présentes en France à la suite du pillage napoléonien. Alberto Angela déclare « Il y a beaucoup d'œuvres volées par Napoléon ». L'Égypte a demandé le retour de la pierre de Rosette prélevée en Égypte lors de l’occupation française et aboutie au British Museum. Zahi Hawass, responsable des antiquités égyptiennes, à la suite du retour au Louvre des cinq fresques extraites de la tombe de Tetiki, souverain de la XVIIIe dynastie enterrée à Louxor, acheté par le musée du Louvre en violation des règles internationales relatives à la circulation des œuvres d'art, a déclaré: « Nous ne nous arrêterons pas. Maintenant, nous voulons aussi obtenir le retour de six autres découvertes conservées au Louvre, dont le zodiaque de Dendera ». Le zodiaque de Dendera a été tronçonné et transféré en France pendant la Restauration. Il se trouve aujourd'hui au Louvre.

## Quelques œuvres italiennes restées au Louvre ou disséminées dans les musées et autres édifices du territoire national, et en attente de restitution (liste partielle)
- 1,300 dessins des plus grands artistes de la Renaissance en provenance de la Galerie Estensi de Modène, aujourd'hui notamment conservés dans la Bibliothèque Nationale de France, Paris.
- Collection glyptique et des monnaies antiques des Collections Estensi.

### Peintres primitifs italiens
- La Maestà de Cimabue, à l'origine dans l'église San Francesco de Pise, aujourd'hui au musée du Louvre (depuis 1813)
- Les Stigmates de Saint François de Giotto di Bondone, pour l'église Saint François de Pise, aujourd’hui conservée au Louvre, Paris.
- Présentation au temple, de Gentile da Fabriano, alors à l’Académie des Beaux-Arts de Florence, aujourd’hui conservée au Louvre, Paris
- Très sainte Marie avec son divin Enfant de Taddeo di Bartolo, musée de Grenoble, provenant de l'église de San Paolo all’Orto à Pise
- Panneau d’un retable démembré, d’Andrea di Bartolo, musée du Petit Palais d’Avignon (ainsi qu'au musée de Princeton)
- Le Mariage mystique de saint François d'Assise par le peintre siennois Sassetta aujourd’hui au musée Condé de Chantilly
- Probablement le Saint Jean l’évangéliste de Bartolo di Fredi, musée du Petit Palais d’Avignon
- Probablement le Saint Bernardin de Sienne de Bartolomeo della Gatta, musée du Petit Palais d’Avignon
- Très probablement le saint Julien l’Hospitalier et saint Luc avec Luca di Jacopo de Battista di Gerio, musée du Petit Palais d'Avignon
- Le père éternel de Biagio di Antonio Tucci, musée du Petit Palais d’Avignon

Antoniazzo Romano
- Saint François d’Assise, Met Museum de New York peint pour l’église Sainte Marie Majeur de Tivoli.

### Grands Maîtres de laRenaissance,Haute RenaissanceetBaroque
Piero della Francesca
- Le Portrait de Sigismond Malatesta par Piero della Francesca au musée du Louvre, Paris ;
- neuf dessins du même Piero della Francesca au musée Ingres de Montauban

Léonard de Vinci
- Codex Atlanticus de Léonard de Vinci, Feuilles 44 à 196 et autres dessins exogènes de la Bibliothèque Ambrosienne de Milan, conservés dans la Bibliothèque Nationale à Paris et au musée d'Arts de Nantes.

Raphaël
- La Vierge de Lorette de Raphaël au musée Condé de Chantilly

Botticelli
- Noli me Tangere, Sandro Botticelli, musée du Petit Palais d'Avignon

Tintoret
- La Cène du Tintoret en l'église saint François-Xavier à Paris

Veronèse
- Noces de Cana de Paul Véronèse, à l'origine dans le réfectoire bénédictin de l’île de San Giorgio Maggiore à Venise, aujourd'hui conservée au musée du Louvre ainsi que le Saint Antoine Abbé du même Paul Véronèse, parmi les dix toiles du Duomo commanditées par le cardinal Ercole Gonzaga, et aujourd'hui au musée des Beaux-Arts de Caen.

Rubens
- Le Baptême du Christ de Pierre Paul Rubens pour la chapelle majeure de l'église de la Trinité des Jésuites de Mantoue, musée royal des Beaux Arts d'Anvers et la Transfiguration du Christ toujours de Pierre Paul Rubens pour l'église des Jésuites de Mantoue aujourd'hui au musée des Beaux-Arts de Nancy

Le Pérugin
- Le Mariage de la Vierge du Pérugin, musée des Beaux-Arts de Caen
- Eternel bénéficiaire avec chérubins et anges du Pérugin, musée des Beaux-Arts de Lyon

Cima da Conegliano
- la Vierge et l'Enfant entre st Jean-Baptiste et sainte Marie-Madeleine de Cima da Conegliano peint à Parme vers 1513, au Louvre depuis 1812.

Andrea Mantegna
- Agonie dans le Jardin d'Andrea Mantegna, musée des Beaux-Arts de Tours, à l'origine à Vérone, basilique Saint-Zénon)
- Madone de la Vicroire d'Andrea Mantegna, pour l'église Sainte Marie de la Victoire de Mantoue, aujourd’hui au Louvre, Paris.
- Crucifixion d'Andrea Mantegna, à l'origine à Vérone dans la basilique Saint-Zénon, aujourd'hui au Louvre, Paris
- Résurrection d'Andrea Mantegna, Tours, musée des Beaux-Arts, à l’origine dans la basilique Saint-Zénon de Vérone

Benozzo Gozzoli
- Le Triomphe de Saint Thomas d’Aquin, Benozzo Gozzoli, à l’origine pour le Dôme de Pise, aujourd’hui conservé au Louvre, Paris

Lorenzo Lotto
- L'évanouissement de la Vierge pendant le transport du Christ, musée des Beaux-Arts de Strasbourg
- L'original ayant été offert à Louis XIV (aujourd'hui au Louvre), la copie du Christ et la Femme adultère alors conservée dans la basilique Maison de Lorette est aujourd'hui au musée d'Arts de Nantes.
- Portrait de Femme, musée des Beaux-Arts de Dijon
- saint Jérôme dans le désert, musée du Louvre, Paris

Carlo Crivelli
- Saint Jacques de la Marche avec deux donateurs agenouillés, pour l'église de l'Annunziata d'Ascoli Piceno, Louvre, Paris
- Dix panneaux de retables démembrés issus de la collection Campana, musée du Petit Palais, Avignon

Les frères Carracci
- Naissance de la Vierge, Annibale Carracci, musée du Louvre
- San Bernardin de Sienne libèrant Carpi, Lodovico Carracci, Notre Dame, Paris
- Martyres de Saint Pierre et Paul, Lodovico Carracci, musée des Beaux-Arts de Rennes
- L'apparition de la Vierge à sainte Catherine et saint Luc de Annibale Carracci, aujourd’hui au Louvre, Paris

Fra Filippo Lippi
- Retable de Barbadori, peint par Fra Filippo Lippi, provenant de la Sacristie de Santo Spirito à Florence, aujourd'hui au Louvre, Paris
- La Nativité, Fra Filippo Lippi, à l'origine pour le Couvent de Sainte Margherite de la Ville de Prato, aujourd'hui au Louvre.

Le Guerchin (bien que plus de trente toiles du Guerchin sont dans les collections françaises, nous ne retraçons qu’un peu moins de 20 oeuvres spoliées.)
- Les saints protecteurs de la cité de Modène, Louvre, Paris
- Saint François en extase et saint Benoît avec un Ange musicien, Louvre, Paris
- Sémiramis appelée aux armes, jadis au Louvre , aujourd’hui dans une collection particulière.
- Loth et ses filles, Louvre, Paris
- Sainte Cécile, Louvre, Paris
- Pietà en provenance de Modène, aujourd'hui musée Condé de Chantilly
- Salomé recevant la tête de saint Jean-Baptiste, musée des Beaux-Arts de Rennes
- Jésus pleuré par Marie, musée des Beaux-Arts de Rennes
- La Visitation, musée des Beaux-Arts de Rennes
- La Madonna e il Bambin Gesù e il martirio di San Paolo, musée des Augustins de Toulouse
- La gloria di Ognissanti, musée des Augustins de Toulouse
- Madone à l’Enfant, musée des Beaux-Arts de Chambéry
- Saint François d'Assise recevant les stigmates, Magonza, Mittelrehinschers Landesmuseum
- Saint Paul, Louvre, Paris.
- Le Roi David, différentes collections particulières avant de devenir propriété des Beaux-Arts de Rouen
- Tête d'étude, musée des Beaux-Arts de Rennes
- Autre Saint François en Extase au musée municipal de la Ville de Soissons.
- Nombreux dessins disséminés à Paris et un peu partout en France.

Federico Barocci
- quatre-vingt dessins du Baroche conservée au Louvre, Paris
- La Circoncision pour une église de Pesaro, propriété du Louvre, Paris
- saint François d'Assise, musée Thomas-Henry, Cherbourg-En-Cotentin
- Portrait de jeune homme, musée des Beaux-Arts de Strasbourg
- Les Adieux du Christ à sa mère, musée Condé de Chantilly
- La Vierge à l'Enfant en Gloire avec saint Antoine Abbé et Sainte Lucie, musée du Louvre, Paris
- Adoration des Bergers, musée de la Chartreuse, Douai
- La sainte Famille au Chat (atelier), musée Condé, Chantilly

Guido Reni
- Le Triomphe de Job provenant de l'église des mendiants de Bologne aujourd'hui dans la Cathédrale Notre-Dame de Paris.
- La purification de la Sainte Vierge, au musée du Louvre, Paris
- La Remise des clés, au Musée du Louvre
- une importante collection de dessins essentiellement conservés au Louvre, Paris
- Adam et Eve au Paradis, musée des Beaux-Arts de Dijon
- Le père éternel bénissant le Monde, musée des Beaux-Arts de Dijon
- Apollon écorchant Marsyas, musée des Augustins de Toulouse
- Le Christ portant sa croix, pour l'église San Salvatore de Bologne, musée des Augustins de Toulouse
- Vierge à l'Enfant entouré d'Anges, musée Condé, Chantilly
- Saint Pierre pleurant son reniement, musée des Beaux-Arts de Pau
- La Charité chrétienne, musée des Beaux-arts de Nantes
- Le Christ au jardin des Oliviers, musée municipale de Sens
- Le Martyre de sainte Apolline, musée de Tessé, Le Mans
- Vierge de Douleur, musée des Beaux-Arts de Strasbourg
- La sainte Famille contemplant l'Enfant Jésus endormi, musée d'Art Roger-Quilliot, Clermont-Ferrand

Piero di Cosimo
- Portrait de Simonetta Vespucci de Piero di Cosimo aujourd’hui au musée Condé de Chantilly.
- Madone de la Colombe de Piero di Cosimo, Louvre, Paris

Autres grands maîtres
- Vierge à l’Enfant entouré d'Anges de Turino Vanni, du couvent de Saint Silvestre de Pise, aujourd'hui au Louvre, Paris

- La Visitation de Domenico Ghirlandaio, pour l’église de Santa Maria Maddalena de’ Pazzi à Florence, conservée au Louvre, Paris
- La Madonna con Bambino, Sant'Anna, San Sebastiano, San Pietro e San Benedetto di Jacopo da Pontormo, provenant de l'église de Sainte Anne sul Prato di Firenze, Louvre, Paris
- Incoronazione della Vergine de Fra Angelico, pour le couvent San Domenico de Fiesole, propriété du Louvre, Paris
- Adoration des pasteurs avec San Longino et San Giovanni Evangelista, de Giulio Romano pour la chapelle des Vases sacrés en la Basilique de Saint André à Mantoue, aujourd’hui au Louvre, Paris
- Christ moqué et couronné d'épines de Giambologna, Bordeaux, musée des Beaux-Arts
- La déploration du Christ avec saint Jean-Baptiste du Bergognone au musée du Petit Palais, Avignon
- La sainte Conversation, Vittore Carpaccio, musée du Petit Palais, Avignon
- La Vision de Saint Jérôme du Parmigianino entrée dans les collections de la National Galery de Londres en 1826, œuvre peinte pour l’église des marchesans de Rome, San Salvatore in Lauro.
- Leonello Spada
  - Le Retour du fils prodige, Louvre, Paris
  - Le martyre de Saint Cristophe, Notre Dame, Epernay
  - Joseph et la femme de Putifarre , musée des Beaux Arts, Lille
- Santi di Tito
  - Tobie et l'Ange, peint pour la basilique San Marco de Florence, depuis 1809 en l'église Saint-Eustache de Paris
  - La sainte Famille, musée Fesch, Ajaccio
  - Crucifixions et portraits, musée des Beaux-Arts de Chambéry
- Lodovico Cigoli
  - Le rêve de Jacob, musée des Beaux-Arts de Nancy
  - La Vierge entourée de saints, église Notre-Dame de la Bonne Nouvelle, Paris 2°arr.
- Francesco Rosa dit Pacecco de Rosa
  - Samson et Dalila, musée de Grenoble
  - Venus retenant Adonis partant pour la Chasse, musée des Beaux-Arts et d'Archéologie de Besançon
  - Jérémie tiré de la Citerne, musée Condé de Chantilly
  - Daniel dans la Fosse aux Lions, musée Condé de Chantilly
  - La révélation de Raphaël, musée Condé de Chantilly
  - La résurrection de Lazare, musée Condé de Chantilly
  - Le Christ ressuscité, musée Condé de Chantilly
- Luca Signorelli
  - L’Adoration des Mages, musée du Louvre, Paris (anciennement collection Campana)
  - Groupe de quinze personnages, musée du Louvre, Paris (anciennement collection Campana)
  - La Naissance de saint Jean Baptiste, musée du Louvre, Paris
- Giovanni Battista Salvi (dit le Sassoferrato)
  - Le Sommeil de l'Enfant Jésus, Musée du Louvre, Paris
  - L'assomption de la Vierge, Musée du Louvre, Paris
  - La Vierge adorant l'Enfant Jésus, Musée du Louvre, Paris
  - La Vierge, l'Enfant Jésus et saint Jean-Baptiste, Musée du Louvre, Paris
  - Vierge à l'Enfant, Musée du Louvre, Paris
  - L'Annonciation, Musée du Louvre, Paris

### Autres artistes
- San Sebastiano curato da Irene de Francesco Cairo, Tours, musée des Beaux Arts
- La sainte Famille contemplant l’Enfant Jésus dormant, Francesco Gessi, musée des Beaux-Arts de Clermont-Ferrand
- Le martyre de Sainte Victoire de Giovanni Antonio Burrini, musée national du Château de Compiègne
- Le Christ et la femme adultère, Giuseppe Porta, musée des Beaux-Arts de Bordeaux
- Rinaldo empêchant Armide se suicider, Alessandro Tiarini, musée des Beaux-Arts de Lille
- Le Christ adoré par les anges avec Saint Bernardin et saint Sébastien, Carlo Bononi, Louvre, Paris
- Madone de Lorette, Francesco da Montereale, musée des Beaux-Arts du Havre (aujourd’hui disparue ?)
- Annonciation de Giovanni Lanfranco, église Notre-Dame de la Bonne Nouvelle, Paris
- Près de cent toiles de Francesco Albani (surnommé le peintre des grâces) sont recensés dans les musées français et aucun rétrospective n’a eu lieu à ce jour de ce peintre baroque resté très méconnu en France malgré la véritable razzia faite dans sa production.

## Œuvres rendues (liste partielle)
- Apollon du Belvédère
- Vénus Capitolina
- Venere Italica
- Groupe du Laocoon
- Tête de Jupiter
- Les chevaux de San Marco
- Vénus Médicis
- Mattei Amazon
- Dalle sépulcrale de Guidarello Guidarelli de Tullio Lombardo
- Transfiguration de Raffaello Sanzio
- Portrait de Fedra Inghirami par Raffaello Sanzio
- Portrait de Léon X avec les cardinaux Giulio de Médicis et Luigi de 'Rossi par Raffaello Sanzio
- Madonna della Seggiola de Raffaello Sanzio
- Extase de sainte Cécile par Raphael Sanzio
- Portrait du cardinal Bibbiena par Raffaello Sanzio
- Visitation de Raffaello Sanzio
- Assomption de la Vierge par Titien
- Saint Jean Baptiste parmi les saints Francesco Girolamo, Sebastiano et Antonio da Padova du Perugino
- Crucifixion de San Pietro de Guido Reni
- Massacre des innocents par Guido Reni
- La chance avec une couronne de Guido Reni
- Madone avec un long cou par Parmigianino
- Lamentation sur le Christ mort du Correggio
- La chaise de San Pietro del Guercino
- Mariage de la Vierge de Giulio Cesare Procaccini
- Madone avec l'enfant et les saints Luigi Gonzaga et Stanislao Kostka de Giuseppe Maria Crespi
- Marie sur la tombe de Bartolomeo Schedoni
- Ecce Homo de Ludovico Cigoli
- Transport du Christ au sépulcre du Cavalier D'Arpino
- Lamentation sur le Christ mort avec les saints François, Claire, l'évangéliste Jean, Marie-Madeleine et les anges d' Annibale Carracci
- Plâtre de Mars et Vénus d'Antonio Canova